# Список переможців чемпіонату Італії з футболу
У 1898 році відбувся перший в історії офіційний чемпіонат Італії. У ньому взяли участь 4 команди, а усі матчі відбулися 8 травня на стадіоні «Velodromo Umberto I» у Турині. У фіналі «Дженоа» здолав туринський «Інтернаціонале» у додатковому часі (2:1) та став першим чемпіоном Італії в історії. У наступних розіграшах клуби грали у регіональних групах, переможці яких зустрічалися у плей-оф. Чинний чемпіон захищав титул проти переможця плей-оф. З 1904 року чемпіонат Італії отримав назву Прима-категорія
У 1907 році було організовано два чемпіонати в одному сезоні. В основному чемпіонаті виступають лише італійські гравці, а переможці отримають звання справжнього чемпіона Італії та будуть нагороджені «Кубком Буні». Другорядним турніром став федеральний чемпіонат. До нього допускалися іноземні гравці, які проживали на території Італії. Переможці отримають звання федерального чемпіона Італії та «Кубок Спенслі».
Таке рішення було вмотивовано бажання FIF стимулювати слабші команди які складалися лише з італійських команд, але не могли конкурувати з клубами які мали сильних іноземних гравців. «Дженоа», «Торіно» та «Мілан» вийшли з цих чемпіонатів, протестуючи проти рішення FIF. Переможцем федерального чемпіонату став «Ювентус», а італійського чемпіонату «Про Верчеллі». Згодом FIGC ухвалив рішення не визнавати чемпіонства «Ювентуса» через бойкот інших сильних клубів.
Наступний сезон також пройшов у такому форматі. Переможець федерального чемпіонату отримував «Кубок Оберті» замість «Кубку Спенслі». Більшість сильних клубів змінили стратегію боротьби проти FIF. Вони ухвалили рішення брати участь лише у федеральному чемпіонаті, утримавшись від італійської національної першості. Мотивація клубів була в тому, щоб применшити значення національного турніру. За підсумками сезону федеральним чемпіоном став «Про Верчеллі», а національним «Ювентус». Стратегія клубів змусила FIGC відмовитися від проведення двох чемпіонатів, визнавши «Про Верчеллі» справжнім чемпіоном сезону.
Сезон 1909–10 пройшов у форматі ліги у якій брали участь 9 клубів. Кожна команда проводила два матчі проти суперників (1 вдома та 1 в гостях). За підсумками сезону, команда, яка набирала найбільше очок отримувала звання федерального чемпіона та статус справжнього чемпіона Італії. Команда, яка складається лише з італійських гравців та покаже найкращий результат серед таких команд, отримає звання національного чемпіона. Національним чемпіоном став «Про Верчеллі», а федеральний (основний) титул розіграли «Про Верчеллі» та «Інтернаціонале» в очній зустрічі за чемпіонство. «Інтернаціонале» розгромив суперників (10:3) та став повноцінним чемпіоном, а національний титул «Про Верчеллі» залишився неофіційним.
У сезоні 1910–11 також відбулися зміни у форматі. Після допуску регіонів Венето та Емілії було сформовано дві групи за регіональним принципом (П'ємонт-Ломбардія-Лургія та Венето-Емілія-Романья). Переможці груп виходили у фінал, де визначався чемпіон. Через два роки відбувся поділ чемпіонату на ліги Північної та Південної Італії. У кожній лізі був поділ за географічним принципом. Регіональні переможці змагалися між собою за вихід у національний фінал, у якому грали найкраща команда «півночі» та «півдня».
У 1915 році команди не встигли дограти чемпіонат через початок Першої світової війни. У 1919 році, після закінчення бойових дій, FIGC ухвалила рішення визнати «Дженоа», який на момент зупинення турніру лідирував у своїй лізі, чемпіоном цього сезону. У 1916 році «Мілан» виграв Федеральний кубок, який був заміною чемпіонату Італії. Цей турнір був обмежений лише північними командами, за винятком« Про Верчеллі», та не визнається FIGC офіційним чемпіонством.
У 1921 році відбулися конфлікт між провідними італійськими клубами («Про Верчеллі», «Болонья», «Ювентус») та FIGC. Клуби просили скоротити кількість клубів у вищій італійській лізі, відповідно до плану розробленого головним тренером збірної Італії Вітторіо Поццо. FIGC відхилила пропозицію клубів. У відповідь на це була організована CCI, яка створила свій чемпіонат — Пріма дивізіон. Він пройшов одночасно з чемпіонатом організованим FIGC — Прима-категорією. Таким чином в Італії по завершенні сезону було два чемпіони: «Новезе» (FIGC) та «Про Верчеллі» (CCI). Перед початком наступного сезону FIGC погодилася скоротити кількість команд у Північній лізі до 36 клубів («Компроміс Коломбо»), а CCI була розформована. У 1923 році кількість клубів у Північній лізі скоротилася до 24.
У 1926 році з метою реформи італійського чемпіонату була ухвалена Хартія В'яреджо. Клуби, які виступали у лігах Північної та Південної Італії, були об'єднані для виступів в Національному дивізіоні. Ліцензію для виступів у новому турнірі отримали 17 клубів «півночі» та 3 клуби «півдня». Серед положень ухваленої Хартії також була заборона виступів іноземних гравців у новому чемпіонаті. 20 клубів, які виступали в Національному дивізіоні були поділені на групи A та B, по 10 команд у кожній. 3 найкращі команди кожної групи виходили у фінальний раунд, де визначався чемпіон. Дебютний розіграш турніру завершився скандалом. «Торіно» здобув чемпіонство, але після розслідування FIGC вони були позбавлені титула. Було встановлено, що офіційний представник «Торіно», у матчі проти «Ювентуса» який відбувся 5 червня 1927 року, підкупив захисника суперників Луїджі Аллеманді.
У 1929 році Національний Дивізіон розділився на два дивізіони (по 16 команд у кожному), утворивши Серію А (вищий футбольний дивізіон) та Серію Б (нижчий футбольний дивізіон). Сезон 1929–30 був першим офіційним розіграшем нового формату змагань, а чемпіоном став «Інтернаціонале», який виступав під назвою «Амброзіана-Інтер». У наступних сезонах «Ювентус» встановив історичну рекордну серію, здобувши п'ять чемпіонств поспіль.
У 1940-х роках «Торіно», який увійшов у історію італійського футболу під назвою Великий «Торіно», повторив цей рекорд. Гравці та тренерський штаб цієї легендарної команди загинули у авіакатастрофі на Суперзі за чотири тури до кінця останнього чемпіонського сезону.
У середині 60-х років «Інтернаціонале» Еленіо Еррери виграв три чемпіонські титули та двічі поспіль виграв Кубок європейських чемпіонів та Міжконтинентальний кубок.
У 1980 році відбувся корупційний скандал «Тотонеро» у якому було замішані сім футбольних клубів. У результаті розслідування «Мілан» та «Лаціо» були переведені у серію Б. У 1986 сталося ще одне «Тотонеро», у якому були замішані дев'ять клубів з трьох футбольних дивізіонів. Єдиною командою Серії А у цій справі була «Удінезе».
На початку 90-х років «Мілан» під керівництвом Фабіо Капелло виграв чотири чемпіонські титули за п'ять років. Також ця команда три роки поспіль грала у фіналі Ліги чемпіонів, вигравши титул у 1994 році.
У травні 2006 року футбольну Італію сколихнув корупційний скандал, який увійшов у історію під назвою «Кальчополі». «Ювентус», «Мілан», «Фіорентина», «Лаціо» та «Реджина» були замішані у купівлі ігор, змові зі суддями та футбольними чиновниками. У результаті розслідування «Ювентус» був позбавлений чемпіонських титулів 2005 та 2006 років та переведений у Серію Б. Інші клуби отримали штрафні санкції у вигляді позбавлення очків, декілька домашніх матчів без глядачів та виключення з Ліги чемпіонів.
У кінці 2000-х «Інтернаціонале» став третьою командою в історії Серії А, яка виграла п'ять чемпіонств поспіль. У сезоні 2009–10 «Інтернаціонале» під керівництвом Жозе Моурінью не лише став чемпіоном Італії, а також виграв кубок Італії та Лігу чемпіонів, ставши першою італійською командою в історії яка оформила требл.
Наступне десятиліття пройшло під домінуванням «Ювентуса». Туринський клуб виграв дев'ять чемпіонських титулів поспіль, встановивши новий рекорд. За цей період вони також виграли чотири кубки Італії, чотири суперкубки Італії та двічі грали у фіналі Ліги чемпіонів.

## Скорочення
| М | кількість зіграних матчів   | В | кількість виграних матчів | П  | кількість програних матчів | Н | кількість нічийних матчів           |
| О | кількість очок в чемпіонаті | З | кількість забитих голів   | Пр | кількість пропущених голів | Р | різниця забитих та пропущених голів |

Примітка: До списку внесені гравці, які виходили на поле бодай в одному матчі переможного турніру.

## Чемпіонат Італії (1898—1903)
| Сезон | Переможець турніру | Титул | Склад | Тренер         | Статистика | Статистика | Статистика | Статистика | Статистика | Статистика | Статистика | Статистика | Інші виграні турніри |
| Сезон | Переможець турніру | Титул | Склад | Тренер         | М          | В          | Н          | П          | О          | З          | Пр         | Р          | Інші виграні турніри |
| ----- | ------------------ | ----- | --- | -------------- | ---------- | ---------- | ---------- | ---------- | ---------- | ---------- | ---------- | ---------- | -------------------- |
| 1898  | «Дженоа»           | 1     | воротарі — Вільям Бейрд; захисники — Ернесто Де Галлеані, Фаусто Гільйотті, Едоардо Пастер, Джеймс Спенслі; півзахисники — Сільвіо П'єро Бертолло, Валліс Гільйон, Джон Кортьє Ле Пеллі; нападники — Джованні Боччардо, Генрі Дапплс, Норман Віктор Лівер         | Джеймс Спенслі | 2          | 2          | 0          | 0          | 4          | 4          | 1          | +3         |                      |
| 1899  | «Дженоа»           | 2     | воротарі — Фаусто Гільйотті; захисники — Ернесто Де Галлеані, Говард Пассадоро, Едоардо Пастер, Джеймс Спенслі; півзахисники — Арклесс; нападники — Джозеф Вільям Агар, Генрі Дапплс, Етьєн Детендр, Норман Віктор Лівер, Енріко Пастер                           | Джеймс Спенслі | 1          | 1          | 0          | 0          | 2          | 3          | 1          | +2         |                      |
| 1900  | «Дженоа»           | 3     | воротарі — ?, Арістід Пароді, Джеймс Спенслі; захисники — Ернесто Де Галлеані, Фаусто Гільйотті, Говард Пассадоро, Едоардо Пастер, Паоло Россі; півзахисники — Генманн; нападники — Джозеф Вільям Агар, Джованні Боччардо, Генрі Дапплс, Джордж Фокус             | Джеймс Спенслі | 2          | 2          | 0          | 0          | 4          | 10         | 1          | +9         |                      |
| 1901  | «Мілан»            | 1     | воротарі — Худ; захисники — Катулло Гадда, Ганс Гейнріх Шутер, Луїс Вагнер; півзахисники — Даніеле Анджелоні, Герберт Кілпін, Курт Ліес; нападники — Девід Аллісон, Геррейро Коломбо, Самуель Річард Девіс, Едвард Доббі, Етторе Негретті, Ллевіллін Невілл       | Герберт Кілпін | 2          | 2          | 0          | 0          | 4          | 6          | 2          | +4         |                      |
| 1902  | «Дженоа»           | 4     | воротарі — Джеймс Спенслі; захисники — Альфред Картьєр, Альберто Деламар, Фаусто Гільйотті, Говард Пассадоро, Едоардо Пастер, Паоло Россі, Карл Шенфт; півзахисники — Аттіло Сальваде, Оскар Шеллер; нападники — Джозеф Вільям Агар, Генрі Дапплс, Енріко Пастер, | Джеймс Спенслі | 4          | 4          | 0          | 0          | 8          | 11         | 4          | +7         |                      |
| 1903  | «Дженоа»           | 5     | воротарі — Джеймс Спенслі; захисники — Етьєнн Буньйон, Паоло Россі, Говард Пассадоро, Едоардо Пастер, Карл Шенфт; півзахисники — Джованні Фоффані; нападники — Джозеф Вільям Агар, Енріко Пастер, Генрі Дапплс, Монтальді                                         | Джеймс Спенслі | 1          | 1          | 0          | 0          | 2          | 3          | 0          | +3         |                      |

## Прима-категорія (1904—1922)
| Сезон                                                                       | Переможець турніру | Титул | Склад | Тренер                          | Статистика | Статистика | Статистика | Статистика | Статистика | Статистика | Статистика | Статистика | Інші виграні турніри |
| Сезон                                                                       | Переможець турніру | Титул | Склад | Тренер                          | М          | В          | Н          | П          | О          | З          | Пр         | Р          | Інші виграні турніри |
| --------------------------------------------------------------------------- | ------------------ | ----- | --- | ------------------------------- | ---------- | ---------- | ---------- | ---------- | ---------- | ---------- | ---------- | ---------- | -------------------- |
| 1904                                                                        | «Дженоа»           | 6     | воротарі — Джеймс Спенслі; захисники — Етьєнн Буньйон, Едуардо Пастер, Паоло Россі, Карл Шенфт; півзахисники — Вієрі Арнальдо Гоецлоф, Аттіло Сальваде, Оскар Шеллер; нападники — Джозеф Вільям Агар, Енріко Пастер, Сільвіо Пеллерані | Карл Шенфт                      | 1          | 1          | 0          | 0          | 2          | 1          | 0          | +1         |                      |
| 1905                                                                        | «Ювентус»          | 1     | воротарі — Доменіко Дуранте; захисники — Оресте Мацція; півзахисники — Джоакіно Армано, Джек Дімент, Джованні Гоцціоне, Пол Арнольд Вальті; нападники — Альберто Барберіс, Доменіко Донна, Луїджі Форлано, Уго Меріо, Джеймс Сквейр, Корло Вітторіо Варетті | [ 1 ]                           | 6          | 4          | 2          | 0          | 10         | 13         | 3          | +10        |                      |
| 1906                                                                        | «Мілан»            | 2     | воротарі — Франсуа Менно Кноте, Аттіліо Трере; захисники — Герберт Кілпін, Андреа Мескія, Гуїдо Мода; півзахисники — Альфред Боссхард, Оскар Йозеф Гігер, Джузеппе Ріцці; нападники — Аттіліо Коломбо, Геррейро Коломбо, Умберто Малвано, Гуїдо Педроні, Антоніо Сала, Алессандро Трере, Ернст Відмер | Герберт Кілпін                  | 8          | 5          | 2          | 1          | 12         | 14         | 8          | +6         |                      |
| 1907                                                                        | «Мілан»            | 3     | воротарі — Джераломо Радіче; захисники — Андреа Мескія, Гуїдо Мода; півзахисники — Альфред Боссхард, Джан Гуїдо П'яцца, Аттіліо Трере; нападники — Аттіліо Коломбо, Ганс Вальтер Імгофф, Герберт Кілпін, Йоганн Фердінанд Медлер, Камілло Парізіні, Алессандро Трере, Ернст Відмер | Даніеле Анджелоні               | 6          | 4          | 2          | 1          | 10         | 17         | 3          | +14        |                      |
| 1908                                                                        | «Про Верчеллі»     | 1     | воротарі — Джованні Інноченті, Джованні Сассі; захисники — Анджело Бінаскі, Еуженіо Салванескі, Джузеппе Серветто; півзахисники — Гвідо Ара, П'єтро Леоне, Джузеппе Мілано; нападники — Марчелло Бертінетті, Вінченцо Фрезія, Феліче Мілано, Карло Рампіні, Аннібаль Вісконті | Марчелло Бертінетті             | 6          | 3          | 3          | 0          | 9          | 8          | 4          | +4         |                      |
| 1909                                                                        | «Про Верчеллі»     | 2     | воротарі — Джованні Інноченті; захисники — Анджело Бінаскі, Джузеппе Серветто; півзахисники — Гвідо Ара, П'єтро Леоне, Джузеппе Мілано; нападники — Карло Корна, Вінченцо Фрезія, Феліче Мілано, Карло Рампіні, Аннібаль Вісконті | Джузеппе Мілано                 | 6          | 4          | 2          | 0          | 10         | 11         | 6          | +5         |                      |
| 1909–1910                                                                   | «Інтернаціонале»   | 1     | воротарі — П'єро Кампеллі, Анджело Де Магістріс, Гейні Мюллер; захисники — Оскар Енглер, Маріо Моретті, Карло Стрейт, Альфредо Цоллер, Роберто Фронте, Ганс Дженні; півзахисники — Вірджиліо Фоссаті, Ернест Патерлі, Ернесто Креспі, Карло Пайєр, Джованні Капра, Джан Марія Кадоні, Карло Коччі, Фуртер, Стаблер; нападники — Ерманно Аебі, Бернард Шулер                                                                                         | Вірджиліо Фоссаті               | 17         | 13         | 1          | 3          | 27         | 65         | 29         | +36        |                      |
| 1910–1911                                                                   | «Про Верчеллі»     | 3     | воротарі — Джованні Інноченті; захисники — Феліче Баріле, Анджело Бінаскі, Лука Базолла, Модесто Валлє; півзахисники — Гвідо Ара, П'єтро Леоне, Джузеппе Мілано; нападники — Карло Корна, П'єтро Ферраро, Карло Рампіні | Джузеппе Мілано                 | 18         | 14         | 3          | 1          | 31         | 49         | 9          | +40        |                      |
| 1911–1912                                                                   | «Про Верчеллі»     | 4     | воротарі — Джованні Інноченті, Джованні Сассі; захисники — Феліче Баріле, Анджело Бінаскі, Лука Базолла, Модесто Валлє; півзахисники — Гвідо Ара, Феліче Берардо, П'єтро Леоне, Джузеппе Мілано; нападники — Карло Корна, П'єтро Ферраро, Карло Рампіні | Джузеппе Мілано                 | 20         | 17         | 2          | 1          | 36         | 63         | 12         | +51        |                      |
| 1912–1913                                                                   | «Про Верчеллі»     | 5     | воротарі — Етторе Берра, Джованні Інноченті; захисники — Анджело Бінаскі, Лука Базолла, Еуженіо Салванескі, Модесто Валлє; півзахисники — Феліче Берардо, Гвідо Ара, П'єтро Леоне, Джузеппе Мілано; нападники — Алессандро Аймоне-Марсан, Карло Корна, П'єтро Ферраро, Вінченцо Фрезія, Феліче Мілано, Алессандро Рампіні, Карло Рампіні, Енріко Таччіні, Вітторіо Зорцолі                                                                          | Джузеппе Мілано                 | 21         | 18         | 3          | 0          | 39         | 66         | 3          | +63        |                      |
| 1913–1914                                                                   | «Казале»           | 1     | воротарі — Кандідо Де Джованні, Аттіліо Галліна; захисники — Альберто Бусанкано, Аттіліо Мадджіані, Маріо Скрівано; півзахисники — Луїджі Барбезіно, Луїджі Кавасонца, Алессандро Джена, Джузеппе Пароді, Оресте Роза; нападники — Джованні Бертінотті, Секондо Каір, П'єтро Альфредо Ферраріс, Ферріно, Джованні Галліна, Анджело Маттеа, П'єтро Раветті, Секондо Сівіардо, Амедео Варезе                                                          | [ 1 ]                           | 30         | 25         | 1          | 4          | 51         | 89         | 18         | +71        |                      |
| 1914–1915                                                                   | «Дженоа»           | 7     | воротарі — Адольфо Гнекко, Паскуале Ліззоне, Джакомо Ролла; захисники — Клаудіо Казанова, Ренцо Де Веккі, Карло Феррарі, Руджеро Майнері; півзахисники — Маріо Барабіно, Луїджі Бенвенуто, Тіто Даванзеллі, Конрад Геррманн, Етторе Леале, Алессандро Маньї, П'єтро Пелла, Енріко Сарді, Доменіко Седіно, Джованні Траверсо; нападники — Феліче Берардо, Аугусто Бергаміно, Луїджі Маньяно, Едоардо Маріані, Арістодемо Сантамарія, Персі Валсінгам | Вільям Гарбатт                  | 21         | 17         | 1          | 3          | 35         | 99         | 21         | +78        |                      |
| з 1915 по 1919 рік чемпіонат Італії не проводився через Першу світову війну |                    |       | |                                 |            |            |            |            |            |            |            |            |                      |
| 1919–1920                                                                   | «Інтернаціонале»   | 2     | воротарі — П'єро Кампеллі, Сільвіо Даль Корзо, Данте Сільвестрі; захисники — Аллесандро Бельтраме, Чезаре Чевеніні, Маріо Чевеніні, Анджело Фаббрі, Джузеппе Фоссаті, Густаво Франческоні, Алессандро Мілезі, Гвідо Оліварес, Оресте Віджано; півзахисники — Еміліо Аграді, Альдо Чевеніні, Паоло Шейдлер; нападники — Ерманно Аебі, Джузеппе Асті, Франко Бонтадіні, Луїджі Чевеніні, Леопольдо Конті                                              | Франческо Мауро, Ніно Резеготті | 23         | 17         | 5          | 1          | 38         | 84         | 28         | +56        |                      |
| 1920–1921                                                                   | «Про Верчеллі»     | 6     | воротарі — Джузеппе Барберіс, Маріо Курті; захисники — Анджело Бінаскі, П'єро Боссола, Луїджі Червіні, Вірджиніо Розетта; півзахисники — Гвідо Ара, Уго Черія, Андреа Де Б'янкі, Джузеппе Пароді, Антоніо Періно; нападники — Маріо Ардіссоне, Франческо Борелло, Карло Корна, Артуро Гай, Маріо Мауліні, Альдо Мілано, Реміджіо Мілано, Алессандро Рампіні, Луїджі Рампіні, Піо Рампіні, Джузеппе Туріна                                           | Гвідо Ара                       | 19         | 14         | 1          | 4          | 29         | 45         | 16         | +29        |                      |
| 1921–1922 (FIGC)                                                            | «Новезе»           | 1     | воротарі — Еміліано Савіно, Сільвіо Стрітцель; захисники — Еміліона Бонато, Маріо Чевеніні, Джетано Гріппі, Рінальдо Оліваццо, Луїджі Верчеллі; півзахисники — Доменіко Аліче, Луїджі Чевеніні, Агостіно Фоссаті, Етторе Нері, Маріо Пароді, Маріо Тоселлі; нападники — Джузеппе Асті, Леоніда Бертуччі, Альдо Чевеніні, Карло Чевеніні, Карлетто Джамбаротта, Арістодемо Сантамарія, Стефано Сантамарія                                            | Арістодемо Сантамарія           | 15         | 10         | 5          | 0          | 25         | 32         | 6          | +26        |                      |

## Прима-дивізіон (1922—1926)
| Сезон              | Переможець турніру | Титул | Склад | Тренер                 | Статистика | Статистика | Статистика | Статистика | Статистика | Статистика | Статистика | Статистика | Інші виграні турніри |
| Сезон              | Переможець турніру | Титул | Склад | Тренер                 | М          | В          | Н          | П          | О          | З          | Пр         | Р          | Інші виграні турніри |
| ------------------ | ------------------ | ----- | --- | ---------------------- | ---------- | ---------- | ---------- | ---------- | ---------- | ---------- | ---------- | ---------- | -------------------- |
| 1921–1922 (C.C.I.) | «Про Верчеллі»     | 7     | воротарі — Маріо Курті; захисники — Вірджиніо Розетта, П'єро Боссола; півзахисники — Джузеппе Пароді, Антоніо Періно, Уго Черія, Реміджіо Мілано, Артуро Гай, Рівера; нападники — Маріо Ардіссоне, Франческо Борелло, Густаво Гай, Алессандро Рампіні, Піо Рампіні, Ліваріно, Гамберо, Леоне | Гвідо Ара              | 26         | 20         | 3          | 3          | 41         | 71         | 17         | +54        |                      |
| 1922–1923          | «Дженоа»           | 8     | воротарі — Джованні Де Пра, Фердінандо Поматі; захисники — Оттавіо Барб'єрі, Дельфо Белліні, Маріо Костелла, Маріо Делла Гріса, Ренцо Де Веккі, Даніеле Моруцці; півзахисники — Гвідо Айкард, Луїджі Бурландо, Етторе Леале, Енріко Сарді, Джованні Траверсо; нападники — Аугусто Бергаміно, Едоардо Катто, Едоардо Маріані, Етторе Нері, Арістодемо Сантамарія                                                      | Вільям Гарбатт         | 28         | 22         | 6          | 0          | 50         | 75         | 21         | +54        |                      |
| 1923–1924          | «Дженоа»           | 9     | воротарі — Джованні Де Пра, Фердінандо Серіоло; захисники — Оттавіо Барб'єрі, Дельфо Белліні, Маріо Костелла, Ренцо Де Веккі, Даніеле Моруцці; півзахисники — Гвідо Айкард, Луїджі Бурландо, Етторе Леале, Енріко Сарді; нападники — Аугусто Бергаміно, Едоардо Катто, Луїджі Кузано, Едоардо Маріані, Етторе Нері, Арістодемо Сантамарія                                                                            | Вільям Гарбатт         | 26         | 16         | 7          | 3          | 39         | 56         | 16         | +40        |                      |
| 1924–1925          | «Болонья»          | 1     | воротарі — Маріо Джанні, Луїджі Джелаті; захисники — Джованні Боргато, Феліче Гаспері, Гастоне Бальді, Джузеппе Мартеллі; півзахисники — Джузеппе Делла Валле, Бернардо Перін, П'єтро Дженовезі, Джино Спадоні, Джузеппе Рубіні, Альберто Джордані, Пауло Інноченті; нападники — Луїджі Модоні, Джузеппе Муцціолі, Альберто Поцці, Анджело Ск'явіо                                                                   | Германн Фельснер       | 31         | 19         | 6          | 6          | 44         | 67         | 28         | +39        |                      |
| 1925–1926          | «Ювентус»          | 2     | воротарі — Джанп'єро Комбі, Еціо Склаві; захисники — Луїджі Аллеманді, Маріо Ферреро, Гвідо Джанфардоні, Уго Разетто, Вірджиніо Розетта; півзахисники — Джованні Барале, Оресте Барале, Карло Бігатто, Джузеппе Граббі, Маріо Менегетті, Маріо Паньяті, Йозеф Віола; нападники — Томмазо Каудера, Камілло Фенілі, Коррадо Гарільйо, Ференц Хірзер, Федеріко Мунераті, П'єро Пасторе, Джузеппе Торріані, Антоніо Вояк | Єне Карой, Йозеф Віола | 27         | 20         | 5          | 2          | 45         | 84         | 18         | +66        |                      |

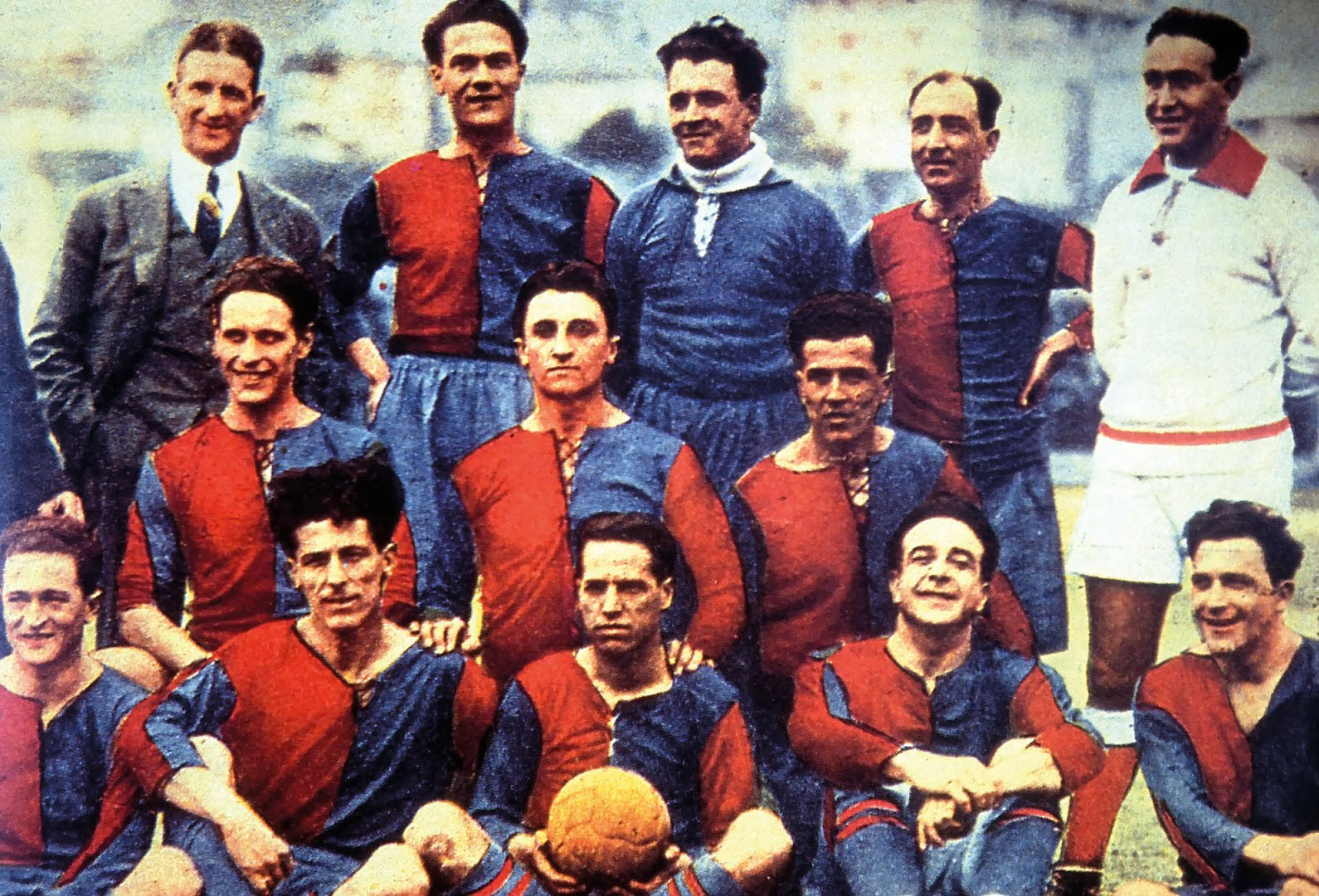
«Дженоа» (1923/24)
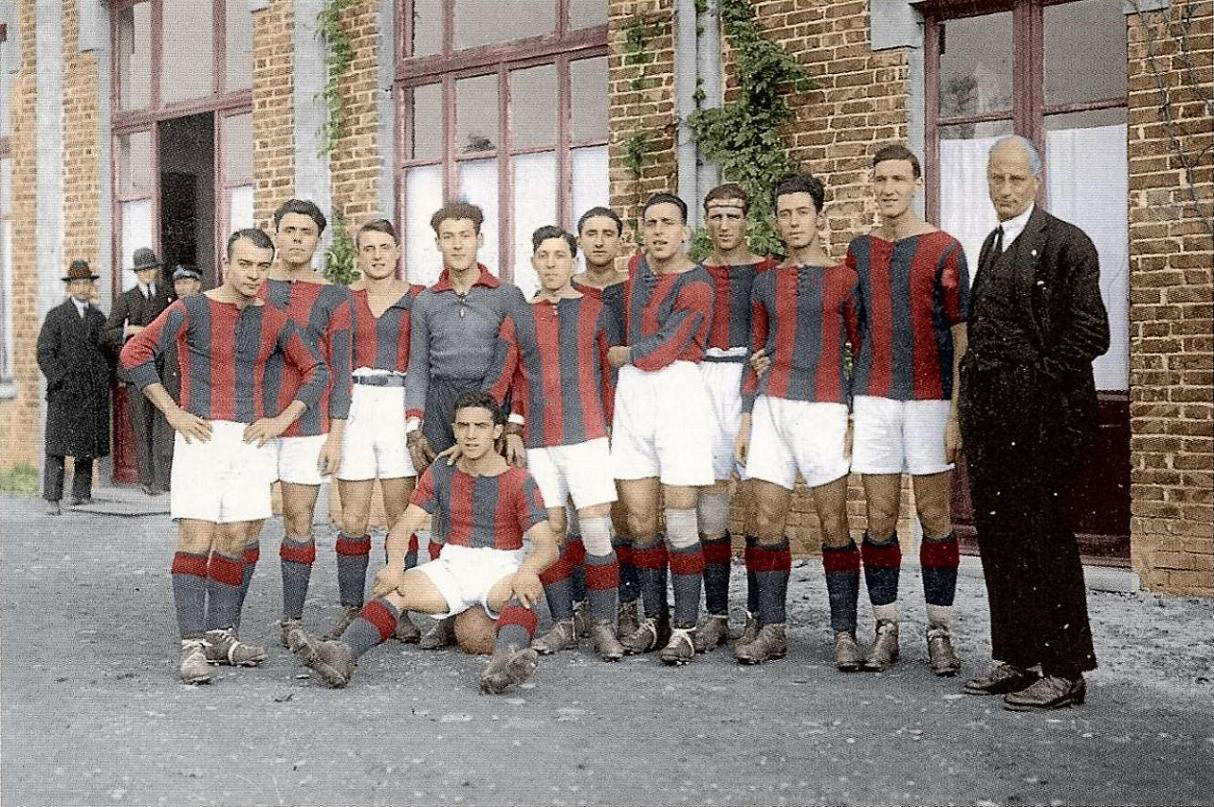
«Болонья» (1924/25)
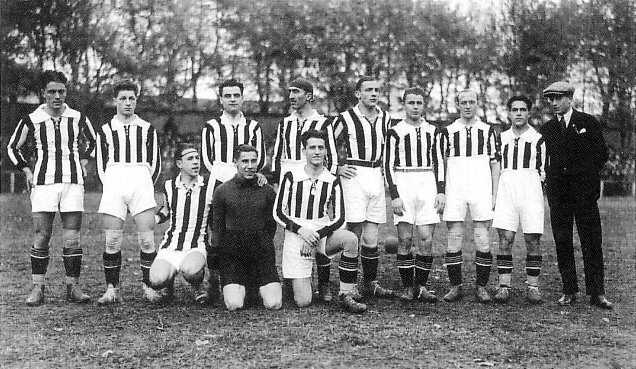
«Ювентус» (1925/26)

## Національний дивізіон (1928—1929)
| Сезон | Переможець турніру | Титул | Склад | Тренер           | Статистика | Статистика | Статистика | Статистика | Статистика | Статистика | Статистика | Статистика | Інші виграні турніри |
| Сезон | Переможець турніру | Титул | Склад | Тренер           | М          | В          | Н          | П          | О          | З          | Пр         | Р          | Інші виграні турніри |
| --- | ------------------ | ----- | --- | ---------------- | ---------- | ---------- | ---------- | ---------- | ---------- | ---------- | ---------- | ---------- | -------------------- |
| У сезоні 1926—1927 переміг «Торіно», але через звинувачення у підкупі суперників, був позбавлений чемпіонського титулу на початку наступного сезону |                    |       | |                  |            |            |            |            |            |            |            |            |                      |
| 1927–1928 | «Торіно»           | 1     | воротарі — Манліо Бачігалупо, Вінченцо Бозіа; захисники — Чезаре Мартін, Джованні Вінченці; півзахисники — Паоло Амадезі, Адольфо Балонч'єрі, Енріко Коломбарі, Антоніо Янні, Даріо Мартін, Джузеппе Россетті, Джино Россетті, Маріо Спероне; нападники — Італо Бревіл'єрі, Серафіно Каррера, Франческо Францоні, Хуліо Лібонатті, Фелічано Монті, Нелло Стікко, Лучіано Веццані | Тоні Карньєллі   | 34         | 22         | 5          | 7          | 49         | 111        | 37         | +74        |                      |
| 1928–1929 | «Болонья»          | 2     | воротарі — Маріо Джанні, Паріде Педреті; захисники — Гастоне Бальді, Феліче Гаспері, П'єтро Дженовезі, Ромільдо Меркателлі, Еральдо Мондзельйо, Альфредо Пітто; півзахисники — Антоніо Бузіні, Федеріко Бузіні, Джузеппе Делла Валле, Ніно Лоллі, Альберто Поцці; нападники — Ніно Коджоллі, Джузеппе Мартеллі, Джузеппе Муцціолі, Бернардо Перін, Анджело Ск'явіо               | Германн Фельснер | 33         | 24         | 5          | 4          | 53         | 88         | 34         | +54        |                      |

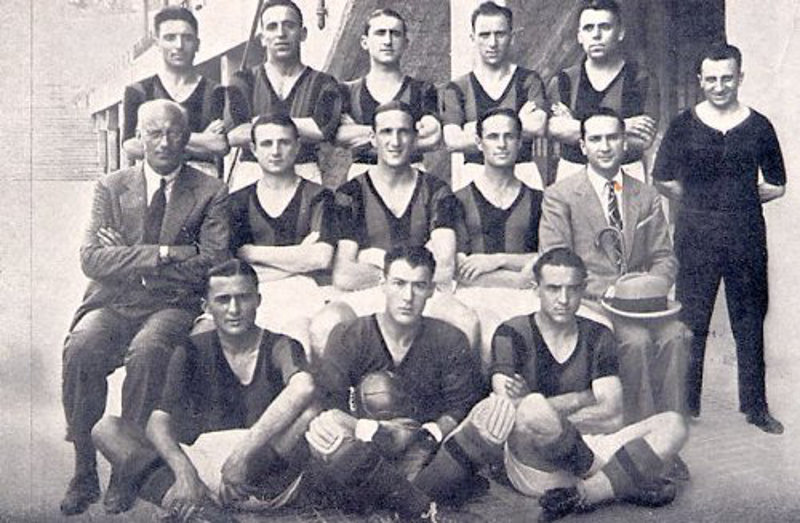
«Болонья» (1928/29)

## Серія А (1929—т. ч.)

### 1930—1940
| Сезон     | Переможець турніру | Титул | Склад | Тренер                       | Статистика | Статистика | Статистика | Статистика | Статистика | Статистика | Статистика | Статистика | Інші виграні турніри |
| Сезон     | Переможець турніру | Титул | Склад | Тренер                       | М          | В          | Н          | П          | О          | З          | Пр         | Р          | Інші виграні турніри |
| --------- | ------------------ | ----- | --- | ---------------------------- | ---------- | ---------- | ---------- | ---------- | ---------- | ---------- | ---------- | ---------- | -------------------- |
| 1929–1930 | «Амброзіана-Інтер» | 3     | воротарі — Валентіно Дегані, Боніфаціо Смерці; захисники — Луїджі Аллеманді, Джованні Больцоні, Вінченцо Коппо, Стефано Галліо, Джованні Гаспаріні, Гвідо Джанфардоні, Сільвіо П'єтробоні; півзахисники — Антоніо Бласевич, Армандо Кастеллацці, Луіджі Кіміньягі, Енріко Ріволта, Луіджі Ріцці, П'єтро Серантоні, Джузеппе Віані; нападники — Джуліо Балестріні, Леопольдо Конті, Джузеппе Меацца, Луїджі Педрацціні, П'єтро Поверо, Умберто Візентін | Арпад Вейс                   | 34         | 22         | 6          | 6          | 50         | 85         | 38         | +47        |                      |
| 1930–1931 | «Ювентус»          | 3     | воротарі — Альфредо Бодойра, Джанп'єро Комбі, Умберто Джібаудо; захисники — Умберто Калігаріс, Маріо Ферреро, Вірджиніо Розетта, Джованні Варльєн; півзахисники — Оресте Барале, Карло Бігатто, Еуженіо Кастельюччі, Карло Кротті, Ліно Моска, Франческо Рієр, Маріо Варльєн, Альдо Воллонйо; нападники — Ренато Чезаріні, Джованні Феррарі, Федеріко Мунераті, Раймундо Орсі, Джильберто Польяно, Джованні Веккіна, Олів'єро Вояк                     | Карло Каркано                | 34         | 25         | 5          | 4          | 55         | 79         | 37         | +42        |                      |
| 1931–1932 | «Ювентус»          | 4     | воротарі — Джанп'єро Комбі; захисники — Умберто Калігаріс, Маріо Ферреро, Луїс Монті, Вірджиніо Розетта; півзахисники — Луїджі Бертоліні, Джованні Феррарі, Джованні Варльєн, Маріо Варльєн; нападники — Ренато Чезаріні, Хуан Мальйо, Федеріко Мунераті, Раймундо Орсі, Енцо Роза, Джованні Веккіна | Карло Каркано                | 34         | 24         | 6          | 4          | 54         | 89         | 38         | +51        |                      |
| 1932–1933 | «Ювентус»          | 5     | воротарі — Джанп'єро Комбі; захисники — Умберто Калігаріс, Маріо Ферреро, Вірджиніо Розетта, Дуїліо Сантагостіно, Джованні Варльєн; півзахисники — Луїджі Бертоліні, Маріо Джента, Луїс Монті, Маріо Варльєн; нападники — Феліче Борель, Ренато Чезаріні, Джованні Феррарі, Франческо Імберті, Федеріко Мунераті, Раймундо Орсі, Педро Сернаджотто, Джованні Веккіна                                                                                   | Карло Каркано                | 34         | 25         | 4          | 5          | 54         | 83         | 23         | +60        |                      |
| 1933–1934 | «Ювентус»          | 6     | воротарі — Джанп'єро Комбі, Чезаре Валінассо; захисники — Умберто Калігаріс, Маріо Ферреро, Вірджиніо Розетта, Джованні Варльєн; півзахисники — Луїджі Бертоліні, Теобальдо Депетріні, Луїс Монті, Маріо Варльєн; нападники — Феліче Борель, Ренато Чезаріні, Джованні Феррарі, Марчелло Михалич, Раймундо Орсі, Педро Сернаджотто | Карло Каркано                | 34         | 23         | 7          | 4          | 53         | 88         | 31         | +57        |                      |
| 1934–1935 | «Ювентус»          | 7     | воротарі — Чезаре Валінассо; захисники — Умберто Калігаріс, Альфредо Фоні, Вірджиніо Розетта, Джованні Варльєн; півзахисники — Луїджі Бертоліні, Теобальдо Депетріні, Луїс Монті, Лучано Рамелла, П'єтро Серантоні, Маріо Варльєн; нападники — Феліче Борель, Ліно Касон, Ренато Чезаріні, Армандо Дієна, Джованні Феррарі, Гульєльмо Габетто, Раймундо Орсі, Альберто Тіберті                                                                         | Карло Каркано, Карло Бігатто | 30         | 18         | 8          | 4          | 44         | 45         | 22         | +23        |                      |
| 1935–1936 | «Болонья»          | 3     | воротарі — Маріо Джанні; захисники — Джордано Корсі, Діно Фйоріні, Феліче Гаспері, Маріо Монтесанто; півзахисники — Мікеле Андреоло, Альдо Донаті, Франсиско Федулло, Рафаель Сансоне; нападники — Джерардо Оттані, Бруно Маїні, Карло Регуццоні, Анджело Ск'явіо, Альчіде Іван Віолі | Арпад Вейс                   | 30         | 15         | 10         | 5          | 40         | 39         | 21         | +18        |                      |
| 1936–1937 | «Болонья»          | 4     | воротарі — Карло Черезолі, П'єтро Феррарі; захисники — Джордано Корсі, Діно Фйоріні, Феліче Гаспері, Маріо Монтесанто, Маріо Паготто; півзахисники — Мікеле Андреоло, Амедео Б'яваті, Альдо Донаті, Франсиско Федулло, Рафаель Сансоне; нападники — Джованні Бузоні, Лодовіко Де Філіппіс, Бруно Маїні, Карло Регуццоні, Анджело Ск'явіо | Арпад Вейс                   | 30         | 15         | 12         | 3          | 42         | 45         | 26         | +19        |                      |
| 1937–1938 | «Амброзіана-Інтер» | 4     | воротарі — Джузеппе Перукетті; захисники — Джузеппе Беллеріо, Кармело Буонокоре, Еміліо Гатторонк'єрі, Уго Локателлі, Костантіно Сала, Дуіліо Сетті; півзахисники — Альдо Кампателлі, Джованні Феррарі, П'єро Коллі, Нікола Феррара, Еціо Менегелло, Ренато Ольмі; нападники — П'єро Антона, Антоніо Бізігато, Антоніо Феррара, П'єтро Ферраріс, Аннібале Фроссі, Джузеппе Меацца                                                                      | Армандо Кастеллацці          | 30         | 16         | 9          | 5          | 41         | 57         | 28         | +29        |                      |
| 1938–1939 | «Болонья»          | 5     | воротарі — Карло Черезолі, П'єтро Феррарі; захисники — Діно Фйоріні, Маріо Монтесанто, Маріо Паготто, Секондо Річчі, Альдо Туньйолі; півзахисники — Мікеле Андреоло, Джордано Корсі, Франсиско Федулло, Ауреліу Маркезе, Рафаель Сансоне; нападники — П'єро Андреолі, Амедео Б'яваті, Бруно Маїні, Етторе Пурічеллі, Карло Регуццоні, Альчіде Іван Віолі                                                                                               | Арпад Вейс, Германн Фельснер | 30         | 16         | 10         | 4          | 42         | 53         | 31         | +22        |                      |
| 1939–1940 | «Амброзіана-Інтер» | 5     | воротарі — Анджело Каймо, Джузеппе Перукетті; захисники — Джузеппе Беллеріо, Чельсо Баттайя, Кармело Буонокоре, Уго Локателлі, Бернардо Полі, Дуіліо Сетті; півзахисники — Альдо Кампателлі, Енріко Кандіані, Антоніо Караччоло, Аттіліо Демарія, Джованні Феррарі, Еціо Менегелло, Ренато Ольмі, Віктор Поццо; нападники — Джорджо Барсанті, П'єтро Ферраріс, Аннібале Фроссі, Умберто Ґуарньєрі, П'єтро Ребуцці, Вітторіо Ровеллі                    | Тоні Карньєллі               | 30         | 20         | 4          | 6          | 44         | 56         | 23         | +33        |                      |

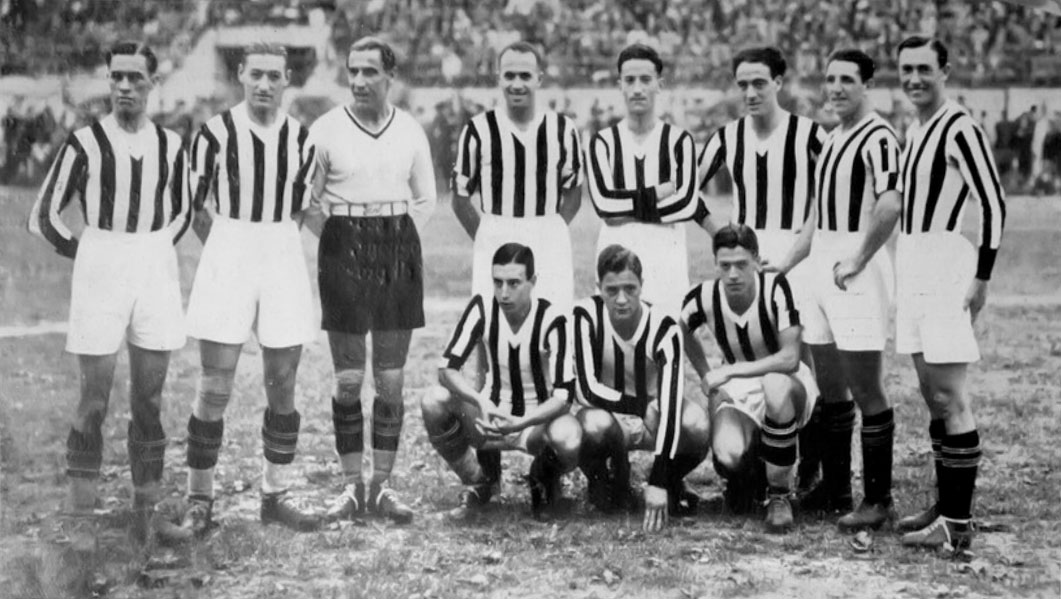
«Ювентус» (1930/31)
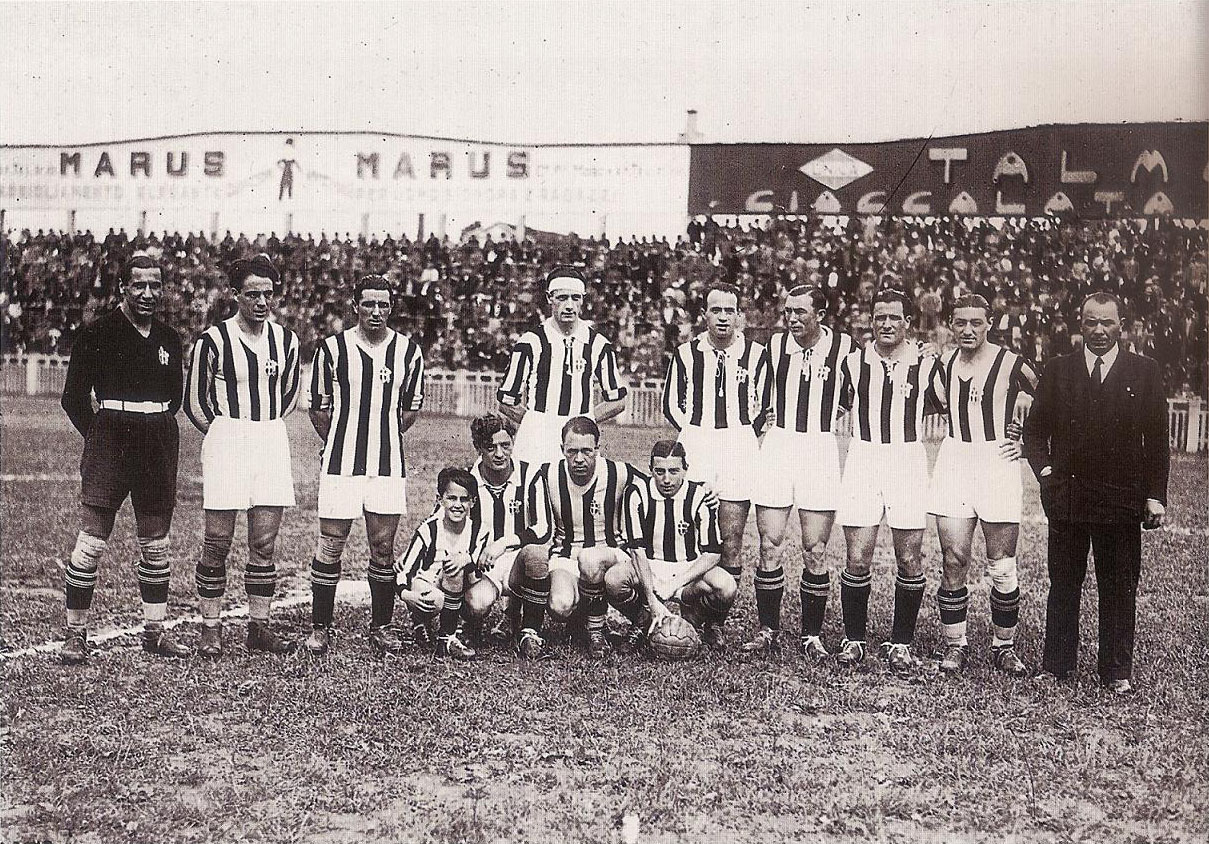
«Ювентус» (1931/32)
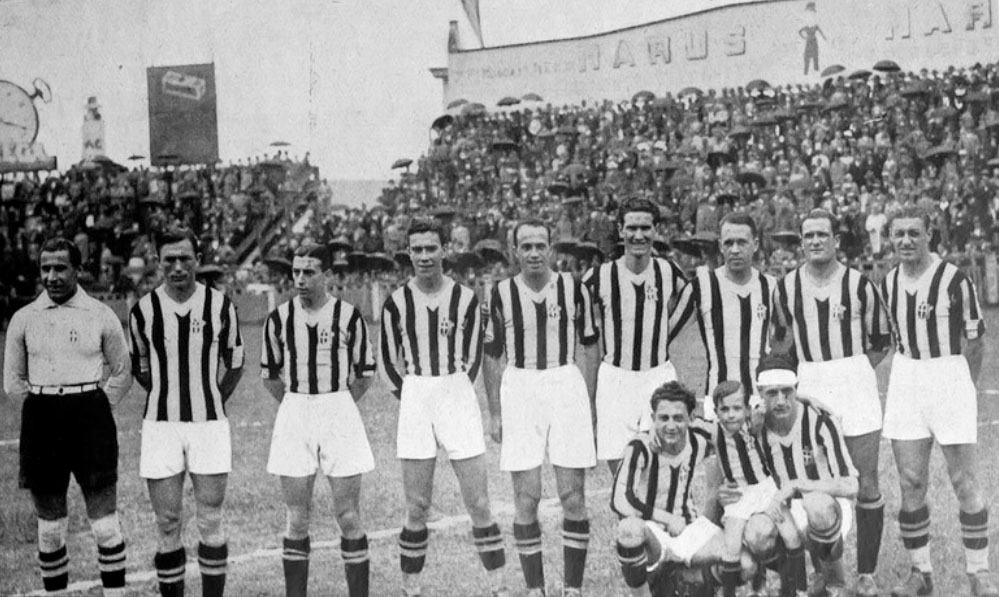
«Ювентус» (1932/33)
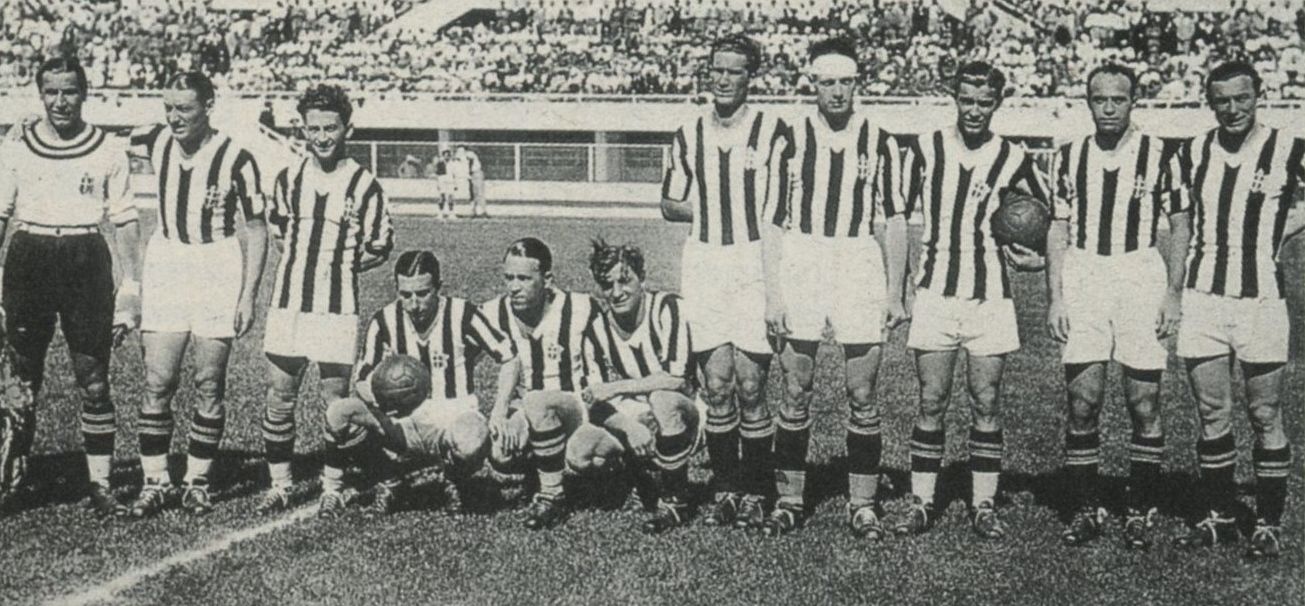
«Ювентус» (1933/34)
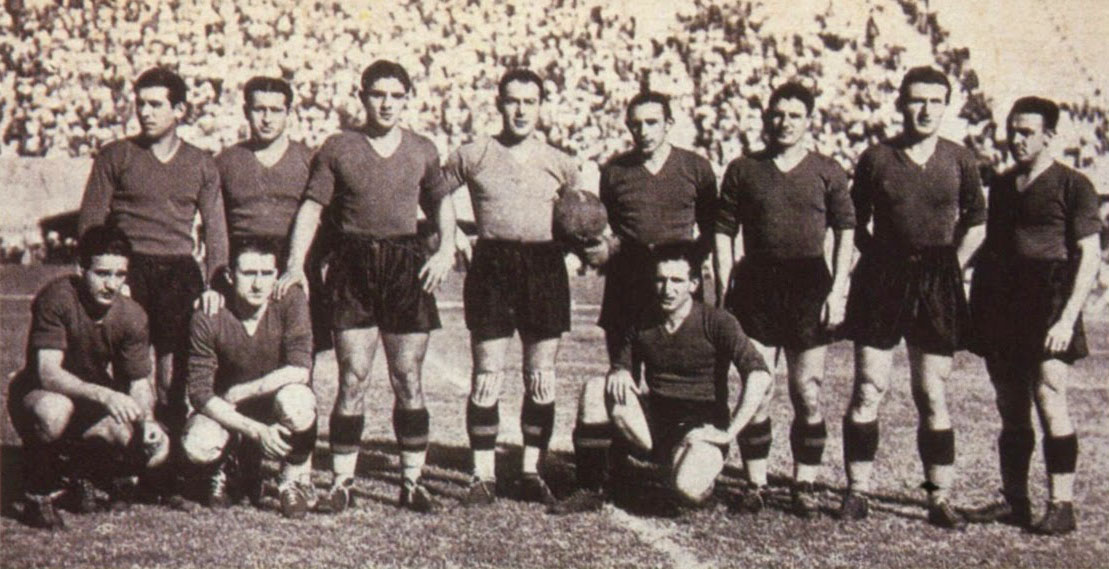
«Болонья» (1935/36)
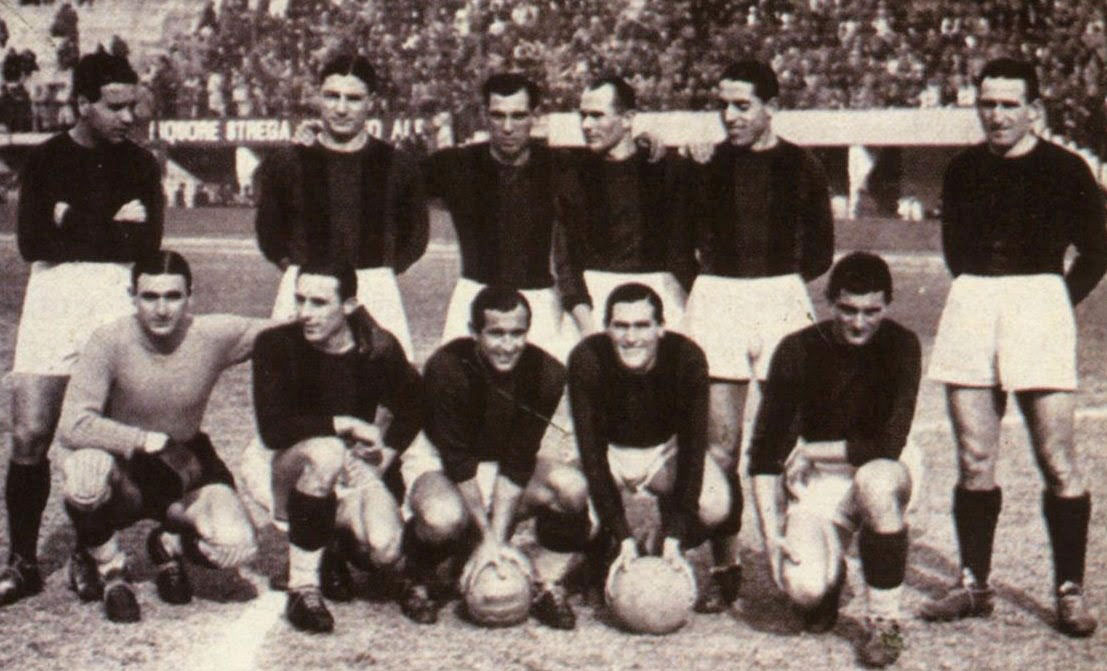
«Болонья» (1938/39)

### 1941—1950
| Сезон                                                                                      | Переможець турніру | Титул | Склад | Тренер                      | Статистика | Статистика | Статистика | Статистика | Статистика | Статистика | Статистика | Статистика | Інші виграні турніри |
| Сезон                                                                                      | Переможець турніру | Титул | Склад | Тренер                      | М          | В          | Н          | П          | О          | З          | Пр         | Р          | Інші виграні турніри |
| ------------------------------------------------------------------------------------------ | ------------------ | ----- | --- | --------------------------- | ---------- | ---------- | ---------- | ---------- | ---------- | ---------- | ---------- | ---------- | -------------------- |
| 1940–1941                                                                                  | «Болонья»          | 6     | воротарі — П'єтро Феррарі, Глауко Ванц; захисники — Артуро Боніфорті, Джордано Корсі, Діно Фйоріні, Ауреліу Маркезе, Маріо Монтесанто, Маріо Паготто, Секондо Річчі; півзахисники — Мікеле Андреоло, Нарціссо Бенетті, Амедео Б'яваті, Джованні Феррарі, Рафаель Сансоне; нападники — П'єро Андреолі, Толміно Касадіо, Бруно Маїні, Етторе Пурічеллі, Карло Регуццоні, Маріо Сдрауліг | Германн Фельснер            | 30         | 16         | 7          | 7          | 39         | 60         | 37         | +23        |                      |
| 1941–1942                                                                                  | «Рома»             | 1     | воротарі — Гвідо Мазетті, Фоско Різорті; захисники — Маріо Ачербі, Серджіо Андреолі, Луїджі Брунелла, Луїджі Нобіле; півзахисники — Джузеппе Бономі, Ренато Каппелліні, Арістіде Косціа, Маріо де Грассі, Луїджі ді Паскуале, Альдо Донаті, Паоло Якобіні, Наїм Кріезіу, Едмондо Морнезе; нападники — Амедео Амадеї, Чезаре Бенедетті, Ермес Борзетті, Мігель Анхель Панто | Альфред Шаффер              | 30         | 16         | 10         | 4          | 42         | 55         | 21         | +34        |                      |
| 1942–1943                                                                                  | «Торіно»           | 2     | воротарі — Альфредо Бодойра, Філіппо Каваллі; захисники — Луїджі Кассано, Освальдо Ферріні, Сержіу П'ячентіні; півзахисники — Фіораванте Бальді, Джачінто Еллена, Чезаре Галлеа, Джузеппе Грецар, Еціо Лоїк; нападники — П'єтро Ферраріс, Гульєльмо Габетто, Валентіно Маццола, Ромео Менті, Франко Оссола | Андраш Куттік, Антоніо Янні | 30         | 20         | 4          | 6          | 44         | 68         | 31         | +37        |                      |
| У 1944 році відбувся неофіційний чемпіонат Італії. У 2002 році перемогу присвоїли «Спеції» |                    |       | |                             |            |            |            |            |            |            |            |            |                      |
| Сезон 1944–1945 скасовано через другу світову війну                                        |                    |       | |                             |            |            |            |            |            |            |            |            |                      |
| 1945–1946                                                                                  | «Торіно»           | 3     | воротарі — Валеріо Бачігалупо; захисники — Альдо Балларін, Вірджиліо Марозо, Сержіу П'ячентіні, Маріо Рігамонті; півзахисники — Еусебіо Кастільяно, Джузеппе Грецар, Еціо Лоїк, Альфонсо Сантаджуліана; нападники — П'єтро Ферраріс, Гульєльмо Габетто, Оресте Гваральдо, Валентіно Маццола, Франко Оссола, Адріано Дзекка | Луїджі Ферреро              | 40         | 30         | 4          | 6          | 64         | 108        | 32         | +76        |                      |
| 1946–1947                                                                                  | «Торіно»           | 4     | воротарі — Валеріо Бачігалупо, Данте Піані; захисники — Альдо Балларін, Вірджиліо Марозо, Маріо Рігамонті, Франческо Розетта; півзахисники — Еусебіо Кастільяно, Джузеппе Грецар, Еціо Лоїк, Даніло Мартеллі; нападники — П'єтро Ферраріс, Гульєльмо Габетто, Валентіно Маццола, Ромео Менті, Франко Оссола, Гвідо Тегі | Луїджі Ферреро              | 38         | 28         | 7          | 3          | 63         | 104        | 35         | +69        |                      |
| 1947–1948                                                                                  | «Торіно»           | 5     | воротарі — Валеріо Бачігалупо; захисники — Альдо Балларін, Вірджиліо Марозо, Маріо Рігамонті, Сауро Тома; півзахисники — Еусебіо Кастільяно, Джузеппе Грецар, Еціо Лоїк, Даніло Мартеллі; нападники — Йозеф Фабіан, П'єтро Ферраріс, Гульєльмо Габетто, Валентіно Маццола, Ромео Менті, Франко Оссола | Маріо Спероне               | 40         | 29         | 17         | 4          | 65         | 125        | 33         | +92        |                      |
| 1948–1949                                                                                  | «Торіно»           | 6     | воротарі — Валеріо Бачігалупо †, Ренато Гандольфі; захисники — Альдо Балларін †, Вірджиліо Марозо †, П'єро Оперто †, Маріо Рігамонті †, Сауро Тома; півзахисники — П'єтро Біліньйо, Еусебіо Кастільяно †, Рубенс Фадіні †, Луїджі Джуліано, Джузеппе Грецар †, Еціо Лоїк †, Даніло Мартеллі †, Юліус Шуберт †; нападники — Альфіо Бальбіано, Еміле Бонджорні †, Гульєльмо Габетто †, Роже Грава †, Валентіно Маццола †, Ромео Менті †, Франко Оссола †; гравці, які дограли чемпіонат після авіакатастрофи на Суперзі — Гвідо Вандоне, П'єтро Берсія, Сержіо Луссу, Сержіо Марі, Умберто Мотто, Оскар Феррарі, Антоніо Джаммарінаро, Ландо Маккі, Маріо Аудісіо, Андреа Фраконе, Джузеппе Маркетто | Леслі Лівслі †              | 38         | 25         | 10         | 3          | 60         | 78         | 34         | +44        |                      |
| 1949–1950                                                                                  | «Ювентус»          | 8     | воротарі — Філіппо Каваллі, Джованні Віола; захисники — Альберто Бертуччеллі, Серджо Маненте, П'єтро Рава; півзахисники — Ромоло Біццотто, Джакомо Марі, Рінальдо Мартіно, Карло Парола, Альберто Піччініні; нападники — Джамп'єро Боніперті, Йон Гансен, Амос Маріані, Ермес Муччінеллі, Карл Оге Прест, Ерманно Скарамуцці, Паскуале Віволо | Джесс Карвер                | 38         | 28         | 6          | 4          | 62         | 100        | 43         | +57        |                      |

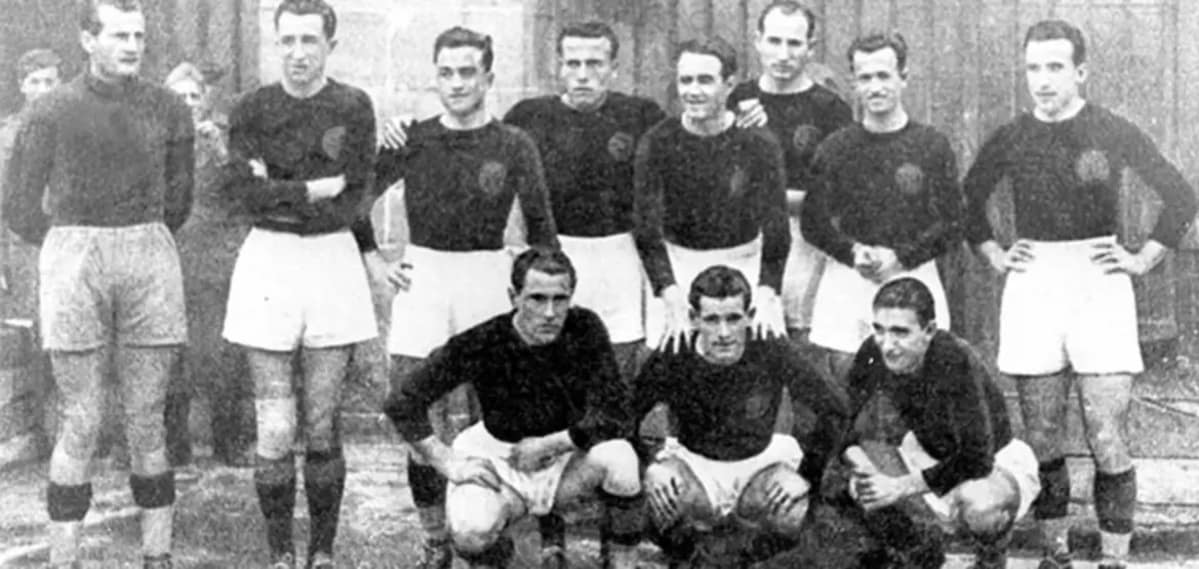
«Рома» (1941/42)
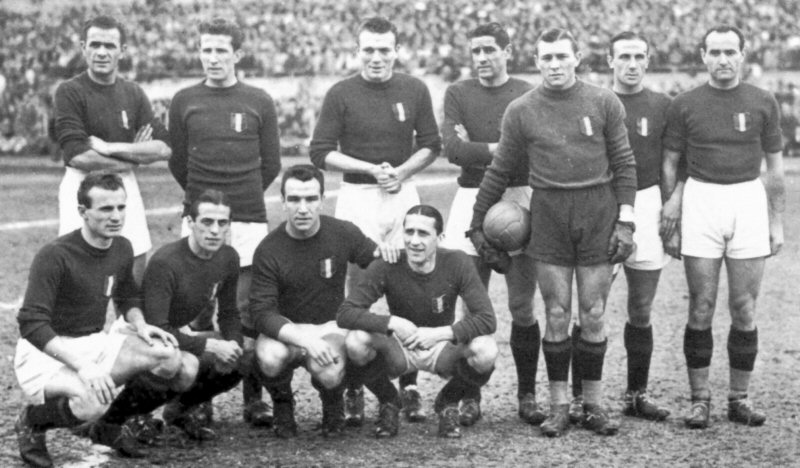
«Торіно» (1945/46)
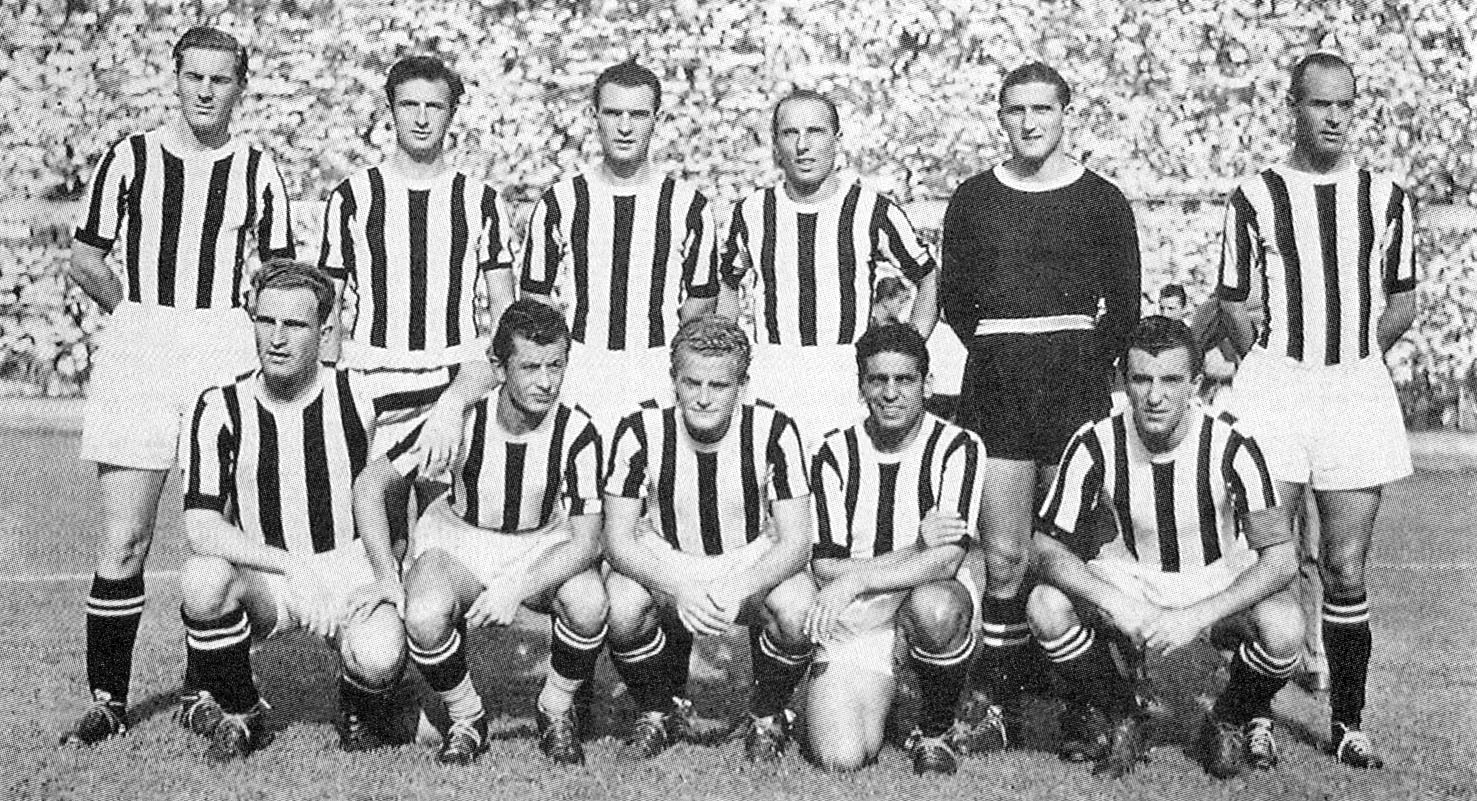
«Ювентус» (1949/50)

### 1951—1960
| Сезон     | Переможець турніру | Титул | Склад | Тренер                                             | Статистика | Статистика | Статистика | Статистика | Статистика | Статистика | Статистика | Статистика | Інші виграні турніри |
| Сезон     | Переможець турніру | Титул | Склад | Тренер                                             | М          | В          | Н          | П          | О          | З          | Пр         | Р          | Інші виграні турніри |
| --------- | ------------------ | ----- | --- | -------------------------------------------------- | ---------- | ---------- | ---------- | ---------- | ---------- | ---------- | ---------- | ---------- | -------------------- |
| 1950–1951 | «Мілан»            | 4     | воротарі — Лоренцо Буффон, Джованні Росетті; захисники — Карло Беллоні, Андреа Бономі, Маріо Фолья, Артуро Сільвестрі; півзахисники — Карло Анновацці, Луціано Карньєр, Бенігно де Гранді, Нільс Лідгольм, Омеро Тоньйон; нападники — Ренцо Буріні, Гуннар Грен, Гуннар Нордаль, Маріо Реносто, Ауреліу Сантагостіно, Албано Вікаріотто                                                 | Лайош Цейзлер                                      | 38         | 26         | 8          | 4          | 60         | 107        | 39         | +68        |                      |
| 1951–1952 | «Ювентус»          | 9     | воротарі — Філіппо Каваллі, Джованні Віола; захисники — Альберто Бертуччеллі, Енріко Боніфорті, Джузеппе Корраді, Серджо Маненте; півзахисники — Ромоло Біццотто, Ріно Ферраріо, Джакомо Марі, Карло Парола, Альберто Піччініні; нападники — Джамп'єро Боніперті, Еміліо Капріле, Йон Гансен, Карл Оге Гансен, Ермес Муччінеллі, Карл Оге Прест, Ерманно Скарамуцці, Паскуале Віволо    | Луїджі Бертоліні, Вірджиніо Розетта, Дьєрдь Шароші | 38         | 26         | 8          | 4          | 60         | 98         | 34         | +64        |                      |
| 1952–1953 | «Інтернаціонале»   | 6     | воротарі — Джорджо Гецці; захисники — Івано Блазон, Джованні Джакомацці, Аттіліо Джованніні, Ліно Грава, Бруно Падулацці; півзахисники — П'єтро Броккіні, Себастьяно Буццін, Освальдо Фатторі, Бруно Мацца, Сержіо Морін, Майно Нері, Фульвіо Несті, Леннарт Скоглунд; нападники — Джино Армано, Серджіо Брігенті, Беніто Лоренці, Лідо Маццоні, Іштван Ньєрш                           | Альфредо Фоні                                      | 34         | 19         | 9          | 6          | 47         | 46         | 24         | +22        |                      |
| 1953–1954 | «Інтернаціонале»   | 7     | воротарі — Джорджо Гецці; захисники — Джованні Джакомацці, Івано Блазон, Гвідо Вінченці, Бруно Падулацці, Аттіліо Джованніні; півзахисники — Леннарт Скоглунд, Фульвіо Несті, Майно Нері, Бруно Мацца, Освальдо Фатторі, П'єтро Броккіні, Себастьяно Буццін; нападники — Беніто Лоренці, Джино Армано, Серджіо Брігенті, Іштван Ньєрш, Луїджі Замбаіті                                  | Альфредо Фоні                                      | 34         | 20         | 11         | 3          | 51         | 67         | 32         | +35        |                      |
| 1954–1955 | «Мілан»            | 5     | воротарі — Лоренцо Буффон, Ріккардо Торос; захисники — Чезаре Мальдіні, Франко Педроні, Артуро Сільвестрі, Франческо Дзагатті; півзахисники — Ерос Бералдо, Маріо Бергамаскі, Альфіо Фонтана, Нільс Лідгольм, Едуардо Ріканьї, Хуан-Альберто Скьяффіно, Алессандро Віталі; нападники — Амлето Фріньяні, Гуннар Нордаль, Йорген Соренсен, Валентіно Валлі, Албано Вікаріотто             | Джузеппе Віані                                     | 34         | 21         | 6          | 7          | 48         | 65         | 40         | +25        |                      |
| 1955–1956 | «Фіорентіна»       | 1     | воротарі — Джуліано Сарті, Ріккардо Торос; захисники — Джамп'єро Бартолі, Серджо Червато, Ардіко Маньїні, Франческо Розетта; півзахисники — Сержіо Карпанезі, Джузеппе К'яппелла, Гвідо Граттон, Бруно Мацца, Альберто Орцан, Мауріліо Пріні, Альдо Скарамуччі, Армандо Сегато; нападники — Клаудіо Біссаррі, Жуліньо, Мігель Монтуорі, Джузеппе Вірджилі                               | Фульвіо Бернардіні                                 | 34         | 20         | 13         | 1          | 53         | 59         | 20         | +39        |                      |
| 1956–1957 | «Мілан»            | 6     | воротарі — Лоренцо Буффон, Нарсісо Солдан; захисники — Чезаре Мальдіні, Луїджі Радіче, Франческо Дзагатті; півзахисники — Освальдо Баньйолі, Ерос Бералдо, Пер Бредесен, Маріо Бергамаскі, Альфіо Фонтана, Нільс Лідгольм, Чезаре Рейна, Хуан-Альберто Скьяффіно, Луїджі Заньєр; нападники — Гастоне Бін, Ернесто Куччіароні, Еміліано Фаріна, Карло Галлі, Амос Маріані, Джанні Меанті | Джузеппе Віані                                     | 34         | 21         | 6          | 7          | 48         | 65         | 40         | +25        |                      |
| 1957–1958 | «Ювентус»          | 10    | воротарі — Карло Маттрель, Джованні Віола; захисники — Беніто Болді, Джузеппе Корраді, Бруно Гарцена, Джузеппе Патрукко, Ріно Ферраріо; півзахисники — Умберто Коломбо, Флавіо Емолі, Антоніо Монтіко, Джорджо Туркі; нападники — Джамп'єро Боніперті, Джон Чарлз, Омар Сіворі, Джино Стаккіні, Джорджо Стіванелло, Романо Волтоліна                                                    | Любиша Брочич                                      | 34         | 23         | 5          | 6          | 51         | 77         | 44         | +33        |                      |
| 1958–1959 | «Мілан»            | 7     | воротарі — Лоренцо Буффон, Бруно Дукаті, Нарсісо Солдан; захисники — Чезаре Мальдіні, Луїджі Радіче, Сандро Сальвадоре, Маріо Треббі, Франческо Дзагатті; півзахисники — Джанкарло Баччі, Ерос Бералдо, Ернесто Грілло, Нільс Лідгольм, Джанкарло Мільявакка, Вінченцо Оччетта, Хуан-Альберто Скьяффіно; нападники — Жозе Алтафіні, Гастоне Бін, Джанкарло Данова, Карло Галлі          | Луїджі Боніццоні                                   | 34         | 20         | 12         | 2          | 52         | 84         | 32         | +52        |                      |
| 1959–1960 | «Ювентус»          | 11    | воротарі — Карло Маттрель, Джузеппе Вавассорі; захисники — Ернесто Кастано, Серджо Червато, Бруно Гарцена, Беніто Сарті; півзахисники — Умберто Коломбо, Флавіо Емолі, Джанфранко Леончіні, Саверіно Лойодіце, Антоніо Монтіко, Джорджо Россано; нападники — Джамп'єро Боніперті, Джон Чарлз, Бруно Ніколе, Омар Сіворі, Джино Стаккіні, Джорджо Стіванелло, Романо Волтоліна           | Карло Парола                                       | 34         | 25         | 5          | 4          | 55         | 92         | 33         | +59        | Кубок Італії         |

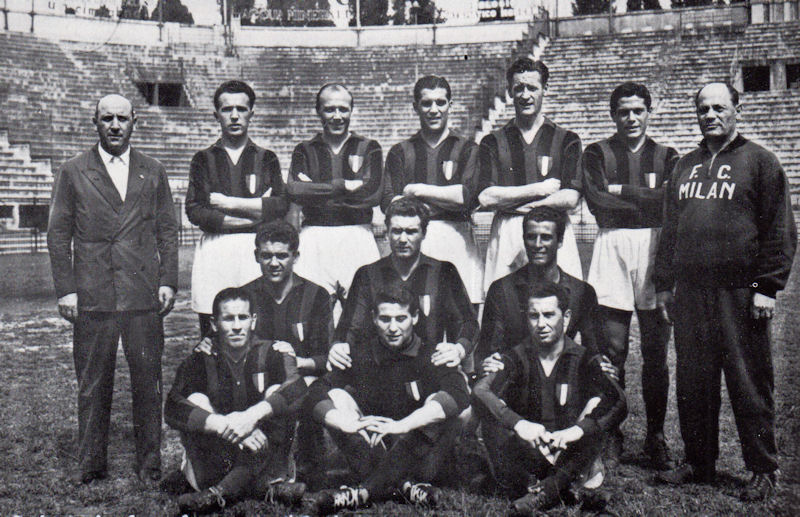
«Мілан» (1950/51)
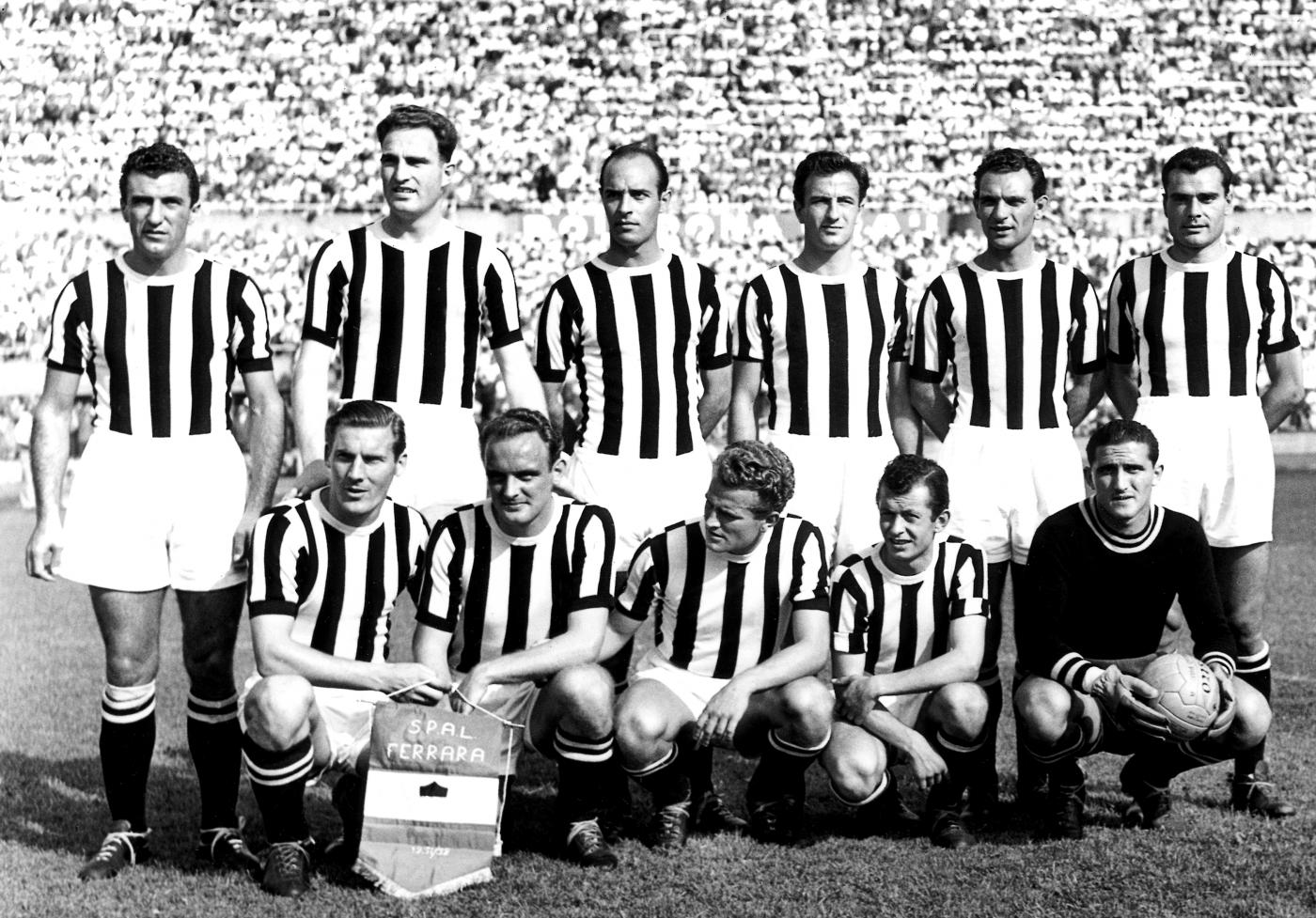
«Ювентус» (1951/52)
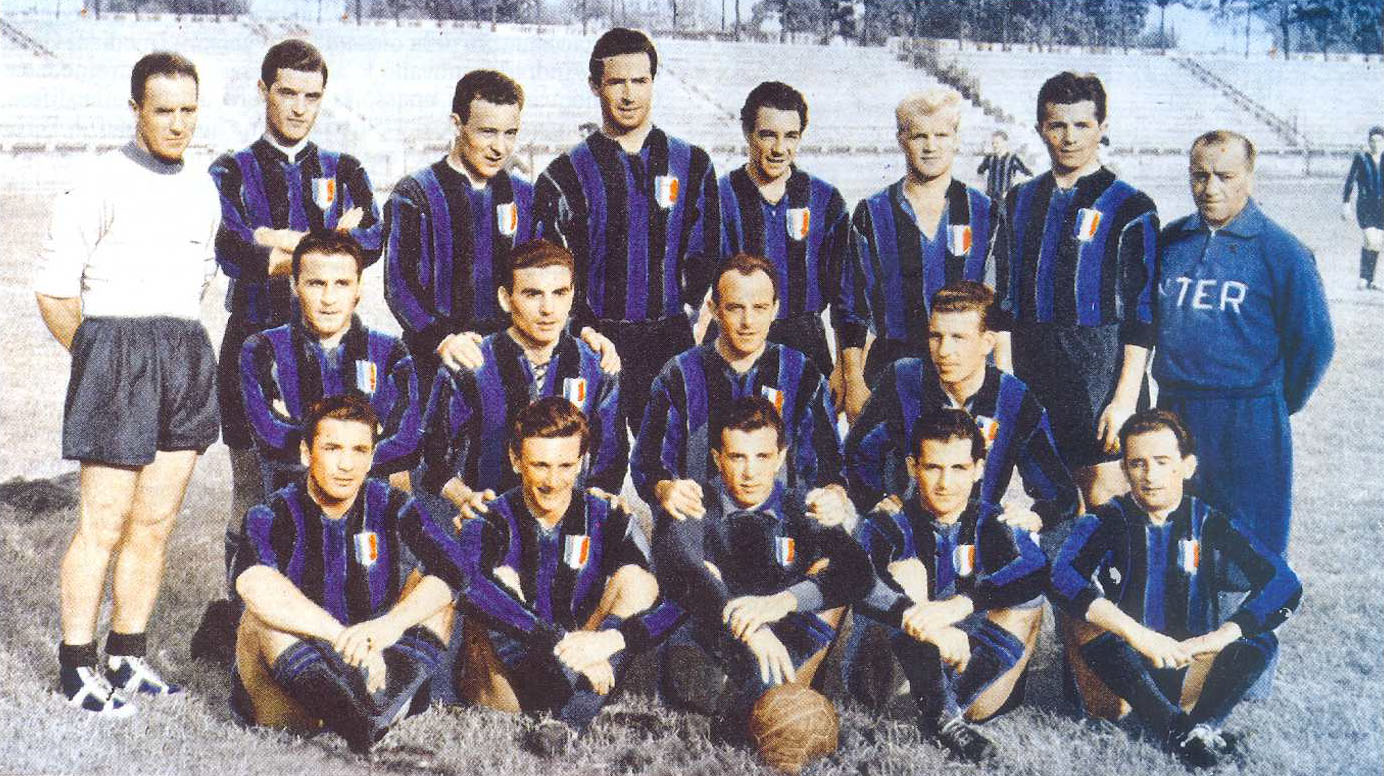
«Інтернаціонале» (1952/53)
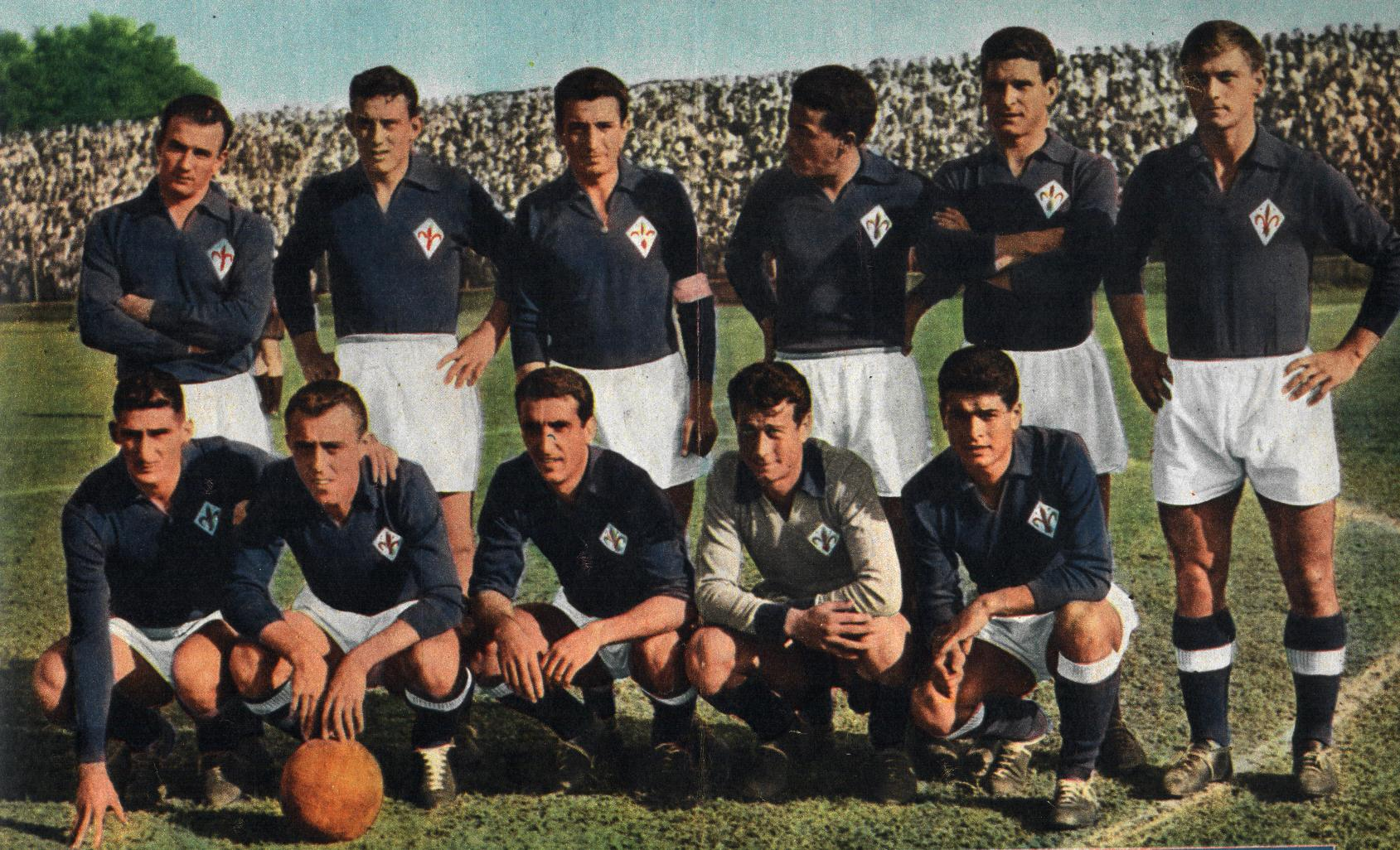
«Фіорентіна» (1955/56)
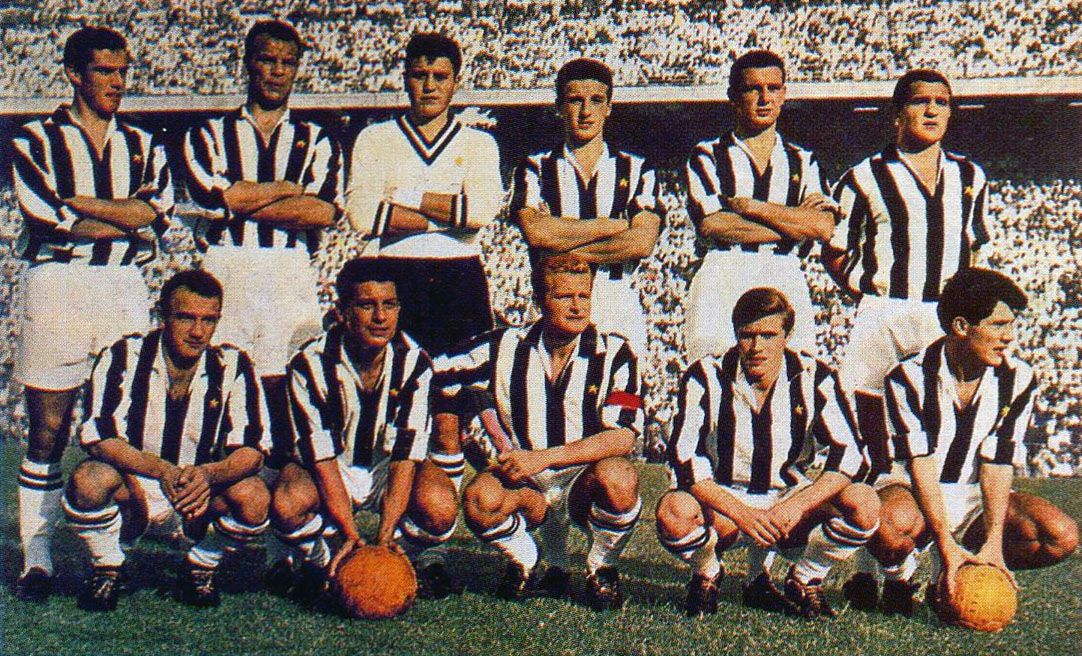
«Ювентус» (1959/60)

### 1961—1970
| Сезон     | Переможець турніру | Титул | Склад | Тренер             | Статистика | Статистика | Статистика | Статистика | Статистика | Статистика | Статистика | Статистика | Інші виграні турніри                                  |
| Сезон     | Переможець турніру | Титул | Склад | Тренер             | М          | В          | Н          | П          | О          | З          | Пр         | Р          | Інші виграні турніри                                  |
| --------- | ------------------ | ----- | --- | ------------------ | ---------- | ---------- | ---------- | ---------- | ---------- | ---------- | ---------- | ---------- | ----------------------------------------------------- |
| 1960–1961 | «Ювентус»          | 12    | воротарі — Карло Маттрель, Джованні Романо, Джузеппе Вавассорі; захисники — Гульєльмо Буреллі, Тарчізіо Бурньїч, Ернесто Кастано, Серджо Червато, Джанфранко Леончіні, Беніто Сарті; півзахисники — Умберто Коломбо, Флавіо Емолі, Еудженіо Фашетті, Саверіно Лойодіце, Бруно Мацція, Бруно Мора, Бруно Ніколе, Джино Стаккіні; нападники — Джамп'єро Боніперті, Джон Чарлз, Омар Сіворі, Аджело Каролі                     | Карло Парола       | 34         | 22         | 5          | 7          | 49         | 80         | 42         | +38        |                                                       |
| 1961–1962 | «Мілан»            | 8     | воротарі — Джорджо Гецці, Маріо Ліберолато; захисники — Чезаре Мальдіні, Луїджі Радіче, Сандро Сальвадоре, Джованні Трапаттоні, Маріо Треббі, Франческо Дзагатті; півзахисники — Маріо Давід, Джованні Лодетті, Амброджо Пелагаллі, Джанні Рівера, Діно Сані; нападники — Жозе Алтафіні, Паоло Барізон, Олів'єро Конті, Джанкарло Данова, Альсідес Гіджа, Джиммі Грівз, Джино Півателлі                                     | Нерео Рокко        | 34         | 24         | 5          | 5          | 53         | 83         | 36         | +47        |                                                       |
| 1962–1963 | «Інтернаціонале»   | 8     | воротарі — Лоренцо Буффон, Оттавіо Бугатті, Джованні Ферретті; захисники — Бруно Болкі, Тарчізіо Бурньїч, Джорджо Делладжованна, Джачінто Факкетті, Арістіде Гварнері, Армандо Піккі; півзахисники — Умберто Маскіо, Енеа Масьєро, Сандро Маццола, Луїс Суарес, Карло Таньїн, Франко Дзальйо; нападники — Лоренцо Беттіні, Мауро Біціклі, Маріо Корсо, Беньяміно Ді Джакомо, Джеррі Гітченс, Жаїр да Коста, Ежидіо Морбелло | Еленіо Еррера      | 34         | 19         | 11         | 4          | 49         | 56         | 20         | +36        |                                                       |
| 1963–1964 | «Болонья»          | 7     | воротарі — Вільям Негрі; захисники — Карло Фурланіс, Мірко Павінато, Паріде Тумбурус, Франческо Янич, Бруно Капра, Едмондо Лоренціні; півзахисники — Гельмут Галлер, Ектор ДеМарко, Романо Фольї, Джакомо Бульгареллі, Маріно Перані, Бруно Франціні, Сідіо Корраді; нападники — Гаральд Нільсен, Едзіо Паскутті, Антоніо Ренна                                                                                             | Фульвіо Бернардіні | 34         | 22         | 10         | 2          | 54         | 54         | 18         | +36        |                                                       |
| 1964–1965 | «Інтернаціонале»   | 9     | воротарі — Джуліано Сарті, Оттавіо Бугатті, Розаріо ді Вінченцо; захисники — Джачінто Факкетті, Тарчізіо Бурньїч, Армандо Піккі, Спартако Ландіні, Арістіде Гварнері, Джорджо Делладжованна; півзахисники — Сандро Маццола, Маріо Корсо, Луїс Суарес, Джанфранко Бедін, Серджо Горі, Сауль Малатразі, Карло Таньїн; нападники — Анджело Доменгіні, Жаїр да Коста, Хоакін Пейро, Франческо Канелла, Ауреліо Мілані           | Еленіо Еррера      | 34         | 22         | 10         | 2          | 54         | 68         | 29         | +39        | Кубок європейських чемпіонів Міжконтинентальний кубок |
| 1965–1966 | «Інтернаціонале»   | 10    | воротарі — Джуліано Сарті, Фердінандо Мініуссі; захисники — Джачінто Факкетті, Тарчізіо Бурньїч, Армандо Піккі, Спартако Ландіні, Маріо Факко, Арістіде Гварнері; півзахисники — Сандро Маццола, Маріо Корсо, Луїс Суарес, Джанфранко Бедін, Франко Кордова, Серджо Горі, Сауль Малатразі; нападники — Жаїр да Коста, Анджело Доменгіні, Ренато Каппелліні, Франческо Канелла, Хоакін Пейро                                 | Еленіо Еррера      | 34         | 20         | 10         | 4          | 50         | 70         | 28         | +42        |                                                       |
| 1966–1967 | «Ювентус»          | 13    | воротарі — Роберто Андзолін; захисники — Джанфранко Леончіні, Сандро Сальвадоре, Ернесто Кастано, Джанкарло Берчелліно, Беніто Сарті, Еліо Рінеро, Альберто Кораміні; півзахисники — Джампаоло Менікеллі, Кінесіньо, Адольфо Горі, Луїс дель Соль, Ермініо Фаваллі, Джованні Сакко, Джино Стаккіні; нападники — Вірджиніо Де Паолі, Джанфранко Дзігоні                                                                      | Еріберто Еррера    | 34         | 18         | 13         | 3          | 49         | 44         | 19         | +25        |                                                       |
| 1967–1968 | «Мілан»            | 9     | воротарі — П'єранджело Беллі, Фабіо Кудічіні, Вілльям Веккі; захисники — Анджело Анкіллетті, Бруно Бавені, Сауль Малатразі, Роберто Розато, Карл-Гайнц Шнеллінгер, Джованні Трапаттоні; півзахисники — Массімо Джакоміні, Джованні Лодетті, Джанні Рівера, Джорджо Роньйоні, Невіо Скала; нападники — Антоніо Анджелілло, Ліно Голін, Курт Хамрін, Бруно Мора, П'єріно Праті, Анджело Сормані                               | Нерео Рокко        | 30         | 18         | 10         | 2          | 46         | 53         | 24         | +29        | Кубок володарів кубків                                |
| 1968–1969 | «Фіорентіна»       | 2     | воротарі — Клаудіо Бандоні, Франко Суперкі; захисники — Джузеппе Брізі, Уго Ферранте, Еральдо Манчін, Бернардо Рогора, Паоліно Станціал; півзахисники — П'єрлуіджі Ченцетті, Джанкарло Де Сісті, Сальваторе Еспозіто, Клаудіо Мерло, Джован Баттіста Піровано; нападники — Амарілдо, Лучано К'яруджі, Джанкарло Данова, Маріо Мараскі, Джорджо Маріані, Франческо Ріццо                                                     | Бруно Песаола      | 30         | 17         | 11         | 2          | 45         | 42         | 11         | +31        |                                                       |
| 1969–1970 | «Кальярі»          | 1     | воротарі — Енріко Альбертозі, Адріано Реджинато; захисники — П'єрлуїджі Чера, Еральдо Манчін, Маріо Мартірадонна, Комунардо Нікколаї, Джузеппе Томазіні, Джуліо Дзіньйолі; півзахисники — Маріо Брунера, Анджело Доменгіні, Нене, Чезаре Полі; нападники — Серджо Горі, Коррадо Настасіо, Луїджі Ріва | Манліо Скопіно     | 30         | 16         | 13         | 1          | 45         | 38         | 18         | +20        |                                                       |

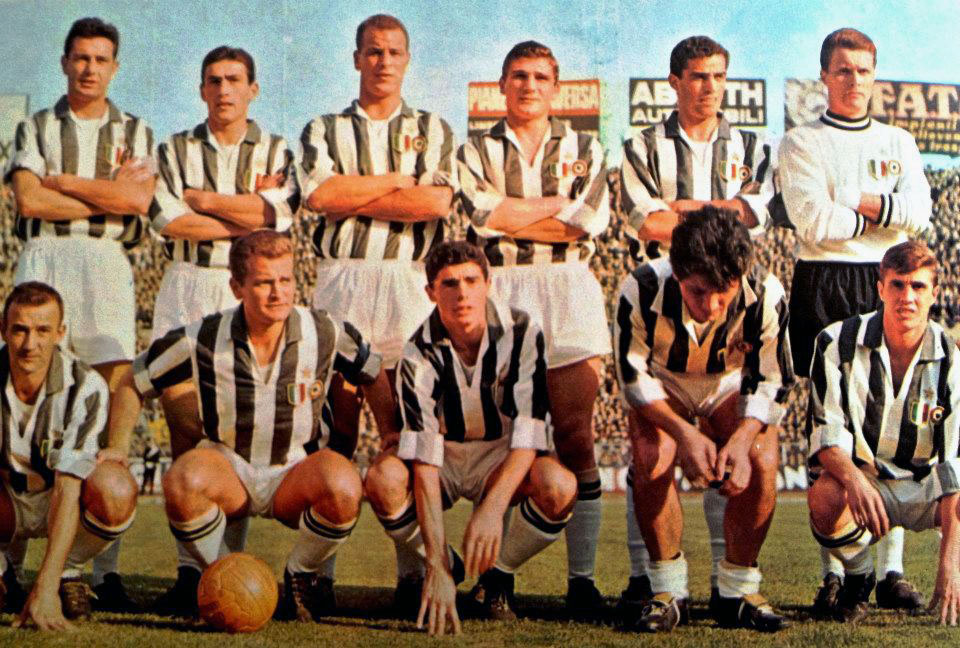
«Ювентус» (1960/61)
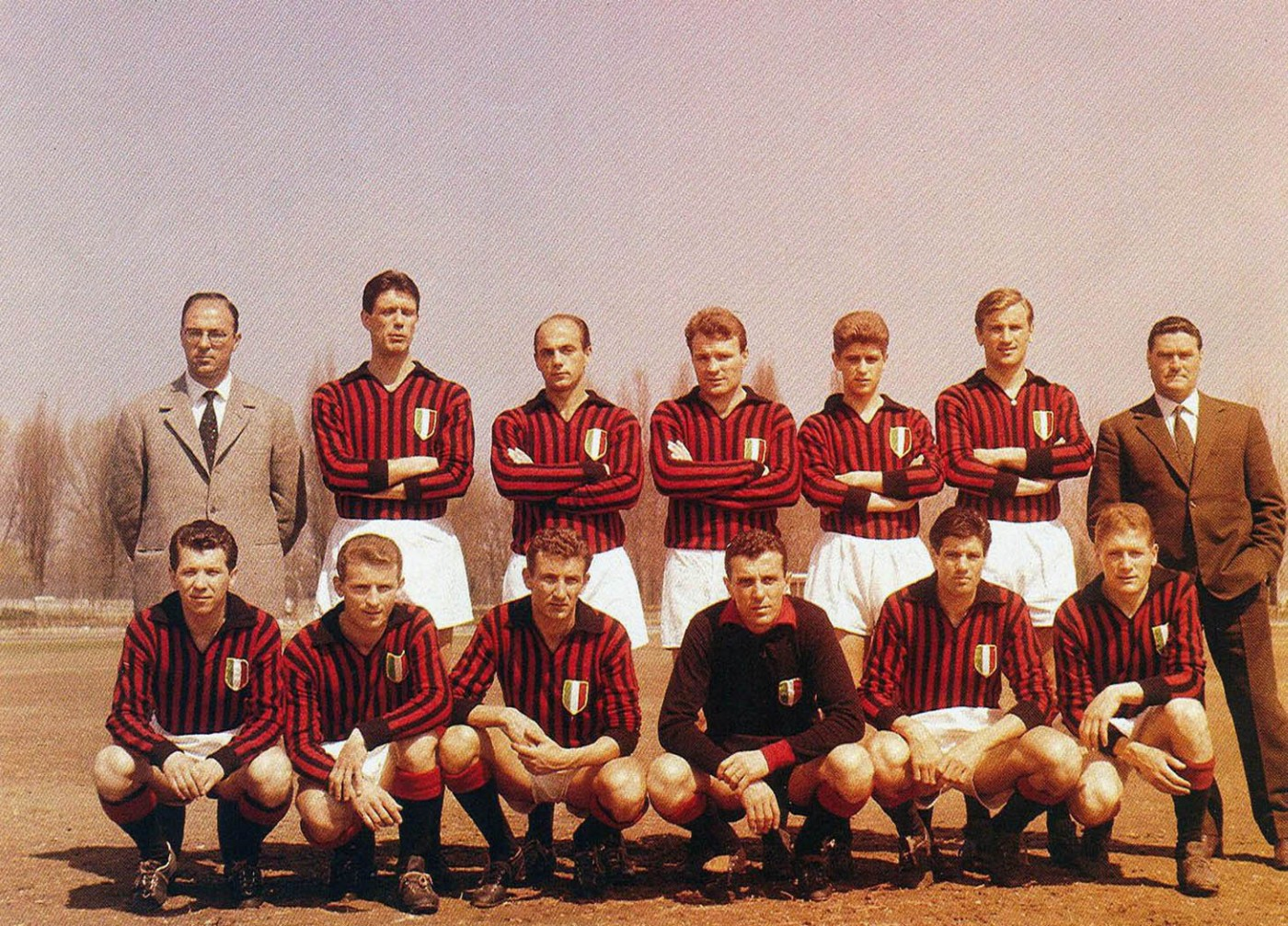
«Мілан» (1961/62)
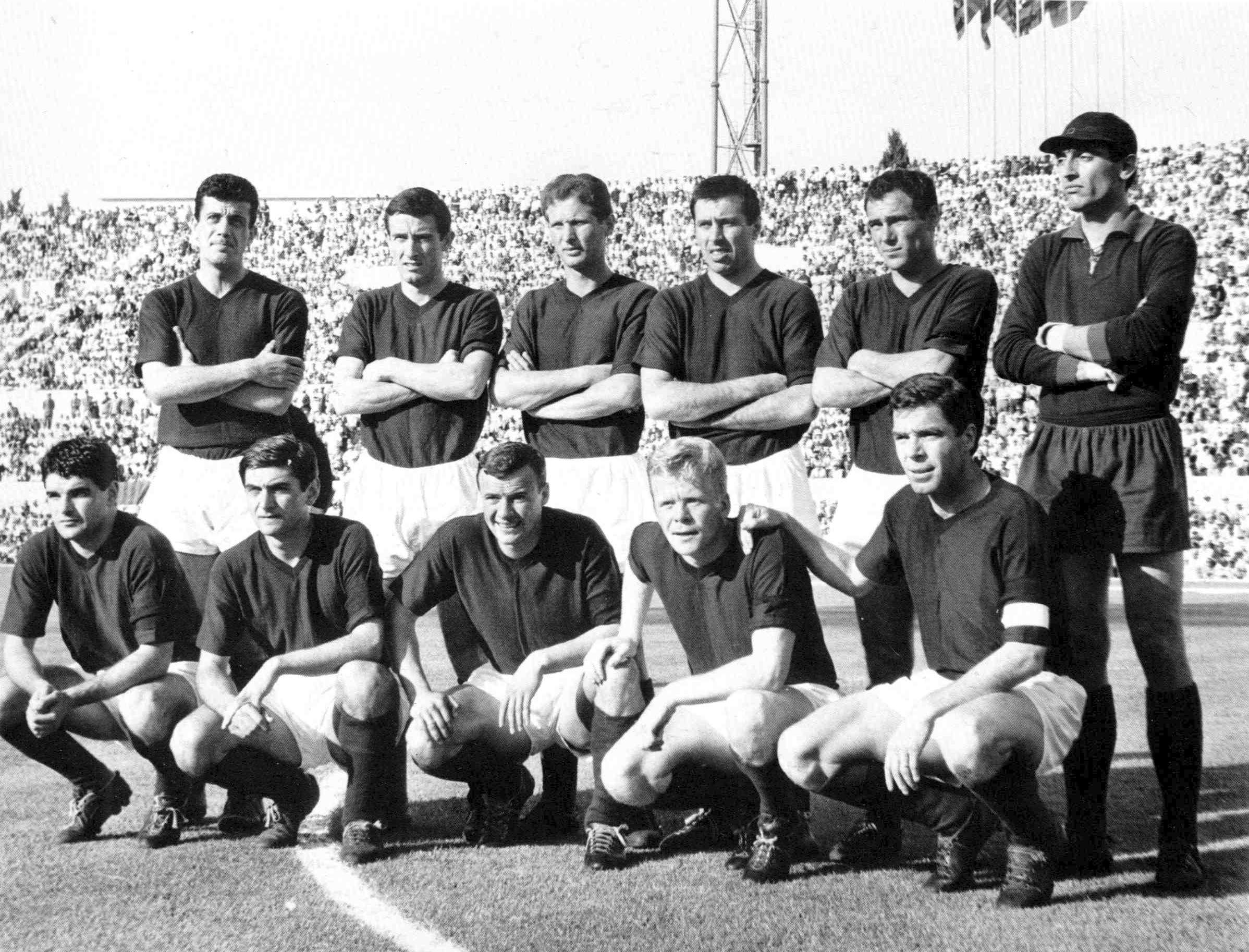
«Болонья» (1963/64)
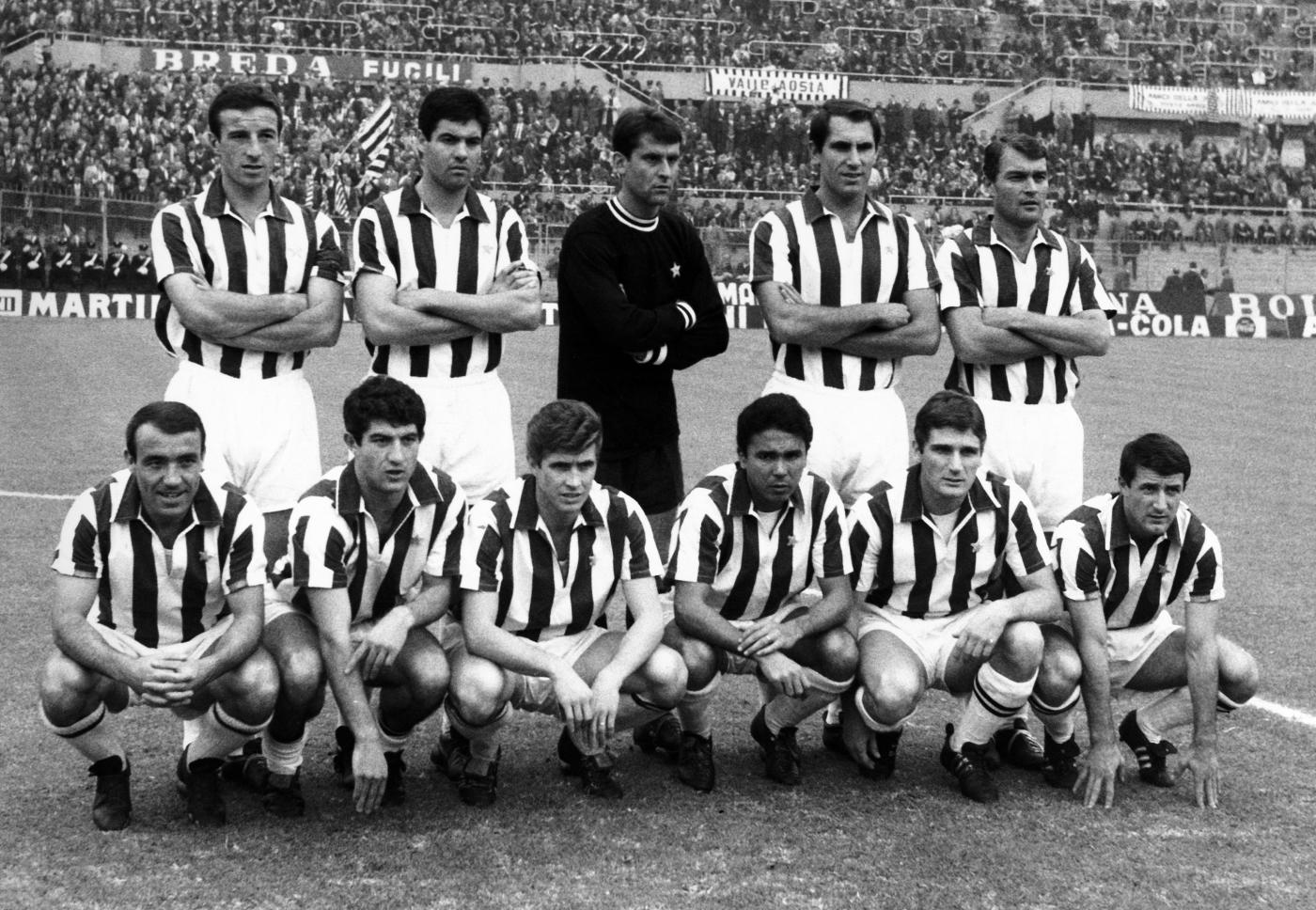
«Ювентус» (1966/67)
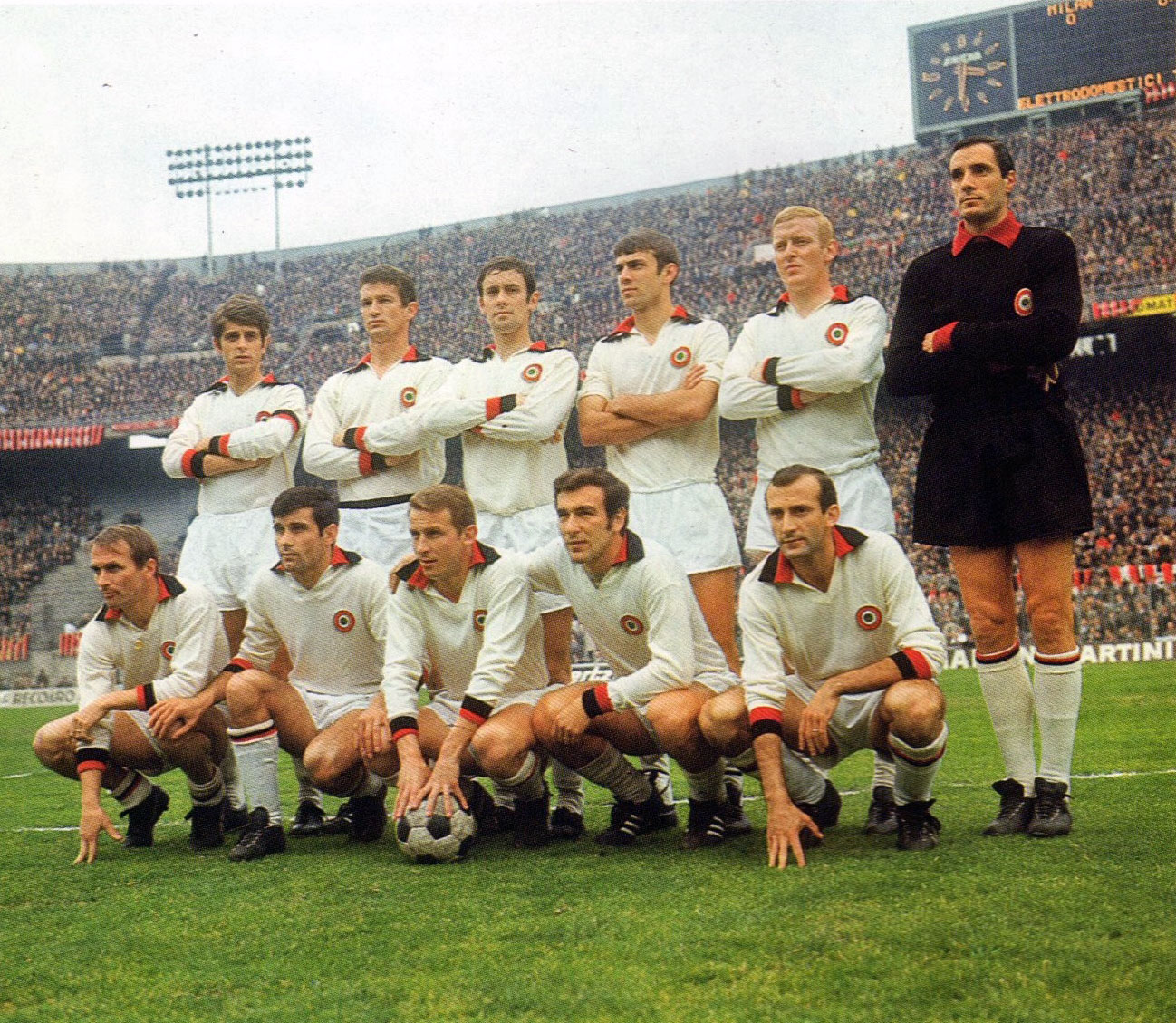
«Мілан» (1967/68)
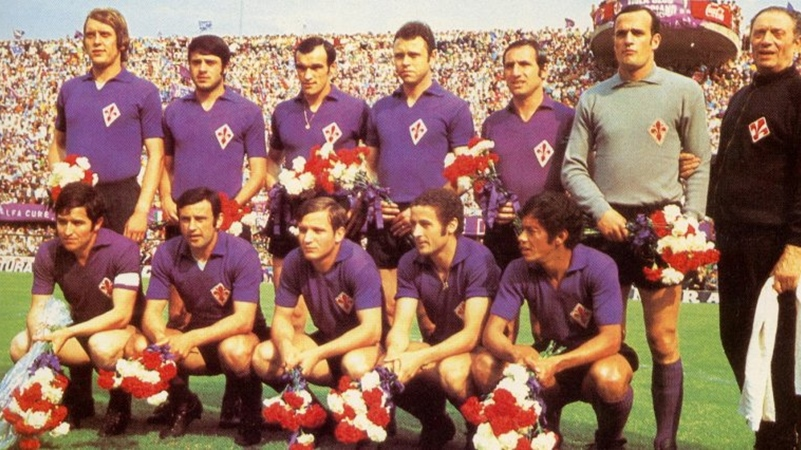
«Фіорентіна» (1968/69)
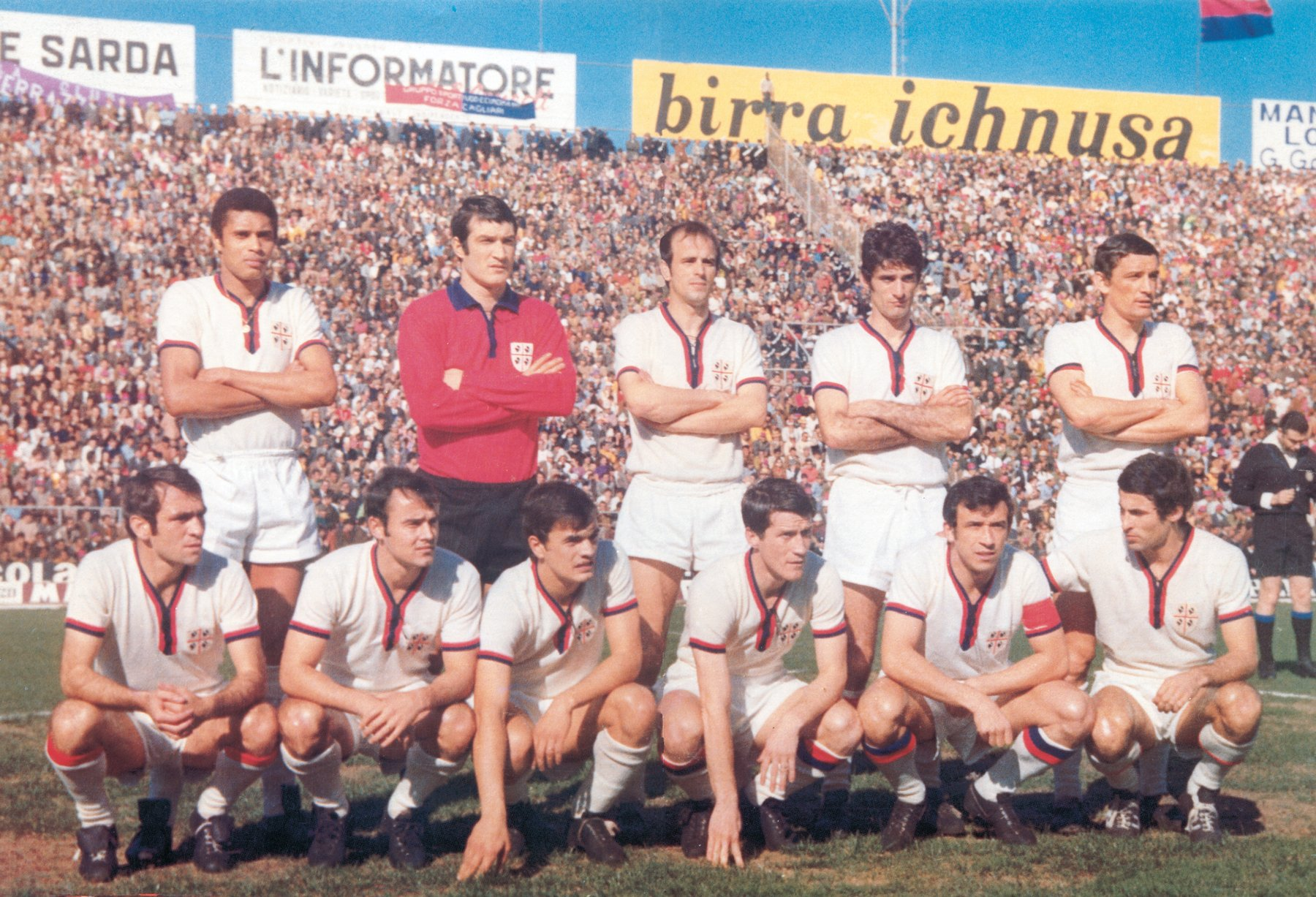
«Кальярі» (1969/70)

### 1971—1980
| Сезон     | Переможець турніру | Титул | Склад | Тренер                               | Статистика | Статистика | Статистика | Статистика | Статистика | Статистика | Статистика | Статистика | Інші виграні турніри |
| Сезон     | Переможець турніру | Титул | Склад | Тренер                               | М          | В          | Н          | П          | О          | З          | Пр         | Р          | Інші виграні турніри |
| --------- | ------------------ | ----- | --- | ------------------------------------ | ---------- | ---------- | ---------- | ---------- | ---------- | ---------- | ---------- | ---------- | -------------------- |
| 1970–1971 | «Інтернаціонале»   | 11    | воротарі — Івано Бордон, Лідо В'єрі; захисники — Мауро Беллуджі, Тарчізіо Бурньїч, Джанкарло Челла, Бернандіно Фаббіан, Джачінто Факкетті, Маріо Джубертоні, Оскар Рієтті; півзахисники — Марко Акіллі, Джанфранко Бедін, Маріо Бертіні, Маріо Корсо, Маріо Фрусталупі, Сандро Маццола, Габріеле Оріалі; нападники — Роберто Бонінсенья, Жаїр да Коста, Сержіу Пелліццаро, Альберто Райф | Еріберто Еррера, Джованні Інверніцці | 30         | 19         | 8          | 3          | 46         | 50         | 26         | +24        |                      |
| 1971–1972 | «Ювентус»          | 14    | воротарі — П'єтро Карміньяні, Массімо Пілоні; захисники — Сільвіо Лонгобукко, Франческо Моріні, Джанлуїджі Ровета, Сандро Сальвадоре, Лучано Спінозі; півзахисники — Фабіо Капелло, Франко Каузіо, Антонелло Куккуредду, Джузеппе Фуріно, Гельмут Галлер, Джанп'єтро Маркетті, Адріано Новелліні, Джанлуїджі Савольді, Фернандо Віола; нападники — П'єтро Анастазі, Роберто Беттега      | Честмир Вицпалек                     | 30         | 17         | 9          | 4          | 43         | 48         | 24         | +24        |                      |
| 1972–1973 | «Ювентус»          | 15    | воротарі — Діно Дзофф; захисники — Сільвіо Лонгобукко, Франческо Моріні, Сандро Сальвадоре, Лучано Спінозі; півзахисники — Фабіо Капелло, Франко Каузіо, Антонелло Куккуредду, Джузеппе Фуріно, Гельмут Галлер, Джанп'єтро Маркетті, Джанлуїджі Савольді; нападники — Жозе Алтафіні, П'єтро Анастазі, Роберто Беттега                                                                    | Честмир Вицпалек                     | 30         | 18         | 9          | 3          | 45         | 45         | 22         | +23        |                      |
| 1973–1974 | «Лаціо»            | 1     | воротарі — Феліче Пулічі; захисники — Маріо Факко, Луїджі Мартіні, Джанкарло Одді, Сержіо Петреллі, Луїджі Полентес, Джузеппе Вілсон; півзахисники — Сержіо Борго, Вінченцо Д'аміко, Маріо Фрусталупі, Фаусто Інсельвіні, П'єрпаоло Мансервізі, Франко Нанні, Лучано Ре Чекконі, Франко Тріподі; нападники — Джорджо Кіналья, Паоло Францоні, Ренцо Гарласкеллі                          | Томмазо Маестреллі                   | 30         | 18         | 7          | 5          | 43         | 45         | 23         | +22        |                      |
| 1974–1975 | «Ювентус»          | 16    | воротарі — Діно Дзофф; захисники — Антонелло Куккуредду, Клаудіо Джентіле, Сільвіо Лонгобукко Франческо Моріні,, Гаетано Ширеа, Лучано Спінозі; півзахисники — Франко Каузіо, Фабіо Капелло, Оскар Даміані, Джузеппе Фуріно, Фернандо Віола; нападники — Жозе Алтафіні, П'єтро Анастазі, Роберто Беттега                                                                                 | Карло Парола                         | 30         | 18         | 7          | 5          | 43         | 49         | 19         | +30        |                      |
| 1975–1976 | «Торіно»           | 7     | воротарі — Лучано Кастелліні, Романо Каццаніга; захисники — Вітторіо Капорале, Фабріціо Горін, Маріно Ломбардо, Роберто Моцціні, Джузеппе Паллавічіні, Роберто Сальвадорі, Нелло Сантін; півзахисники — Роберто Баккін, Еральдо Печчі, Клаудіо Сала, Патриціо Сала, Ренато Дзаккареллі; нападники — Сальваторе Гаррітано, Франческо Граціані, Паоло Пулічі                               | Луїджі Радіче                        | 30         | 18         | 9          | 3          | 45         | 49         | 22         | +27        |                      |
| 1976–1977 | «Ювентус»          | 17    | воротарі — Діно Дзофф; захисники — Клаудіо Джентіле, Гаетано Ширеа, Антонелло Куккуредду, Франческо Моріні, Лучано Спінозі, Антоніо Кабріні; півзахисники — Ромео Бенетті, Франко Каузіо, Марко Тарделлі, Джузеппе Фуріно, Альберто Маркетті; нападники — Роберто Бонінсенья, Роберто Беттега, Серджо Горі                                                                               | Джованні Трапаттоні                  | 30         | 23         | 5          | 2          | 51         | 50         | 20         | +30        | Кубок УЄФА           |
| 1977–1978 | «Ювентус»          | 18    | воротарі — Діно Дзофф; захисники — Клаудіо Джентіле, Франческо Моріні, Гаетано Ширеа, Антоніо Кабріні, Лучано Спінозі; півзахисники — Франко Каузіо, Антонелло Куккуредду, Джузеппе Фуріно, Ромео Бенетті, Марко Тарделлі, П'єтро Фанна, Вінісіо Верца; нападники — Роберто Беттега, Роберто Бонінсенья, П'єтро Паоло Вірдіс                                                             | Джованні Трапаттоні                  | 30         | 15         | 14         | 1          | 44         | 46         | 17         | +29        |                      |
| 1978–1979 | «Мілан»            | 10    | воротарі — Енріко Альбертозі, Антоніо Рігамонті; захисники — Франко Барезі, Альдо Бет, Сімоне Больдіні, Фульвіо Колловаті, Альдо Мальдера, Альберто Міноя; півзахисники — Альберто Бігон, Рубен Бур'яні, Фабіо Капелло, Вальтер де Веккі, Джорджо Моріні, Вальтер Новелліно, Джанні Рівера; нападники — Роберто Антонеллі, Стефано Кіоді, Джованні Сарторі                               | Нільс Лідгольм                       | 30         | 17         | 10         | 3          | 44         | 46         | 19         | +27        |                      |
| 1979–1980 | «Інтернаціонале»   | 12    | воротарі — Івано Бордон, Ренато Чиполліні; захисники — Граціано Біні, Джузеппе Барезі, Наццарено Кануті, Роберто Моцціні, Леонардо Оччіпінті, Франко Панчері; півзахисники — Джамп'єро Марині, Еварісто Беккалоссі, Габріеле Оріалі, Джанкарло Пазінато, Доменіко Казо; нападники — Алессандро Альтобеллі, Клаудіо Амбу, Карло Мураро                                                    | Еудженіо Берселліні                  | 30         | 14         | 13         | 3          | 41         | 44         | 25         | +19        |                      |

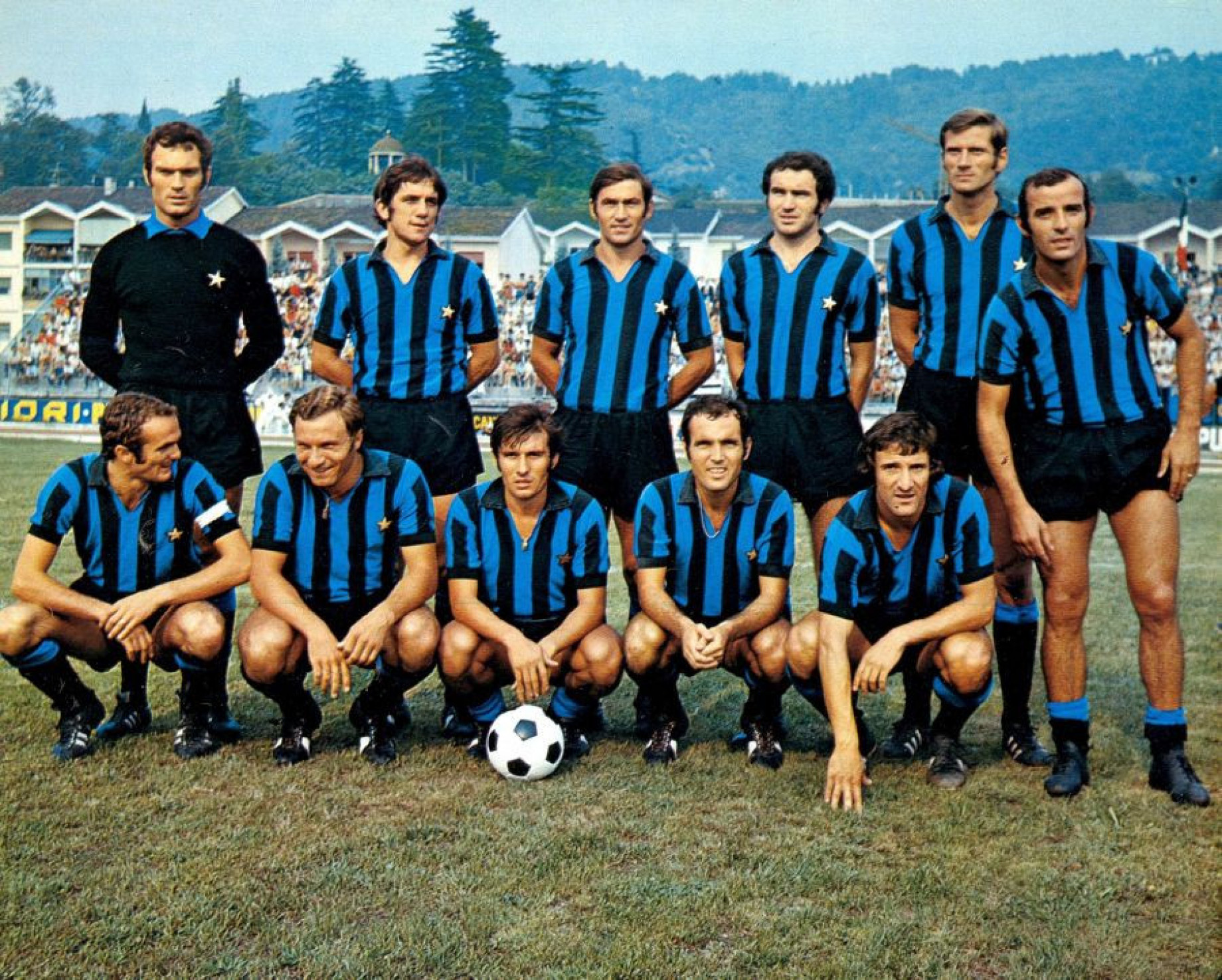
«Інтернаціонале» (1970/71)
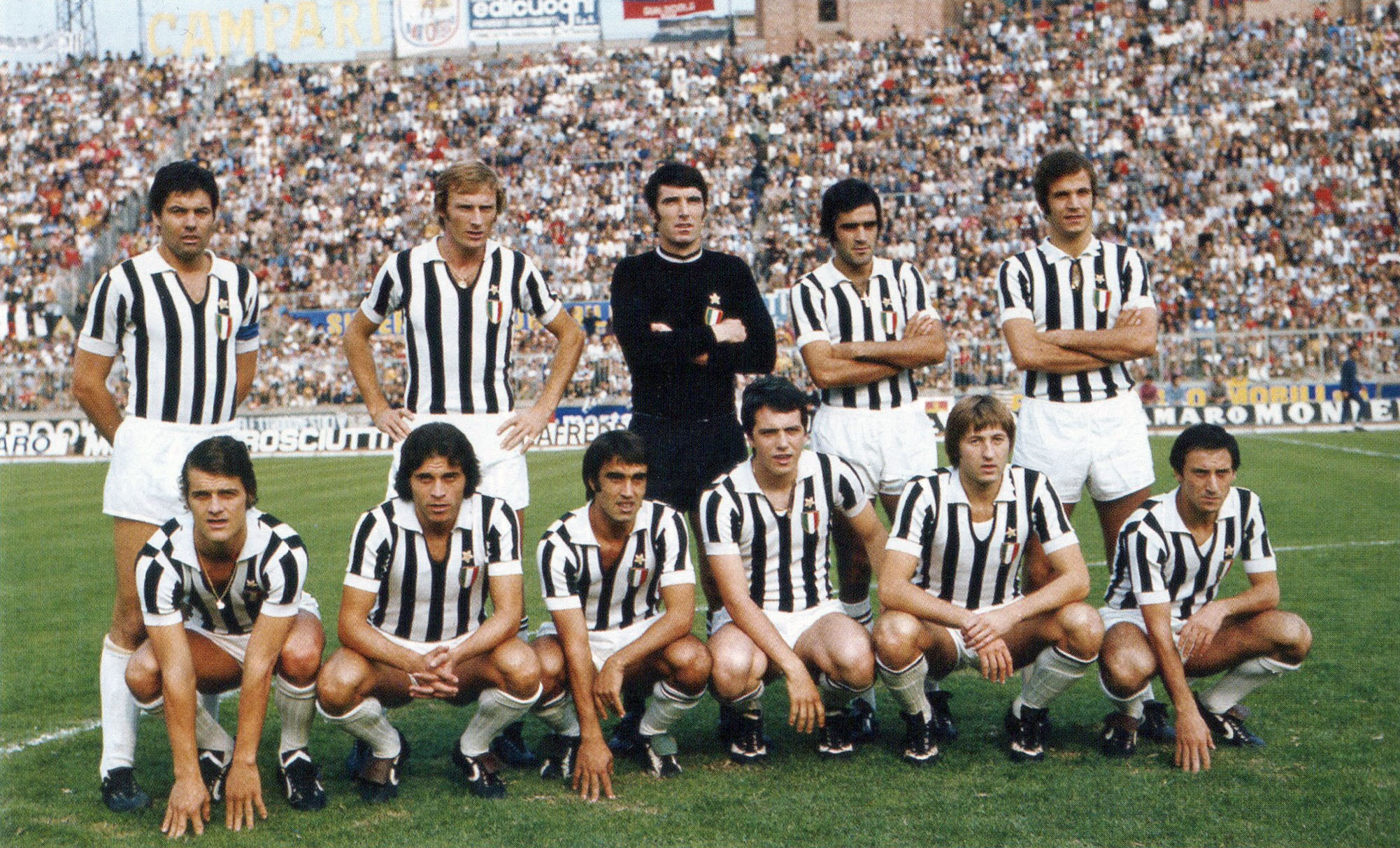
«Ювентус» (1972/73)
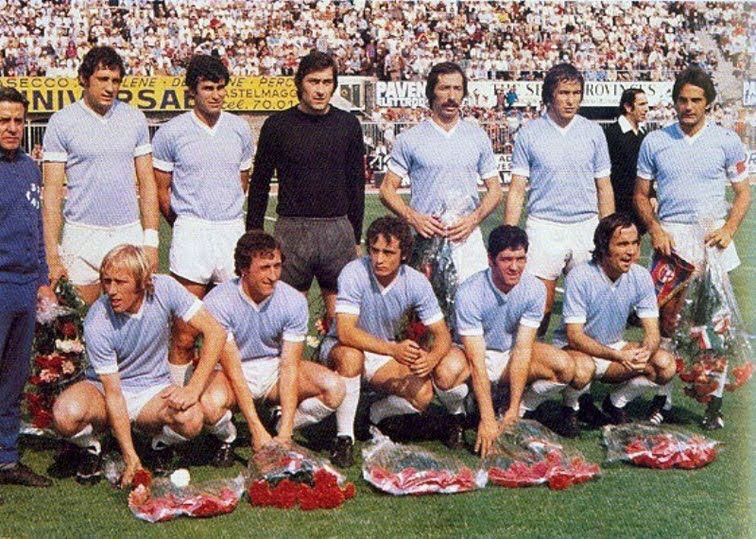
«Лаціо» (1973/74)
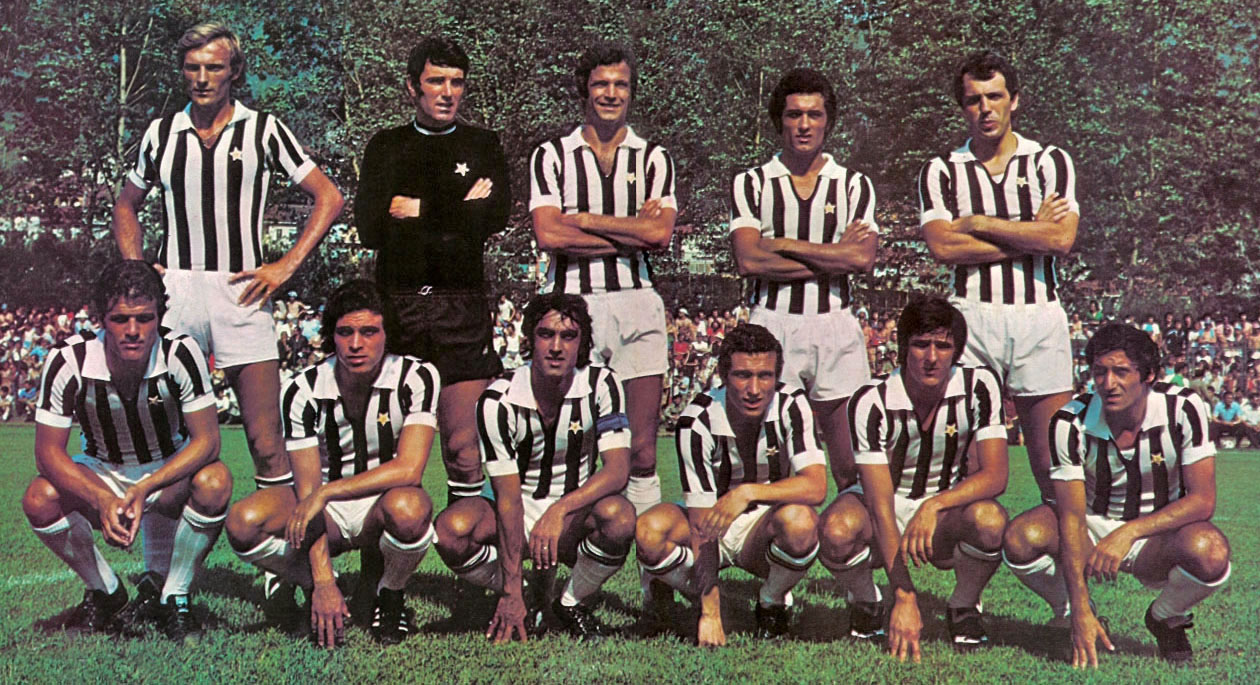
«Ювентус» (1974/75)
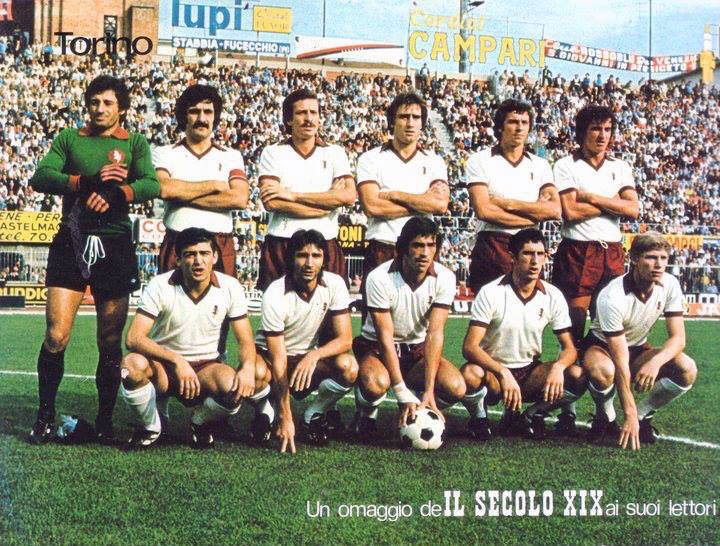
«Торіно» (1975/76)

### 1981—1990
| Сезон     | Переможець турніру | Титул | Склад | Тренер              | Статистика | Статистика | Статистика | Статистика | Статистика | Статистика | Статистика | Статистика | Інші виграні турніри     |
| Сезон     | Переможець турніру | Титул | Склад | Тренер              | М          | В          | Н          | П          | О          | З          | Пр         | Р          | Інші виграні турніри     |
| --------- | ------------------ | ----- | --- | ------------------- | ---------- | ---------- | ---------- | ---------- | ---------- | ---------- | ---------- | ---------- | ------------------------ |
| 1980–1981 | «Ювентус»          | 19    | воротарі — Діно Дзофф; захисники — Гаетано Ширеа, Антоніо Кабріні, Клаудіо Джентіле, Карло Ості, Сержіо Бріо, Массімо Сторгато; півзахисники — Ліам Бреді, П'єтро Фанна, Антонелло Куккуредду, Франко Каузіо, Джузеппе Фуріно, Доменіко Мароккіно, Чезаре Пранделлі, Марко Тарделлі, Вінісіо Верца; нападники — Роберто Беттега, Джузеппе Гальдеризі                                                             | Джованні Трапаттоні | 30         | 17         | 10         | 3          | 44         | 46         | 15         | +31        |                          |
| 1981–1982 | «Ювентус»          | 20    | воротарі — Діно Дзофф; захисники — Сержіо Бріо, Антоніо Кабріні, Клаудіо Джентіле, Карло Ості, Гаетано Ширеа; півзахисники — Массімо Боніні, Ліам Бреді, П'єтро Фанна, Джузеппе Фуріно, Доменіко Мароккіно, Чезаре Пранделлі, Марко Тарделлі, Роберто Тавола; нападники — Роберто Беттега, Джузеппе Гальдеризі, Паоло Россі, П'єтро Паоло Вірдіс                                                                 | Джованні Трапаттоні | 30         | 19         | 8          | 3          | 46         | 48         | 14         | +34        |                          |
| 1982–1983 | «Рома»             | 2     | воротарі — Франко Суперкі, Франко Танкреді; захисники — Агостіно Ді Бартоломеї, Себастьяно Нела, Мікеле Наппі, Альдо Мальдера, Убальдо Рігетті, П'єтро Верховод; півзахисники — Карло Анчелотті, Одоакре К'єріко, Бруно Конті, Пауло Роберто Фалькао, Паоло Джованнеллі, Герберт Прогазка, Клаудіо Валіджі; нападники — Паоло Альберто Фаччіні, Мауріціо Йоріо, Роберто Пруццо                                   | Нільс Лідгольм      | 30         | 16         | 11         | 3          | 43         | 47         | 24         | +23        |                          |
| 1983–1984 | «Ювентус»          | 21    | воротарі — Лучано Бодіні, Стефано Такконі; захисники — Сержіо Бріо, Антоніо Кабріні, Нікола Карікола, Клаудіо Джентіле, Гаетано Ширеа; півзахисники — Массімо Боніні, Джузеппе Фуріно, Джованні Кеттінг, Чезаре Пранделлі, Марко Тарделлі, Роберто Тавола, Беньяміно Віньйола; нападники — Збігнев Бонек, Доменіко Пенцо, Мішель Платіні, Паоло Россі                                                            | Джованні Трапаттоні | 30         | 17         | 9          | 4          | 43         | 57         | 29         | +28        | Кубок володарів кубків   |
| 1984–1985 | «Верона»           | 1     | воротарі — Клаудіо Гарелла, Сержіо Спурі; захисники — Мауро Ферроні, Сільвано Фонтолан, Фабіо Марангон, Лучано Марангон, Роберто Тричелла; півзахисники — Ганс-Петер Брігель, Лучіано Бруні, Антоніо Ді Дженнаро, Даріо Дона, П'єтро Фанна, Луїджі Саккетті, Франко Турчетта, Доменіко Вольпаті; нападники — Пребен Елк'яер-Ларсен, Джузеппе Гальдеризі                                                          | Освальдо Баньйолі   | 30         | 15         | 13         | 2          | 43         | 42         | 19         | +23        |                          |
| 1985–1986 | «Ювентус»          | 22    | воротарі — Стефано Такконі; захисники — Сержіо Бріо, Антоніо Кабріні, Нікола Карікола, Лучано Фаверо, Стефано Піолі, Гаетано Ширеа; півзахисники — Івано Бонетті, Массімо Боніні, Мікаель Лаудруп, Ліонелло Манфредонія, Массімо Мауро, Габріеле Пін, Мішель Платіні; нападники — Массімо Бріаскі, Марко Пачоне, Альдо Серена                                                                                    | Джованні Трапаттоні | 30         | 18         | 9          | 3          | 45         | 43         | 17         | +26        | Міжконтинентальний кубок |
| 1986–1987 | «Наполі»           | 1     | воротарі — Раффаеле Ді Фуско, Клаудіо Гарелла; захисники — Тебальдо Більярді, Джузеппе Брусколотті, Чиро Феррара, Морено Ферраріо, Раймондо Маріно, Алессандро Реніка, Джузеппе Вольпечіна; півзахисники — Сальваторе Баньї, Луїджі Каффареллі, Фернандо Де Наполі, Чіро Муро, Франческо Романо, Лучіано Сола; нападники — Андреа Карневале, Бруно Джордано, Дієго Марадона                                      | Оттавіо Б'янкі      | 30         | 15         | 12         | 3          | 42         | 41         | 21         | +20        | Кубок Італії             |
| 1987–1988 | «Мілан»            | 11    | воротарі — Джованні Галлі; захисники — Франко Барезі, Вальтер Б'янкі, Алессандро Костакурта, Філіппо Галлі, Паоло Мальдіні, Роберто Муссі, Мауро Тассотті, Руфо Емільяно Верга; півзахисники — Карло Анчелотті, Маріо Бортолацці, Анджело Коломбо, Роберто Донадоні, Альберіго Евані, Рууд Гулліт; нападники — Массіміліано Каппелліні, Граціано Маннарі, Данієле Массаро, Марко ван Бастен, П'єтро Паоло Вірдіс | Арріго Саккі        | 30         | 17         | 11         | 2          | 45         | 43         | 14         | +29        |                          |
| 1988–1989 | «Інтернаціонале»   | 13    | воротарі — Астутільйо Мальджольйо, Вальтер Дзенга; захисники — Джузеппе Бергомі, Андреас Бреме, Ріккардо Феррі, Андреа Мандорліні, Альберто Ріволта, Коррадо Верделлі; півзахисники — Джузеппе Барезі, Нікола Берті, Алессандро Б'янкі, П'єтро Фанна, Романо Гальвані, Джанфранко Маттеолі, Лотар Маттеус, Паскуале Доменіко Рокко; нападники — Рамон Діас, Даріо Морелло, Альдо Серена                          | Джованні Трапаттоні | 34         | 26         | 6          | 2          | 58         | 67         | 19         | +48        |                          |
| 1989–1990 | «Наполі»           | 2     | воротарі — Раффаеле Ді Фуско, Джуліано Джуліані; захисники — Марко Бароні, Тебальдо Більярді, Джанкарло Коррадіні, Чиро Феррара, Джованні Франчіні, Алессандро Реніка, Массімо Тарантіно; півзахисники — Алеман, Антоніо Буччареллі, Массімо Кріппа, Фернандо Де Наполі, Лука Фузі, Массімо Мауро; нападники — Карека, Андреа Карневале, Дієго Марадона, Мауріціо Нері, Джанфранко Дзола                         | Альберто Бігон      | 34         | 21         | 9          | 4          | 51         | 57         | 31         | +26        |                          |

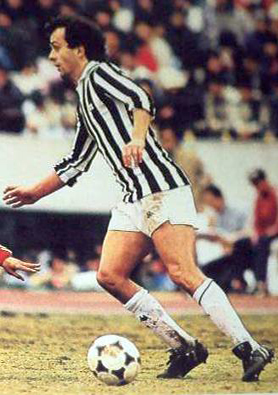
Володар Золотого м'яча 1983, 1984 та 1985 років у складі «Ювентуса» Мішель Платіні
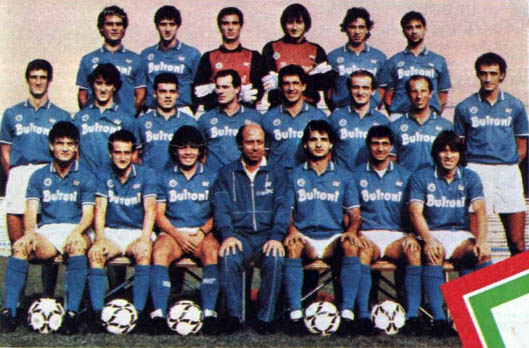
«Наполі» (1986/87)

### 1991—2000
| Сезон     | Переможець турніру | Титул | Склад | Тренер              | Статистика | Статистика | Статистика | Статистика | Статистика | Статистика | Статистика | Статистика | Інші виграні турніри                     |
| Сезон     | Переможець турніру | Титул | Склад | Тренер              | М          | В          | Н          | П          | О          | З          | Пр         | Р          | Інші виграні турніри                     |
| --------- | ------------------ | ----- | --- | ------------------- | ---------- | ---------- | ---------- | ---------- | ---------- | ---------- | ---------- | ---------- | ---------------------------------------- |
| 1990–1991 | «Сампдорія»        | 1     | воротарі — Джанлука Пальюка, Джуліо Нучіарі; захисники — Морено Манніні, Марко Ланна, П'єтро Верховод, Сречко Катанець, Лука Пеллегріні, Мікеле Міньяні; півзахисники — Аттіліо Ломбардо, Фаусто Парі, Джузеппе Доссена, Джованні Інверніцці, Івано Бонетті, Олексій Михайличенко, Тоніньйо Серезо; нападники — Роберто Манчіні, Джанлука Віаллі, Марко Бранка, Умберто Кальканьйо | Вуядин Бошков       | 34         | 20         | 11         | 3          | 71         | 57         | 24         | +33        |                                          |
| 1991–1992 | «Мілан»            | 12    | воротарі — Себастьяно Россі, Франческо Антоніолі; захисники — Мауро Тассотті, Алессандро Костакурта, Франко Барезі, Паоло Мальдіні, Філіппо Галлі, Енцо Гамбаро; півзахисники — Роберто Донадоні, Деметріо Альбертіні, Франк Райкард, Альберіго Евані, Карло Анчелотті, Дієго Фузер, Рууд Гулліт; нападники — Данієле Массаро, Марко ван Бастен, Джованні Корнаккіні, Альдо Серена, Марко Сімоне                                                                                               | Фабіо Капелло       | 34         | 22         | 12         | 0          | 56         | 74         | 21         | +53        |                                          |
| 1992–1993 | «Мілан»            | 13    | воротарі — Себастьяно Россі, Франческо Антоніолі; захисники — Мауро Тассотті, Алессандро Костакурта, Франко Барезі, Паоло Мальдіні, Філіппо Галлі, Енцо Гамбаро, Стефано Нава; півзахисники — Роберто Донадоні, Деметріо Альбертіні, Франк Райкард, Джанлуїджі Лентіні, Звонимир Бобан, Фернандо Де Наполі, Стефано Ераніо, Альберіго Евані, Рууд Гулліт, Деян Савичевич; нападники — Данієле Массаро, Жан-П'єр Папен, Марко ван Бастен, Альдо Серена, Марко Сімоне                            | Фабіо Капелло       | 34         | 18         | 14         | 2          | 50         | 65         | 32         | +33        | Суперкубок Італії                        |
| 1993–1994 | «Мілан»            | 14    | воротарі — Себастьяно Россі, Маріо Ієльпо; захисники — Мауро Тассотті, Алессандро Костакурта, Франко Барезі, Паоло Мальдіні, Стефано Нава, Крістіан Пануччі, Філіппо Галлі; півзахисники — Роберто Донадоні, Деметріо Альбертіні, Марсель Десаї, Звонимир Бобан, Стефано Ераніо, Алессандро Орландо, Браян Лаудруп, Джанлуїджі Лентіні, Анджело Карбоне, Фернандо Де Наполі; нападники — Деян Савичевич, Данієле Массаро, Марко Сімоне, Жан-П'єр Папен, Флорін Редучою                         | Фабіо Капелло       | 34         | 19         | 12         | 3          | 50         | 36         | 15         | +21        | Суперкубок Італії Ліга чемпіонів         |
| 1994–1995 | «Ювентус»          | 23    | воротарі — Анджело Перуцці, Мікеланджело Рампулла, Лоренцо Сквіцці; захисники — Чиро Феррара, Массімо Каррера, Юрген Колер, Морено Торрічеллі, Роберт Ярні, Серджо Порріні, Лука Фузі, Алессандро Орландо; півзахисники — Анджело Ді Лівіо, Паулу Соза, Антоніо Конте, Джанкарло Мароккі, Дідьє Дешам, Алессіо Таккінарді, Сімоне Тоньйон; нападники — Алессандро Дель П'єро, Джанлука Віаллі, Фабріціо Раванеллі, Роберто Баджо, Коррадо Граббі, Енріко Фантіні                               | Марчелло Ліппі      | 34         | 23         | 4          | 7          | 73         | 59         | 32         | +27        | Кубок Італії                             |
| 1995–1996 | «Мілан»            | 15    | воротарі — Себастьяно Россі; захисники — Крістіан Пануччі, Паоло Мальдіні, Філіппо Галлі, Франко Барезі, Франческо Коко, Мауро Тассотті, Алессандро Костакурта; півзахисники — Деметріо Альбертіні, Марсель Десаї, Деян Савичевич, Роберто Донадоні, Джанлуїджі Лентіні, Массімо Амброзіні, Томас Локателлі, Звонимир Бобан, Стефано Ераніо, Джанлука Сордо, Паулу Футре, Патрік Вієйра; нападники — Паоло Ді Каніо, Джордж Веа, Роберто Баджо, Марко Сімоне                                   | Фабіо Капелло       | 34         | 21         | 10         | 3          | 73         | 60         | 24         | +36        |                                          |
| 1996–1997 | «Ювентус»          | 24    | воротарі — Анджело Перуцці, Мікеланджело Рампулла, Давіде Фальчоні; захисники — Чиро Феррара, Морено Торрічеллі, Паоло Монтеро, Серджо Порріні, Дімаш, Марк Юліано, Джанлука Пессотто; півзахисники — Анджело Ді Лівіо, Антоніо Конте, Дідьє Дешам, Владімір Югович, Аттіліо Ломбардо, Алессіо Таккінарді, Зінедін Зідан, Івано Тротта, Нікола Кніголані, Раффаеле Аметрано; нападники — Ален Бокшич, Алессандро Дель П'єро, Мікеле Падовано, Крістіан В'єрі, Нікола Аморузо                   | Марчелло Ліппі      | 34         | 17         | 14         | 3          | 65         | 51         | 24         | +27        | Суперкубок УЄФА Міжконтинентальний кубок |
| 1997–1998 | «Ювентус»          | 25    | воротарі — Анджело Перуцці, Мікеланджело Рампулла; захисники — Чиро Феррара, Морено Торрічеллі, Паоло Монтеро, Дімаш, Марк Юліано, Алессандро Бірінделлі, Джанлука Пессотто, Марко Замбоні, Сальваторе Ароніка; півзахисники — Фабіо Пекк'я, Анджело Ді Лівіо, Антоніо Конте, Дідьє Дешам, Алессіо Таккінарді, Зінедін Зідан, Едгар Давідс; нападники — Філіппо Індзагі, Алессандро Дель П'єро, Нікола Аморузо, Даніель Фонсека, Марсело Салаєта, Мікеле Падовано                              | Марчелло Ліппі      | 34         | 21         | 11         | 2          | 74         | 67         | 28         | +39        | Суперкубок Італії                        |
| 1998–1999 | «Мілан»            | 16    | воротарі — Себастьяно Россі, Крістіан Абб'яті, Єнс Леманн; захисники — Паоло Мальдіні, Алессандро Костакурта, Роберто Аяла, Андре Круз, Крістіан Циге, Луіджі Сала, Франческо Коко; півзахисники — Томас Гельвег, Деметріо Альбертіні, Ібрагім Ба, Роберто Донадоні, Звонимир Бобан, Джамп'єро Майні, Леонардо Араужо, Массімо Амброзіні, Андрес Гульєльмінп'єтро, Брюно Н'Готті, Доменіко Морфео, Федеріко Джунті; нападники — Джордж Веа, Мауріціо Ганц, Олівер Біргофф, Мохаммед Алію Датті | Альберто Дзаккероні | 34         | 20         | 10         | 4          | 70         | 59         | 34         | +25        |                                          |
| 1999–2000 | «Лаціо»            | 2     | воротарі — Лука Маркеджані, Марко Баллотта; захисники — Паоло Негро, Джузеппе Фаваллі, Роберто Сенсіні, Синиша Михайлович, Алессандро Неста, Джузеппе Панкаро, Гуеріно Готтарді, Фернанду Коуту; півзахисники — Сержіу Консейсан, Дієго Сімеоне, Аттіліо Ломбардо, Павел Недвед, Деян Станкович, Хуан Себастьян Верон, Матіас Алмейда; нападники — Ален Бокшич, Марсело Салас, Роберто Манчіні, Сімоне Індзагі, Фабріціо Раванеллі, Кеннет Андерссон                                           | Свен-Йоран Ерікссон | 34         | 21         | 9          | 4          | 72         | 64         | 33         | +31        | Кубок Італії Суперкубок УЄФА             |

Українець Олексій Михайличенко у чемпіонському сезоні «Сампдорії» (1990/91)
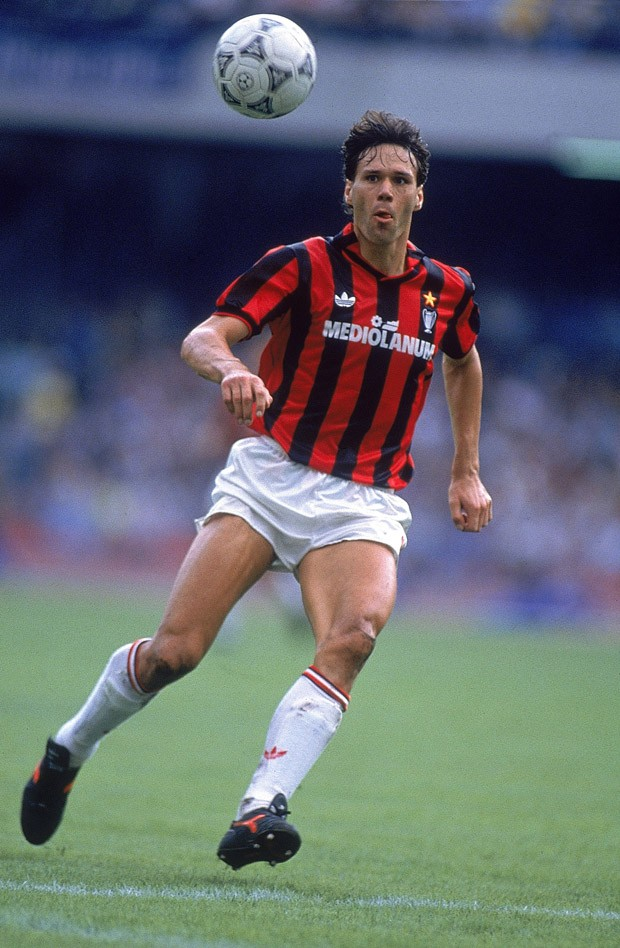
Триразовий володар Золотого м'яча у складі «Мілана» Марко ван Бастен

### 2001—2010
| Сезон                                                                                            | Переможець турніру | Титул | Склад | Тренер          | Статистика | Статистика | Статистика | Статистика | Статистика | Статистика | Статистика | Статистика | Інші виграні турніри           |
| Сезон                                                                                            | Переможець турніру | Титул | Склад | Тренер          | М          | В          | Н          | П          | О          | З          | Пр         | Р          | Інші виграні турніри           |
| ------------------------------------------------------------------------------------------------ | ------------------ | ----- | --- | --------------- | ---------- | ---------- | ---------- | ---------- | ---------- | ---------- | ---------- | ---------- | ------------------------------ |
| 2000–2001                                                                                        | «Рома»             | 3     | воротарі — Франческо Антоніолі, Крістіано Лупателлі; захисники — Кафу, Антоніо Карлос Заго, Алдаїр, Жонатан Зебіна, Вальтер Самуель, Алессандро Рінальді, Амедео Мангоне, Венсан Кандела; півзахисники — Крістіано Дзанетті, Маркос Асунсан, Еусебіо Ді Франческо, Хідетосі Наката, Емерсон Феррейра, Гаетано Д'Агостіно, Даміано Томмазі, Джанні Гігу; нападники — Вінченцо Монтелла, Франческо Тотті, Габрієль Батістута, Абель Бальбо, Марко Дельвеккіо | Фабіо Капелло   | 34         | 22         | 9          | 3          | 75         | 68         | 33         | +35        |                                |
| 2001–2002                                                                                        | «Ювентус»          | 26    | воротарі — Джанлуїджі Буффон; захисники — Чиро Феррара, Мікеле Параматті, Паоло Монтеро, Ігор Тудор, Джанлука Пессотто, Марк Юліано, Алессандро Бірінделлі, Джанлука Дзамбротта, Ліліан Тюрам; півзахисники — Фабіан О'Нілл, Антоніо Конте, Павел Недвед, Крістіан Дзеноні, Енцо Мареска, Алессіо Таккінарді, Едгар Давідс; нападники — Марсело Салас, Алессандро Дель П'єро, Давід Трезеге, Марсело Салаєта, Нікола Аморузо | Марчелло Ліппі  | 34         | 20         | 11         | 3          | 71         | 64         | 23         | +41        |                                |
| 2002–2003                                                                                        | «Ювентус»          | 27    | воротарі — Джанлуїджі Буффон, Антоніо Кіменті; захисники — Чиро Феррара, Паоло Монтеро, Ігор Тудор, Сальваторе Фрезі, Джанлука Пессотто, Марк Юліано, Алессандро Бірінделлі, Джанлука Дзамбротта, Ліліан Тюрам, Еміліано Моретті; півзахисники — Алессіо Таккінарді, Антоніо Конте, Павел Недвед, Крістіан Дзеноні, Мауро Каморанезі, Давид Байокко, Рубен Олівера, Едгар Давідс, Маттео Паро; нападники — Марсело Салас, Алессандро Дель П'єро, Давід Трезеге, Марко Ді Вайо, Марсело Салаєта                                                                         | Марчелло Ліппі  | 34         | 21         | 9          | 4          | 72         | 64         | 29         | +35        | Суперкубок Італії              |
| 2003–2004                                                                                        | «Мілан»            | 17    | воротарі — Діда, Крістіан Абб'яті; захисники — Кафу, Паоло Мальдіні, Каха Каладзе, Алессандро Неста, Даріо Шимич, Алессандро Костакурта, Мартін Лаурсен, Джузеппе Панкаро; півзахисники — Фернандо Редондо, Дженнаро Гаттузо, Руй Кошта, Кларенс Зеєдорф, Андреа Пірло, Кака, Массімо Амброзіні, Сержіньйо, Крістіан Броккі; нападники — Андрій Шевченко, Філіппо Індзагі, Йон-Даль Томассон, Марко Борріелло | Карло Анчелотті | 34         | 25         | 7          | 2          | 82         | 65         | 24         | +41        | Суперкубок УЄФА                |
| У сезоні 2004–2005 переміг «Ювентус», але через Кальчополі, був позбавлений чемпіонського титулу |                    |       | |                 |            |            |            |            |            |            |            |            |                                |
| 2005–2006                                                                                        | «Інтернаціонале»   | 14    | воротарі — Франческо Тольдо, Жуліо Сезар, Паоло Орландоні; захисники — Іван Кордоба, Ніколас Бурдіссо, Хав'єр Санетті, Синиша Михайлович, Зе Марія, Джузеппе Фаваллі, Марко Матерацці, Вальтер Самуель, П'єр Воме, Марко Андреоллі, Леонардо Бонуччі; півзахисники — Деян Станкович, Крістіано Дзанетті, Луїш Фігу, Давід Пісарро, Хуан Себастьян Верон, Сантьяго Соларі, Кілі Гонсалес, Естебан Камб'яссо, Сезар Родрігес, Даніель Маа Бумсонг, Іларіо Алое; нападники — Хуліо Крус, Адріано, Альваро Рекоба, Обафемі Мартінс, Доменіко Джермінале, Горан Славковські | Роберто Манчіні | 38         | 23         | 7          | 8          | 76         | 68         | 30         | +38        | Кубок Італії Суперкубок Італії |
| 2006–2007                                                                                        | «Інтернаціонале»   | 15    | воротарі — Франческо Тольдо, Жуліо Сезар; захисники — Іван Кордоба, Хав'єр Санетті, Максвелл, Фабіо Гроссо, Майкон, Ніколас Бурдіссо, Марко Матерацці, Вальтер Самуель, Марко Андреоллі; півзахисники — Деян Станкович, Луїш Фігу, Патрік Вієйра, Олів'є Дакур, Естебан Камб'яссо, Сантьяго Соларі, Ібрагім Мааруфі, Маріано Гонсалес; нападники — Златан Ібрагімович, Хуліо Крус, Адріано, Ернан Креспо, Альваро Рекоба, Лампрос Хутос | Роберто Манчіні | 38         | 30         | 7          | 1          | 97         | 80         | 34         | +46        | Суперкубок Італії              |
| 2007–2008                                                                                        | «Інтернаціонале»   | 16    | воротарі — Франческо Тольдо, Жуліо Сезар, Паоло Орландоні; захисники — Іван Кордоба, Хав'єр Санетті, Максвелл, Майкон, Ніколас Бурдіссо, Марко Матерацці, Нельсон Рівас, Вальтер Самуель, Крістіан Ківу; півзахисники — Деян Станкович, Луїш Фігу, Луїс Хіменес, Патрік Вієйра, Олів'є Дакур, Естебан Камб'яссо, Сантьяго Соларі, Маніше, Пеле, Сезар Родрігес; нападники — Златан Ібрагімович, Хуліо Крус, Адріано, Ернан Креспо, Давід Суасо, Маріо Балотеллі | Роберто Манчіні | 38         | 25         | 10         | 3          | 85         | 69         | 26         | +43        |                                |
| 2008–2009                                                                                        | «Інтернаціонале»   | 17    | воротарі — Франческо Тольдо, Жуліо Сезар, Паоло Орландоні; захисники — Іван Кордоба, Хав'єр Санетті, Максвелл, Майкон, Ніколас Бурдіссо, Марко Матерацці, Нельсон Рівас, Вальтер Самуель, Крістіан Ківу, Давіде Сантон; півзахисники — Деян Станкович, Луїш Фігу, Луїс Хіменес, Патрік Вієйра, Олів'є Дакур, Естебан Камб'яссо, Саллі Мунтарі, Амантіно Мансіні, Франческо Больцоні, Рікарду Куарежма; нападники — Златан Ібрагімович, Хуліо Крус, Адріано, Ернан Креспо, Віктор Обінна, Маріо Балотеллі                                                               | Жозе Моурінью   | 38         | 25         | 9          | 4          | 84         | 70         | 32         | +38        | Суперкубок Італії              |
| 2009–2010                                                                                        | «Інтернаціонале»   | 18    | воротарі — Жуліо Сезар; захисники — Іван Кордоба, Хав'єр Санетті, Лусіу, Майкон, Марко Матерацці, Вальтер Самуель, Крістіан Ківу, Давіде Сантон; півзахисники — Деян Станкович, Рікарду Куарежма, Тьяго Мотта, Веслі Снейдер, Саллі Мунтарі, Патрік Вієйра, Рене Крхін, Макдональд Маріга, Естебан Камб'яссо, Ален Стеванович, Амантіно Мансіні; нападники — Самюель Ето'о, Давід Суасо, Дієго Міліто, Горан Пандев, Маріо Балотеллі, Марко Арнаутович | Жозе Моурінью   | 38         | 24         | 10         | 4          | 82         | 75         | 34         | +41        | Кубок Італії Ліга чемпіонів    |

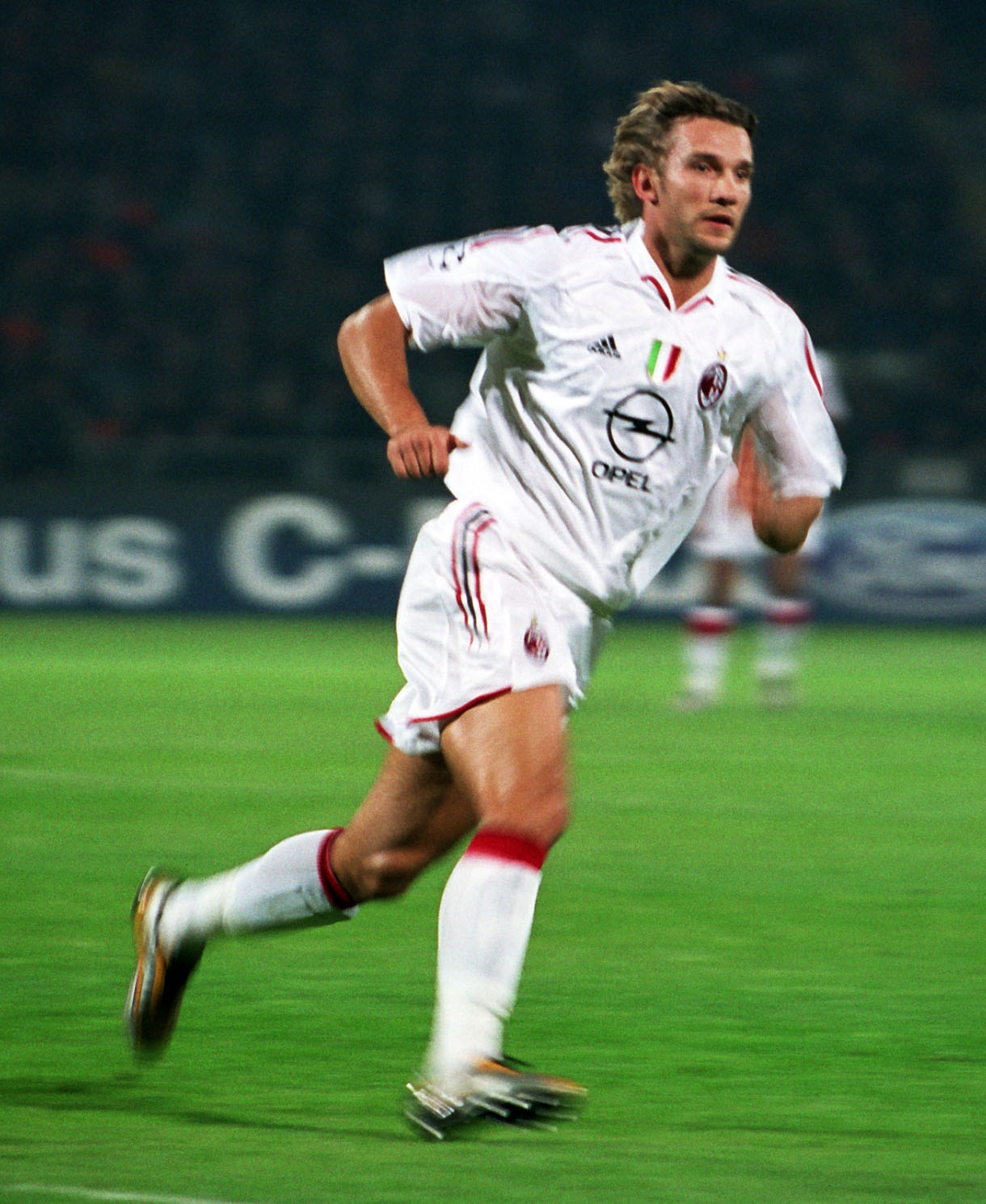
Володар Золотого м'яча 2004 року Андрій Шевченко
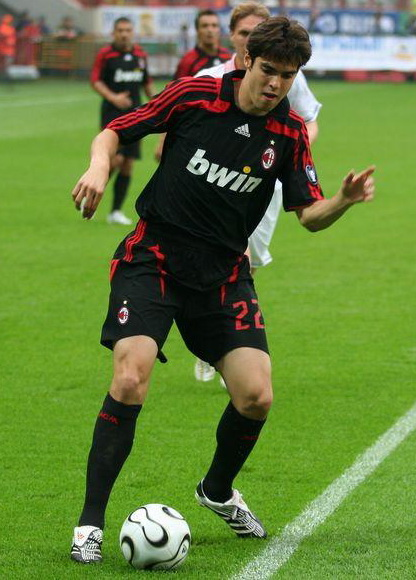
Володар Золотого м'яча 2007 року Кака
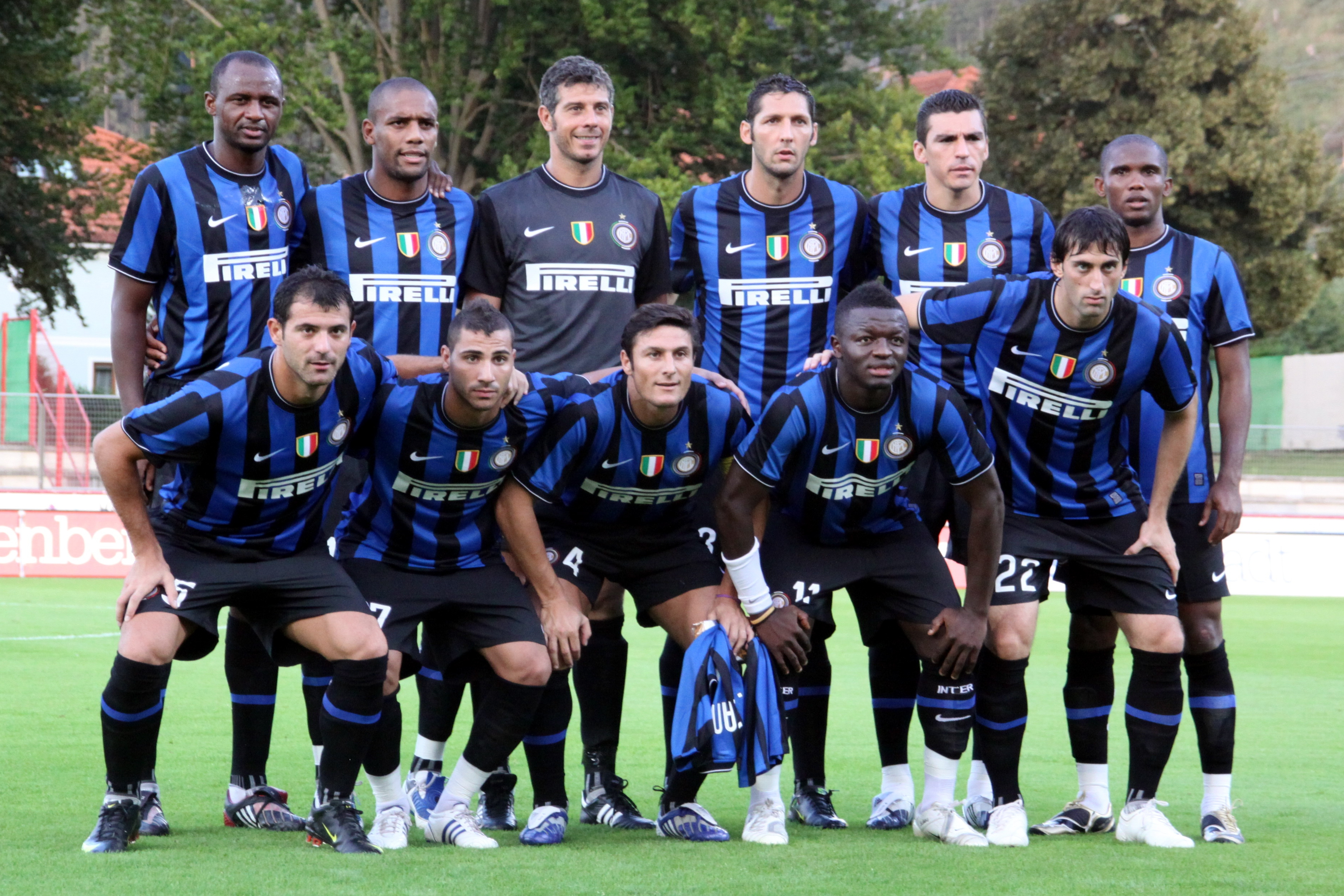
«Інтернаціонале» (2009/10)

### 2011—2020
| Сезон     | Переможець турніру | Титул | Склад | Тренер               | Статистика | Статистика | Статистика | Статистика | Статистика | Статистика | Статистика | Статистика | Інші виграні турніри           |
| Сезон     | Переможець турніру | Титул | Склад | Тренер               | М          | В          | Н          | П          | О          | З          | Пр         | Р          | Інші виграні турніри           |
| --------- | ------------------ | ----- | --- | -------------------- | ---------- | ---------- | ---------- | ---------- | ---------- | ---------- | ---------- | ---------- | ------------------------------ |
| 2010–2011 | «Мілан»            | 18    | воротарі — Марко Амелія, Флавіо Рома, Крістіан Абб'яті; захисники — Алессандро Неста, Сократіс Папастатопулос, Массімо Оддо, Марек Янкуловський, Джанлука Дзамбротта, Даніеле Бонера, Тіагу Сілва, Дідак Віла, Нікола Легроттальє, Маріо Єпес, Лука Антоніні; півзахисники — Марк ван Боммел, Дженнаро Гаттузо, Кларенс Зеєдорф, Родні Страссер, Матьє Фламіні, Іньяціо Абате, Андреа Пірло, Массімо Амброзіні, Кевін-Прінс Боатенг, Урбі Емануельсон, Александр Меркель; нападники — Алешандре Пату, Філіппо Індзагі, Златан Ібрагімович, Марко Борріелло, Джакомо Беретта, Робінью, Роналдінью, Ннамді Одуамаді, Антоніо Кассано | Массіміліано Аллегрі | 38         | 24         | 10         | 4          | 82         | 65         | 24         | +41        |                                |
| 2011–2012 | «Ювентус»          | 28    | воротарі — Джанлуїджі Буффон, Марко Сторарі; захисники — Джорджо К'єлліні, Мартін Касерес, Фабіо Гроссо, Паоло Де Чельє, Андреа Барцальї, Леонардо Бонуччі, Штефан Ліхтштайнер; півзахисники — Мікеле Пацієнца, Сімоне Пепе, Клаудіо Маркізіо, Елджеро Елія, Андреа Пірло, Артуро Відаль, Емануеле Джаккеріні, Милош Красич, Марсело Естігаррібія, Лука Марроне; нападники — Алессандро Дель П'єро, Мірко Вучинич, Фабіо Квальярелла, Марко Борріелло, Алессандро Матрі, Сімоне Падоїн | Антоніо Конте        | 38         | 23         | 15         | 0          | 84         | 68         | 20         | +48        |                                |
| 2012–2013 | «Ювентус»          | 29    | воротарі — Джанлуїджі Буффон, Марко Сторарі, Рубінью; захисники — Лусіу, Джорджо К'єлліні, Мартін Касерес, Паоло Де Чельє, Федеріко Пелузо, Андреа Барцальї, Леонардо Бонуччі, Штефан Ліхтштайнер; півзахисники — Поль Погба, Сімоне Пепе, Клаудіо Маркізіо, Сімоне Падоїн, Андреа Пірло, Квадво Асамоа, Артуро Відаль, Емануеле Джаккеріні, Маурісіо Ісла, Лука Марроне; нападники — Мірко Вучинич, Себастьян Джовінко, Ніклас Бендтнер, Ніколя Анелька, Фабіо Квальярелла, Алессандро Матрі, Стефано Бельтрам | Антоніо Конте        | 38         | 27         | 6          | 5          | 87         | 71         | 24         | +47        | Суперкубок Італії              |
| 2013–2014 | «Ювентус»          | 30    | воротарі — Джанлуїджі Буффон, Марко Сторарі, Рубінью; захисники — Джорджо К'єлліні, Мартін Касерес, Анджело Огбонна, Паоло Де Чельє, Федеріко Пелузо, Андреа Барцальї, Марко Мотта, Леонардо Бонуччі, Штефан Ліхтштайнер; півзахисники — Поль Погба, Сімоне Пепе, Клаудіо Маркізіо, Сімоне Падоїн, Андреа Пірло, Квадво Асамоа, Артуро Відаль, Маурісіо Ісла; нападники — Мірко Вучинич, Карлос Тевес, Себастьян Джовінко, Фернандо Льоренте, Пабло Освальдо, Фабіо Квальярелла | Антоніо Конте        | 38         | 33         | 3          | 2          | 102        | 80         | 23         | +57        | Суперкубок Італії              |
| 2014–2015 | «Ювентус»          | 31    | воротарі — Джанлуїджі Буффон, Марко Сторарі; захисники — Джорджо К'єлліні, Мартін Касерес, Анджело Огбонна, Андреа Барцальї, Леонардо Бонуччі, Штефан Ліхтштайнер, Патріс Евра; півзахисники — Ромуло, Поль Погба, Сімоне Пепе, Клаудіо Маркізіо, Паоло Де Чельє, Сімоне Падоїн, Андреа Пірло, Квадво Асамоа, Артуро Відаль, Маттіа Вітале, Стефано Стураро, Роберто Перейра, Федеріко Маттіелло; нападники — Альваро Мората, Карлос Тевес, Кінгслі Коман, Себастьян Джовінко, Фернандо Льоренте, Алессандро Матрі | Массіміліано Аллегрі | 38         | 26         | 9          | 3          | 87         | 72         | 24         | +48        | Кубок Італії                   |
| 2015–2016 | «Ювентус»          | 32    | воротарі — Джанлуїджі Буффон, Нету; захисники — Джорджо К'єлліні, Мартін Касерес, Алекс Сандро, Андреа Барцальї, Маурісіо Ісла, Леонардо Бонуччі, Даніеле Ругані, Штефан Ліхтштайнер, Патріс Евра; півзахисники — Самі Хедіра, Клаудіо Маркізіо, Поль Погба, Ернанес, Маріо Леміна, Сімоне Падоїн, Квадво Асамоа, Стефано Стураро, Роберто Перейра; нападники — Сімоне Дзадза, Альваро Мората, Фернандо Льоренте, Хуан Куадрадо, Маріо Манджукич, Пауло Дибала, Кінгслі Коман, Андреа Фавіллі | Массіміліано Аллегрі | 38         | 29         | 4          | 5          | 91         | 75         | 20         | +55        | Кубок Італії Суперкубок Італії |
| 2016–2017 | «Ювентус»          | 33    | воротарі — Джанлуїджі Буффон, Нету, Еміль Аудеро; захисники — Джорджо К'єлліні, Мехді Бенатія, Алекс Сандро, Андреа Барцальї, Леонардо Бонуччі, Данієл Алвес, Даніеле Ругані, Штефан Ліхтштайнер, Патріс Евра; півзахисники — Міралем П'янич, Самі Хедіра, Клаудіо Маркізіо, Ернанес, Маріо Леміна, Квадво Асамоа, Стефано Стураро, Томас Рінкон, Роландо Мандрагора; нападники — Хуан Куадрадо, Гонсало Ігуаїн, Маріо Манджукич, Марко П'яца, Пауло Дибала, Мойзе Кен | Массіміліано Аллегрі | 38         | 29         | 4          | 5          | 91         | 77         | 27         | +50        | Кубок Італії                   |
| 2017–2018 | «Ювентус»          | 34    | воротарі — Джанлуїджі Буффон, Карло Пінсольйо, Войцех Щенсний; захисники — Маттіа Де Шильйо, Джорджо К'єлліні, Мехді Бенатія, Алекс Сандро, Андреа Барцальї, Бенедикт Геведес, Даніеле Ругані, Штефан Ліхтштайнер; півзахисники — Міралем П'янич, Самі Хедіра, Клаудіо Маркізіо, Блез Матюїді, Квадво Асамоа, Стефано Стураро, Родріго Бентанкур; нападники — Хуан Куадрадо, Гонсало Ігуаїн, Пауло Дибала, Дуглас Коста, Маріо Манджукич, Федеріко Бернардескі | Массіміліано Аллегрі | 38         | 30         | 5          | 3          | 95         | 86         | 24         | +62        | Кубок Італії                   |
| 2018–2019 | «Ювентус»          | 35    | воротарі — Войцех Щенсний, Карло Пінсольйо, Маттіа Перін; захисники — Маттіа Де Шильйо, Джорджо К'єлліні, Мехді Бенатія, Мартін Касерес, Алекс Сандро, Андреа Барцальї, Леонардо Бонуччі, Жуан Канселу, Даніеле Ругані, Леонардо Спінаццола, Паоло Гоцці; півзахисники — Міралем П'янич, Самі Хедіра, Блез Матюїді, Емре Джан, Родріго Бентанкур, Маноло Портанова, Матеус Перейра, Грігоріс Кастанос, Ганс Ніколуссі; нападники — Кріштіану Роналду, Пауло Дибала, Дуглас Коста, Хуан Куадрадо, Маріо Манджукич, Мойзе Кен, Федеріко Бернардескі, Стефі Мавідіді                                                                  | Массіміліано Аллегрі | 38         | 28         | 6          | 4          | 90         | 70         | 30         | +40        | Суперкубок Італії              |
| 2019–2020 | «Ювентус»          | 36    | воротарі — Войцех Щенсний, Карло Пінсольйо, Джанлуїджі Буффон; захисники — Маттіа Де Шильйо, Джорджо К'єлліні, Маттейс де Лігт, Алекс Сандро, Даніло, Леонардо Бонуччі, Даніеле Ругані, Меріх Демірал, Джанлука Фработта; півзахисники — Міралем П'янич, Самі Хедіра, Аарон Ремзі, Блез Матюїді, Емре Джан, Адріан Рабйо, Родріго Бентанкур, Сімоне Мураторе, Дауда Пеетерс; нападники — Кріштіану Роналду, Пауло Дибала, Дуглас Коста, Хуан Куадрадо, Гонсало Ігуаїн, Федеріко Бернардескі, Марко Олів'єрі, Джакомо Вріоні, Лука Занімакія                                                                                        | Мауріціо Саррі       | 38         | 26         | 5          | 7          | 83         | 76         | 43         | +33        |                                |

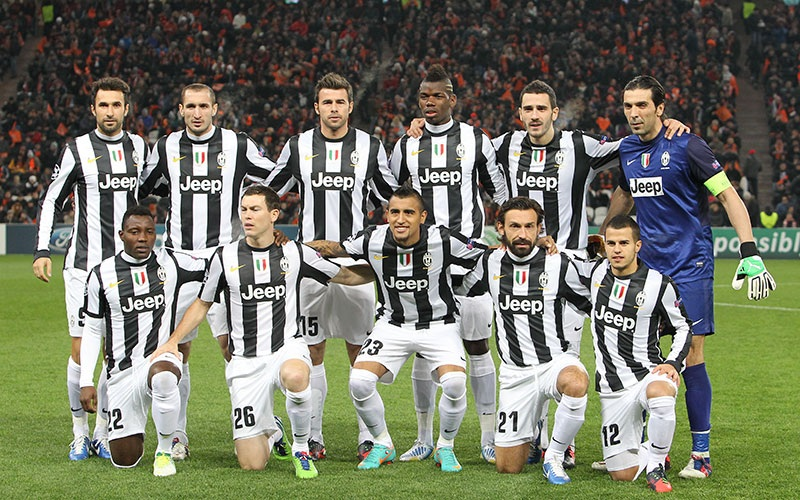
«Ювентус» (2012/13)
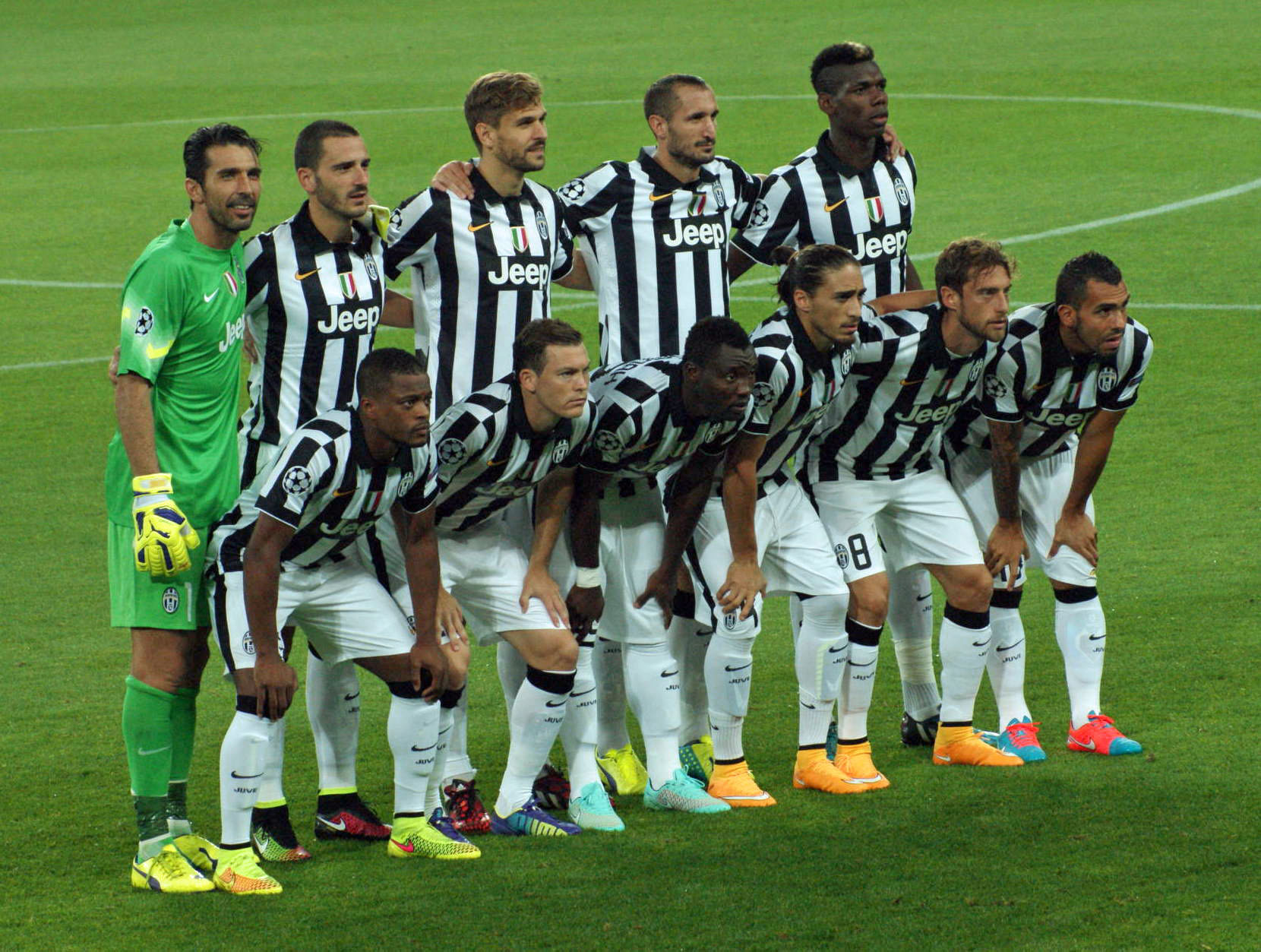
«Ювентус» (2014/15)
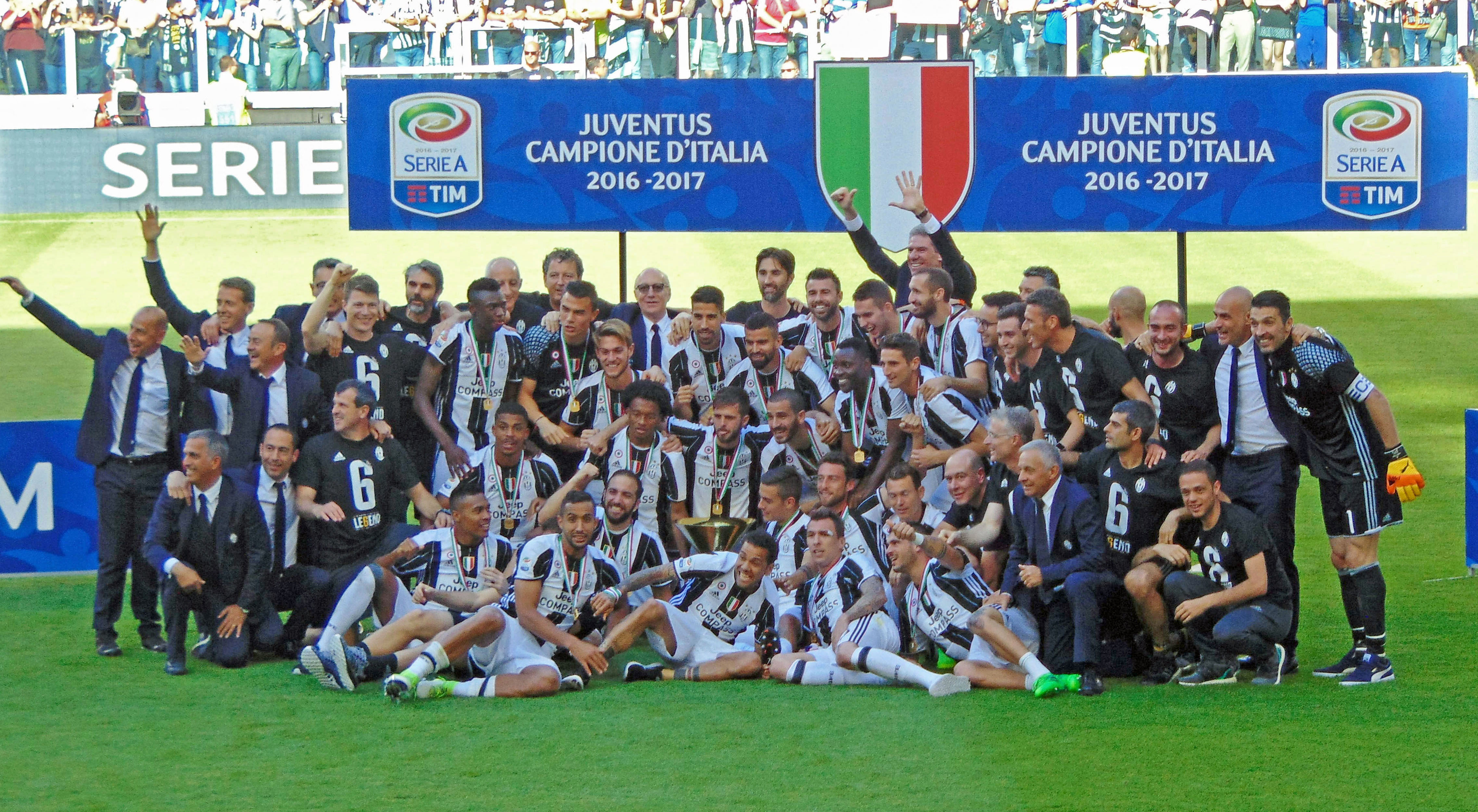
«Ювентус» (2016/17)
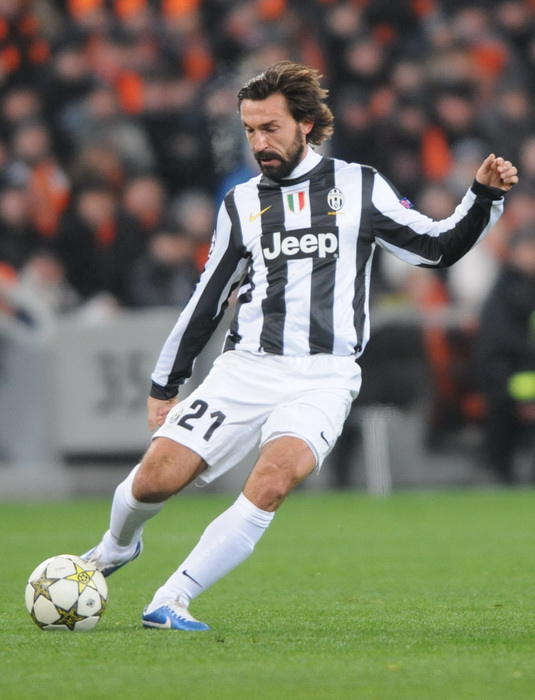
Андреа Пірло
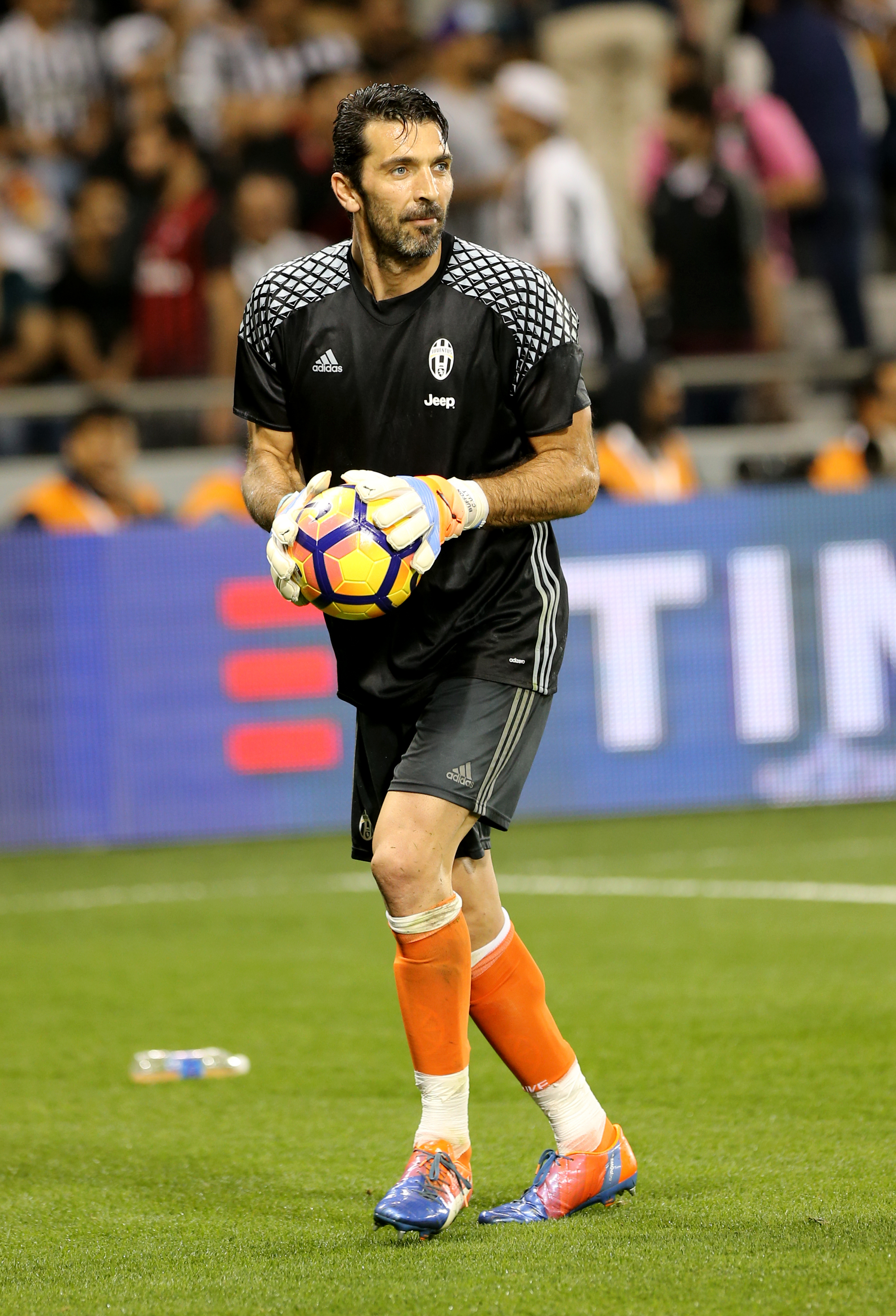
Джанлуїджі Буффон
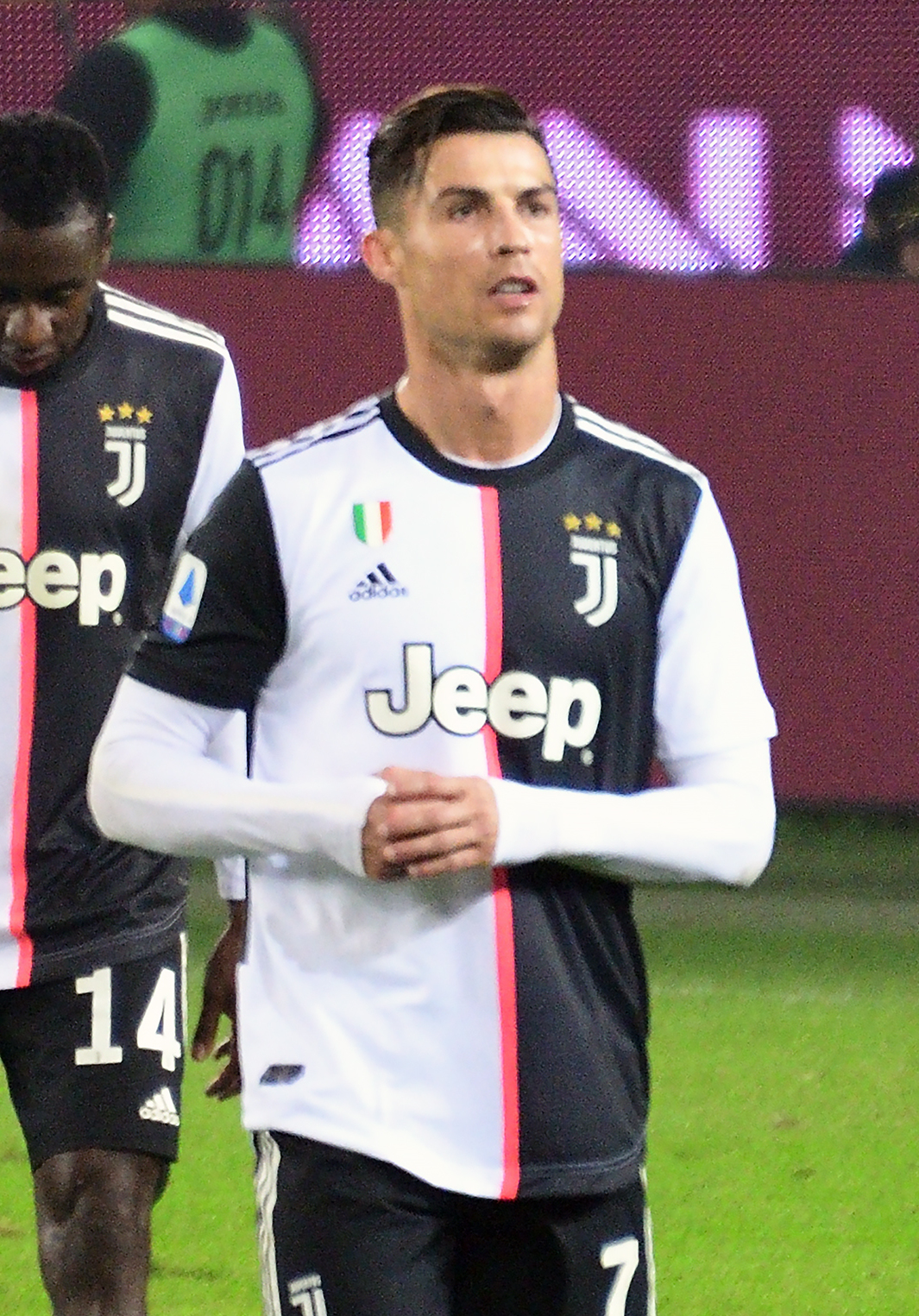
Кріштіану Роналду

### 2021—2025
| Сезон     | Переможець турніру | Титул | Склад | Тренер           | Статистика | Статистика | Статистика | Статистика | Статистика | Статистика | Статистика | Статистика | Інші виграні турніри |
| Сезон     | Переможець турніру | Титул | Склад | Тренер           | М          | В          | Н          | П          | О          | З          | Пр         | Р          | Інші виграні турніри |
| --------- | ------------------ | ----- | --- | ---------------- | ---------- | ---------- | ---------- | ---------- | ---------- | ---------- | ---------- | ---------- | -------------------- |
| 2020–2021 | «Інтернаціонале»   | 19    | воротарі — Самір Ханданович, Даніеле Паделлі, Йонуц Раду; захисники — Ашраф Хакімі, Стефан де Врей, Александар Коларов, Андреа Ранокк'я, Ешлі Янг, Даніло Д'Амброзіо, Маттео Дарміан, Мілан Шкриняр, Алессандро Бастоні; півзахисники — Роберто Гальярдіні, Матіас Весіно, Стефано Сенсі, Іван Перишич, Артуро Відаль, Ніколо Барелла, Крістіан Еріксен, Раджа Наїнгголан, Марцело Брозович; нападники — Алексіс Санчес, Ромелу Лукаку, Лаутаро Мартінес, Андреа Пінамонті                                             | Антоніо Конте    | 38         | 28         | 7          | 3          | 91         | 89         | 35         | +54        |                      |
| 2021–2022 | «Мілан»            | 19    | воротарі — Чіпріан Тетерушану, Майк Меньян; захисники — Давіде Калабрія, Фоде Балло-Туре, Андреа Конті, Алессіо Романьйолі, Тео Ернандес, П'єр Калулу, Фікайо Томорі, Сімон К'єр, Алессандро Флоренці, Маттео Габбія, Лука Станга; півзахисники — Ісмаель Беннасер, Сандро Тоналі, Брахім Діас, Даніель Мальдіні, Жуніор Мессіас, Раде Крунич, Тьємуе Бакайоко, Франк Кесс'є; нападники — Саму Кастільєхо, Олів'є Жіру, Златан Ібрагімович, Анте Ребич, Рафаел Леан, Алексіс Салемакерс, П'єтро Пеллегрі               | Стефано Піолі    | 38         | 26         | 8          | 4          | 86         | 69         | 31         | +38        |                      |
| 2022–2023 | «Наполі»           | 3     | воротарі — Алекс Мерет, П'єрлуїджі Голліні; захисники — Кім Мін Дже, Жуан Жезус, Маріу Руй, Амір Ррахмані, Матіас Олівера, Джованні Ді Лоренцо, Лео Естігор, Алессандро Дзанолі; півзахисники — Дієго Демме, Еліф Елмас, Пйотр Зелінський, Карім Зедадка, Станіслав Лоботка, Джанлука Гаетано, Тангі Ндомбеле, Андре-Франк Замбо-Ангісса; нападники — Віктор Осімген, Ірвінг Лосано, Джованні Сімеоне, Маттео Політано, Алессіо Дзербін, Адам Унас, Хвіча Кварацхелія, Джакомо Распадорі                               | Лучано Спаллетті | 38         | 28         | 6          | 4          | 90         | 77         | 28         | +49        |                      |
| 2023–2024 | «Інтернаціонале»   | 20    | воротарі — Янн Зоммер, Еміль Аудеро; захисники — Дензел Дюмфріс, Стефан де Врей, Франческо Ачербі, Бенжамен Павар, Карлос Аугусто, Янн Аурел Біссек, Федеріко Дімарко, Маттео Дарміан, Алессандро Бастоні; півзахисники — Стефано Сенсі, Хуан Куадрадо, Деві Классен, Давіде Фраттезі, Тейджон Б'юкенен, Хакан Чалханоглу, Крістіан Асллані, Генріх Мхітарян, Ніколо Барелла, Ебенезер Акінсанміро, Люсьєн Агуме; нападники — Марко Арнаутович, Маркус Тюрам, Лаутаро Мартінес, Алексіс Санчес                         | Сімоне Індзагі   | 38         | 29         | 7          | 2          | 94         | 89         | 22         | +67        | Суперкубок Італії    |
| 2024–2025 | «Наполі»           | 4     | воротарі — Алекс Мерет, Елія Капріле, Сімоне Скуффет; захисники — Алессандро Буонджорно, Жуан Жезус, Амір Ррахмані, Рафа Марін, Матіас Олівера, Джованні Ді Лоренцо, Паскуале Маццоккі, Леонардо Спінаццола; півзахисники — Біллі Гілмор, Скотт Мактоміней, Філіп Біллінг, Станіслав Лоботка, Андре-Франк Замбо-Ангісса, Мікаель Фолоруншо; нападники — Давід Нерес, Ноа Окафор, Ромелу Лукаку, Джованні Сімеоне, Маттео Політано, Алессіо Дзербін, Сіріль Нгонге, Хвіча Кварацхелія, Джакомо Распадорі, Валід Шеддіра | Антоніо Конте    | 38         | 24         | 10         | 4          | 82         | 59         | 27         | +32        |                      |

## Статистика

### Зведені клубні дані
| Клуб             | Місто             | Кількість перемог | Сезони (роки) |
| ---------------- | ----------------- | ----------------- | --- |
| «Ювентус»        | Турин             | 36                | 1905, 1926, 1931, 1932, 1933, 1934, 1935, 1950, 1952, 1958, 1960, 1961, 1967, 1972, 1973, 1975, 1977, 1978, 1981, 1982, 1984, 1986, 1995, 1997, 1998, 2002, 2003, 2012, 2013, 2014, 2015, 2016, 2017, 2018, 2019, 2020 |
| «Інтернаціонале» | Мілан             | 20                | 1910, 1920, 1930, 1938, 1940, 1953, 1954, 1963, 1965, 1966, 1971, 1980, 1989, 2006, 2007, 2008, 2009, 2010, 2021, 2024                                                                                                 |
| «Мілан»          | Мілан             | 19                | 1901, 1906, 1907, 1951, 1955, 1957, 1959, 1962, 1968, 1979, 1988, 1992, 1993, 1994, 1996, 1999, 2004, 2011, 2022 |
| «Дженоа»         | Генуя             | 9                 | 1898, 1899, 1900, 1902, 1903, 1904, 1915, 1923, 1924 |
| «Про Верчеллі»   | Верчеллі          | 7                 | 1908, 1909, 1911, 1912, 1913, 1921, 1922 |
| «Болонья»        | Болонья           | 7                 | 1925, 1929, 1936, 1937, 1939, 1941, 1964 |
| «Торіно»         | Турин             | 7                 | 1928, 1943, 1946, 1947, 1948, 1949, 1976 |
| «Наполі»         | Неаполь           | 4                 | 1987, 1990, 2023, 2025 |
| «Рома»           | Рим               | 3                 | 1942, 1983, 2001 |
| «Фіорентіна»     | Флоренція         | 2                 | 1956, 1969 |
| «Лаціо»          | Рим               | 2                 | 1974, 2000 |
| «Казале»         | Казале-Монферрато | 1                 | 1914 |
| «Новезе»         | Нові-Лігуре       | 1                 | 1922 |
| «Кальярі»        | Кальярі           | 1                 | 1970 |
| «Геллас Верона»  | Верона            | 1                 | 1985 |
| «Сампдорія»      | Генуя             | 1                 | 1991 |

### Переможці за містом
| Місто             | Кількість перемог | Клуби                               |
| ----------------- | ----------------- | ----------------------------------- |
| Турин             | 43                | «Ювентус» (36), «Торіно» (7),       |
| Мілан             | 39                | «Інтернаціонале» (20), «Мілан» (19) |
| Генуя             | 10                | «Дженоа» (9), «Сампдорія» (1)       |
| Болонья           | 7                 | «Болонья» (7)                       |
| Верчеллі          | 7                 | «Про Верчеллі» (7)                  |
| Рим               | 5                 | «Рома» (3), «Лаціо» (2)             |
| Неаполь           | 4                 | «Наполі» (4)                        |
| Флоренція         | 2                 | «Фіорентіна» (2)                    |
| Кальярі           | 1                 | «Кальярі» (1)                       |
| Казале-Монферрато | 1                 | «Казале» (1)                        |
| Нові-Лігуре       | 1                 | «Новезе» (1)                        |
| Верона            | 1                 | «Геллас Верона» (1)                 |

### Переможці за регіоном
| Регіон         | Кількість перемог | Клуби                                                                        |
| -------------- | ----------------- | ---------------------------------------------------------------------------- |
| П'ємонт        | 52                | «Ювентус» (36), «Торіно» (7), «Про Верчеллі» (7), «Казале» (1), «Новезе» (1) |
| Ломбардія      | 39                | «Інтернаціонале» (20), «Мілан» (19)                                          |
| Лігурія        | 10                | «Дженоа» (9), «Сампдорія» (1)                                                |
| Емілія-Романья | 7                 | «Болонья» (7)                                                                |
| Лаціо          | 5                 | «Рома» (3), «Лаціо» (2)                                                      |
| Кампанія       | 4                 | «Наполі» (4)                                                                 |
| Тоскана        | 2                 | «Фіорентіна» (2)                                                             |
| Сардинія       | 1                 | «Кальярі» (1)                                                                |
| Венето         | 1                 | «Геллас Верона» (1)                                                          |

### Гравці і тренери
Список переможців чемпіонату Італії, які здобували титул як гравці і тренери:
| Особа               | Гравець                                   | Тренер                                                               | Всього |
| ------------------- | ----------------------------------------- | -------------------------------------------------------------------- | ------ |
| Карло Бігатто       | «Ювентус»: 1926, 1931                     | «Ювентус»: 1935                                                      | 3      |
| Армандо Кастеллацці | «Інтернаціонале»: 1930                    | «Інтернаціонале»: 1938                                               | 2      |
| Маріо Спероне       | «Торіно»: 1928                            | «Торіно»: 1948                                                       | 2      |
| Альфредо Фоні       | «Ювентус»: 1935                           | «Інтернаціонале»: 1953, 1954                                         | 3      |
| Етторе Пурічеллі    | «Болонья»: 1939, 1941                     | «Мілан»: 1955                                                        | 3      |
| Джузеппе Віані      | «Інтернаціонале»: 1930                    | «Мілан»: 1957, 1959                                                  | 3      |
| Карло Парола        | «Ювентус»: 1950, 1952                     | «Ювентус»: 1960, 1961, 1975                                          | 5      |
| Луїджі Радіче       | «Мілан»: 1957, 1959, 1962                 | «Торіно»: 1976                                                       | 4      |
| Джованні Трапаттоні | «Мілан»: 1962, 1968                       | «Ювентус»: 1977, 1978, 1981, 1982, 1984, 1986 «Інтернаціонале»: 1989 | 9      |
| Нільс Лідгольм      | «Мілан»: 1951, 1955, 1957, 1959           | «Мілан»: 1979 «Рома»: 1983                                           | 6      |
| Освальдо Баньйолі   | «Мілан»: 1957                             | «Верона»: 1985                                                       | 2      |
| Альберто Бігон      | «Мілан»: 1979                             | «Наполі»: 1990                                                       | 2      |
| Фабіо Капелло       | «Ювентус»: 1972, 1973, 1975 «Мілан»: 1979 | «Мілан»: 1992, 1993, 1994, 1996 «Рома»: 2001                         | 9      |
| Карло Анчелотті     | «Рома»: 1983 «Мілан»: 1988, 1992          | «Мілан»: 2004                                                        | 4      |
| Роберто Манчіні     | «Сампдорія»: 1991 «Лаціо»: 2000           | «Інтернаціонале»: 2006, 2007, 2008                                   | 5      |
| Антоніо Конте       | «Ювентус»: 1995, 1997, 1998, 2002, 2003   | «Ювентус»: 2012, 2013, 2014 «Інтернаціонале»: 2021 «Наполі»: 2025    | 10     |
| Стефано Піолі       | «Ювентус»: 1985                           | «Мілан»: 2022                                                        | 2      |
| Сімоне Індзагі      | «Лаціо»: 2000                             | «Інтернаціонале»: 2024                                               | 2      |

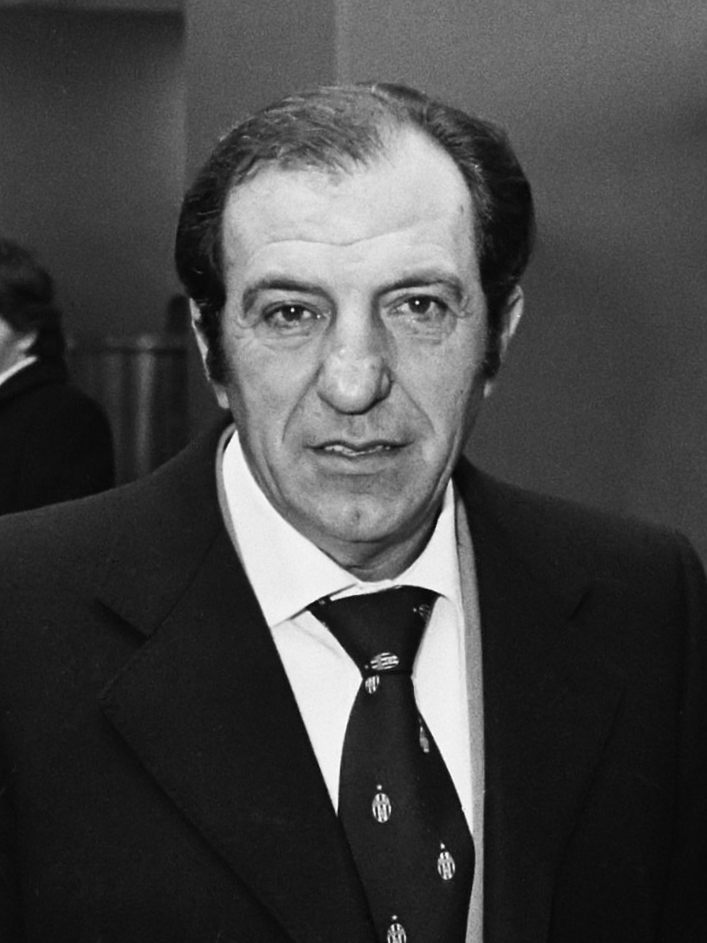
Карло Парола
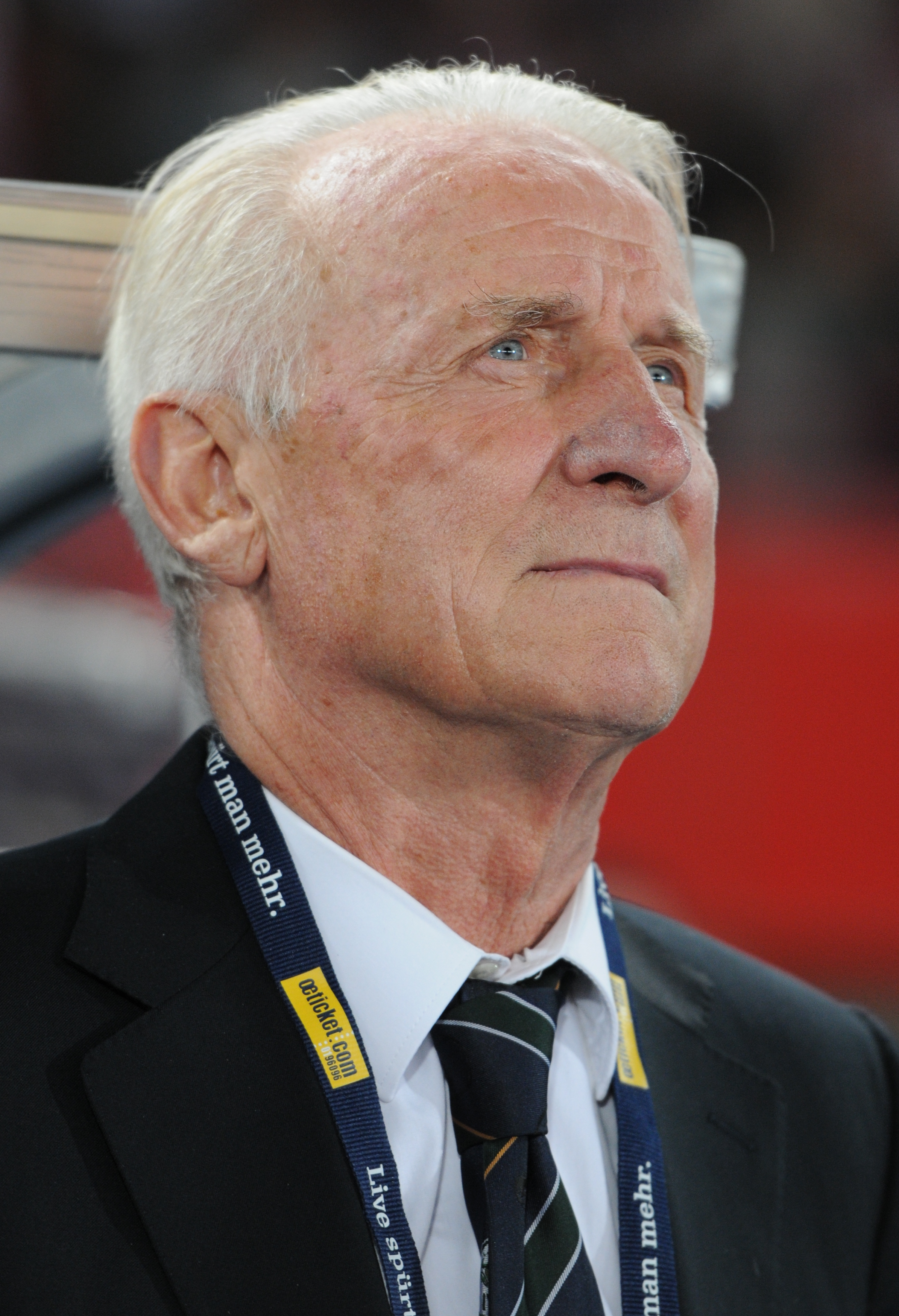
Джованні Трапаттоні
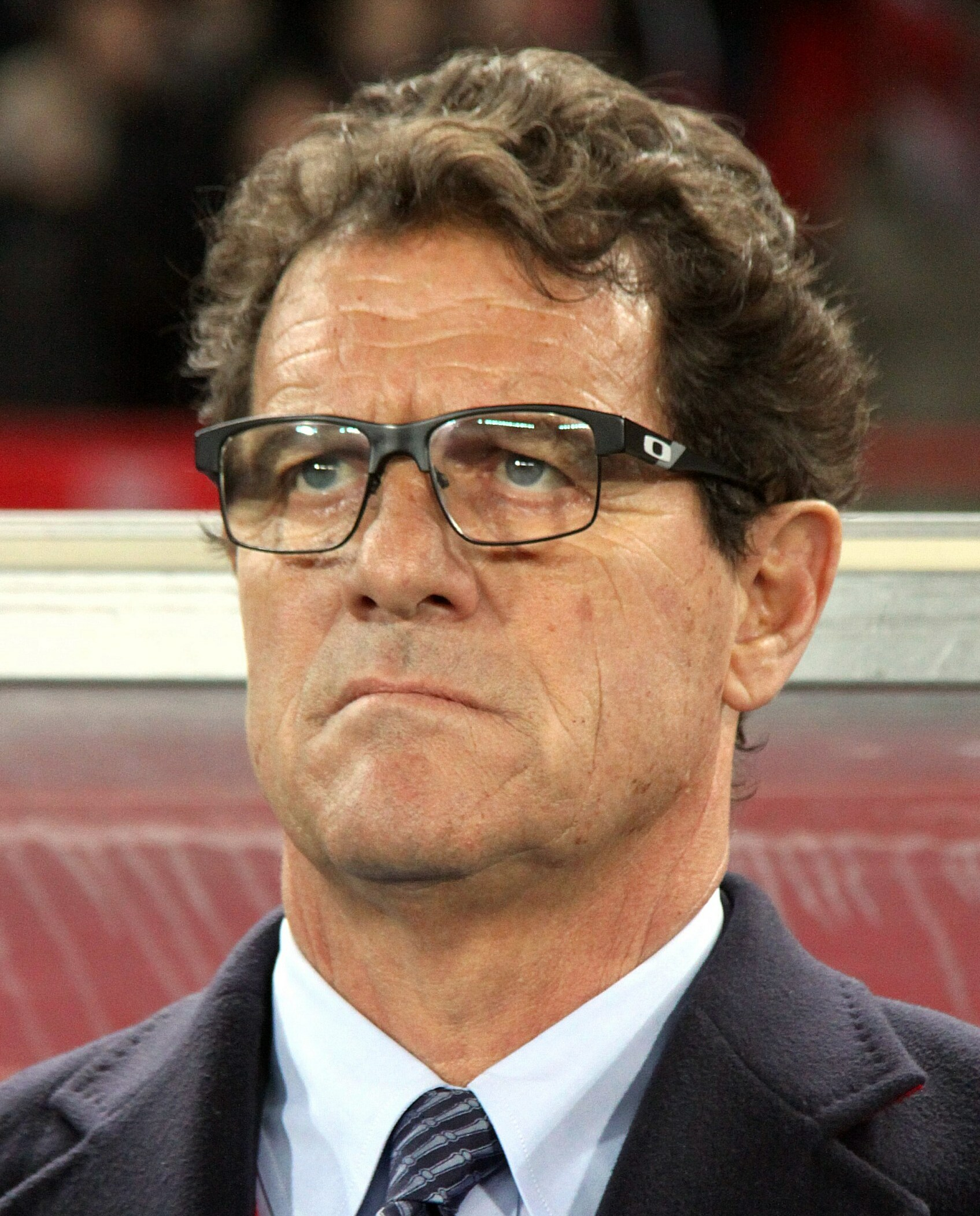
Фабіо Капелло
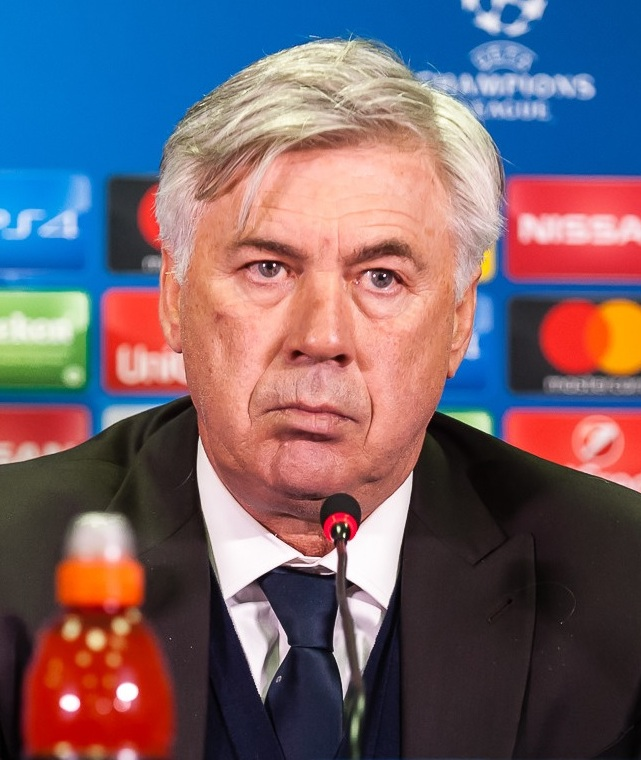
Карло Анчелотті
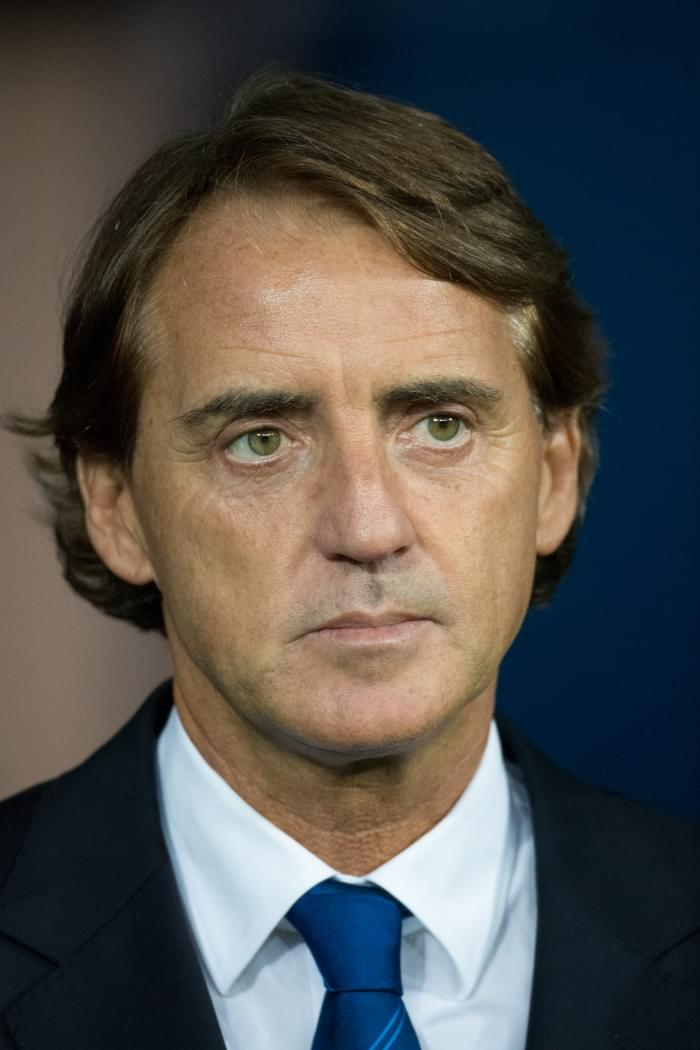
Роберто Манчіні
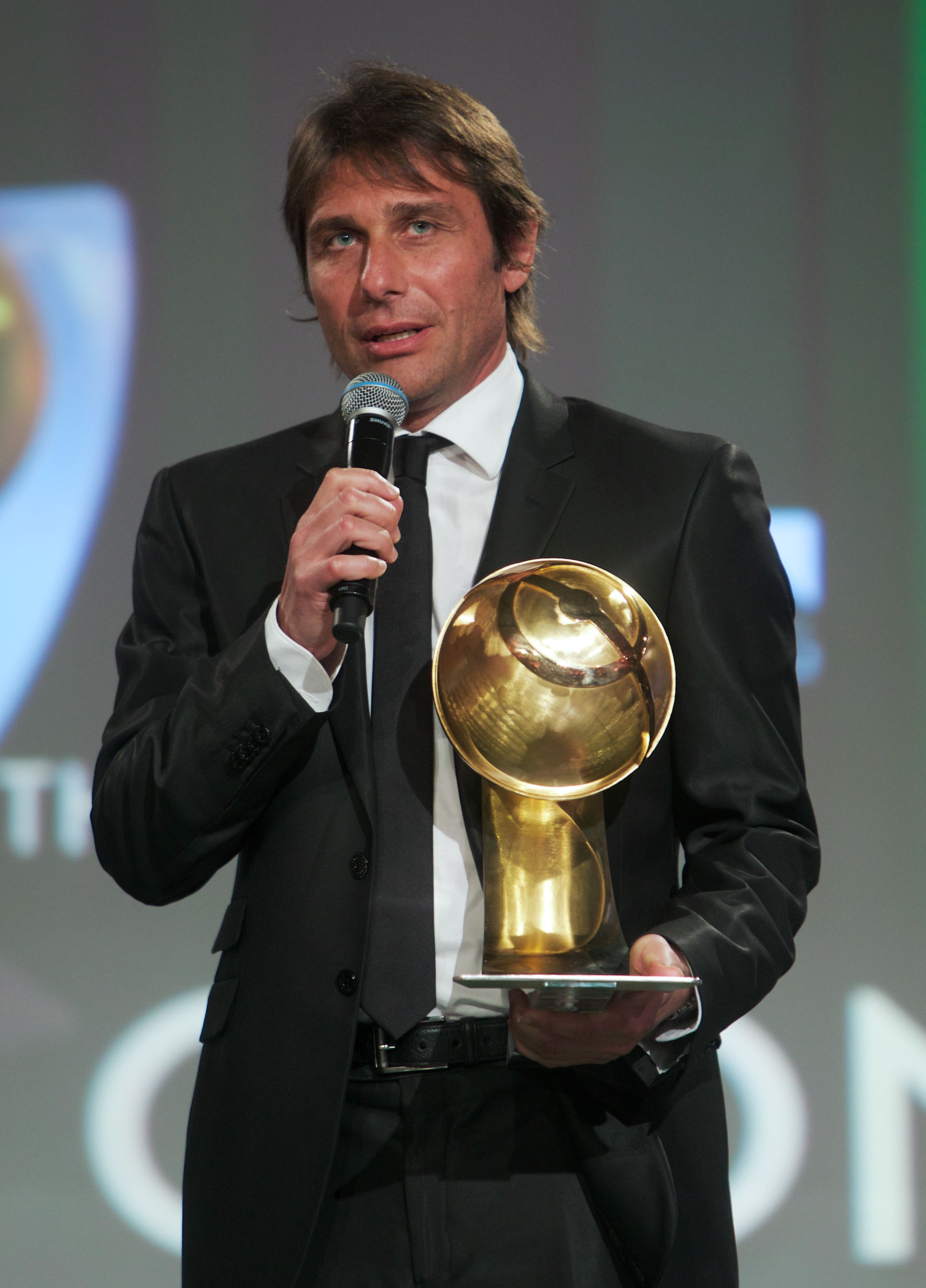
Антоніо Конте